# Martin Heidegger und der Nationalsozialismus
Das Verhältnis des deutschen Philosophen Martin Heidegger zum Nationalsozialismus (auch: Fall Heidegger) ist mit dem Beginn der 1930er Jahre nachweisbar und wurde bereits Mitte 1933 auch außerhalb der wissenschaftlichen Disziplinen zum Gegenstand der internationalen Kritik.
In der Forschung herrscht Einigkeit darüber, dass sich Martin Heidegger im „Dritten Reich“ mit Begeisterung für das engagierte, was er die „nationalsozialistische Revolution“ nannte. 1930 begann er, den Völkischen Beobachter zu lesen. 1932 wählte er die NSDAP. Nach der Machtergreifung der Nationalsozialisten wollte er an der Umgestaltung der Gesellschaft mitwirken, besonders durch die Einführung des Führerprinzips an den Universitäten. Am 21. April 1933 wurde er von seinen Kollegen zum Rektor der Universität Freiburg gewählt und trat am 1. Mai 1933 der NSDAP bei, die seinen Beitritt öffentlich feierte und der er bis zum Ende der NS-Herrschaft angehörte.
Bei allen Bekenntnissen Heideggers zum Nationalsozialismus war sein Verhalten ambivalent. So bemühte er sich als Rektor in mehreren Fällen, das Schicksal jüdischer Hochschulangehöriger im Rahmen des Möglichen zu lindern. Andererseits denunzierte er einen jüdischen und einen nicht-jüdischen Kollegen. In politischen Reden, viele davon vor Studenten gehalten, huldigte er Adolf Hitler, der für ihn damals nahezu messianische Züge bekam. Anlässlich der Kundgebung des Nationalsozialistischen Lehrerbundes (NSLB) am 11. November 1933 in Leipzig hielt er vor tausenden von Zuhörern eine der konstituierenden Reden zum Bekenntnis der deutschen Professoren zu Adolf Hitler. Am 1. Dezember 1933 trat Heidegger auch dem NSLB bei. 1934 legte er sein Amt als Rektor vorzeitig nieder, trat aber weiter für Hitler und den Nationalsozialismus ein, insbesondere mit der im Völkischen Beobachter veröffentlichten Erklärung der Deutschen Wissenschaftler hinter Adolf Hitler und durch seine Mitgliedschaft in dem von Hans Frank gegründeten Ausschuss für Rechtsphilosophie, in dem er mindestens bis 1936 tätig war. Heideggers „Ernüchterung“ bezüglich der Nationalsozialisten fand 1938 eine erste zeitgenössisch dokumentierte Resonanz – vom exilierten Bruno Altmann. Trotz der konstatierten Ernüchterung hielt Heidegger weiterhin Vorlesungen und verfasste Schriften, die in der Kontroverse nach 1945 relevant wurden. Einige dieser Texte gehören zu dem Bestand, der gemäß seinem Willen erst als Nachlass in der Gesamtausgabe sukzessive veröffentlicht wurde.
Nach dem Zweiten Weltkrieg wurde bis zu seiner Emeritierung 1951 ein Lehrverbot über Heidegger verhängt. Die wenigen Stellungnahmen, die es von ihm nach dem Bereinigungsverfahren zur NS-Zeit gab, bestimmte er zur postumen Publikation.
Die Heidegger-Forschung konzentriert sich heute zunehmend auf die Frage, ob und inwiefern sich die nationalsozialistische Ideologie auch in seinen philosophischen Gedanken nachweisen lässt. Dabei wird seit dem Beginn der Veröffentlichung der Schwarzen Hefte im Jahr 2014 vorzugsweise der Aspekt des Antisemitismus erörtert. Die These einer Teilhabe an den NS-Verbrechen wurde 2017 und 2018 international in der Debatte über Martin Heidegger und Fake News diskutiert.

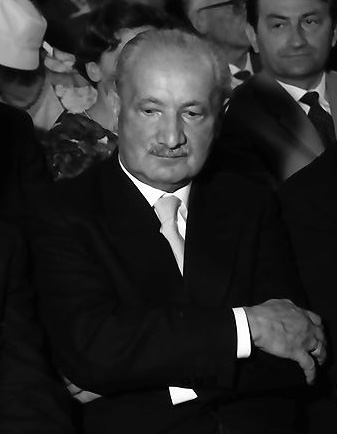
Martin Heidegger (1960)

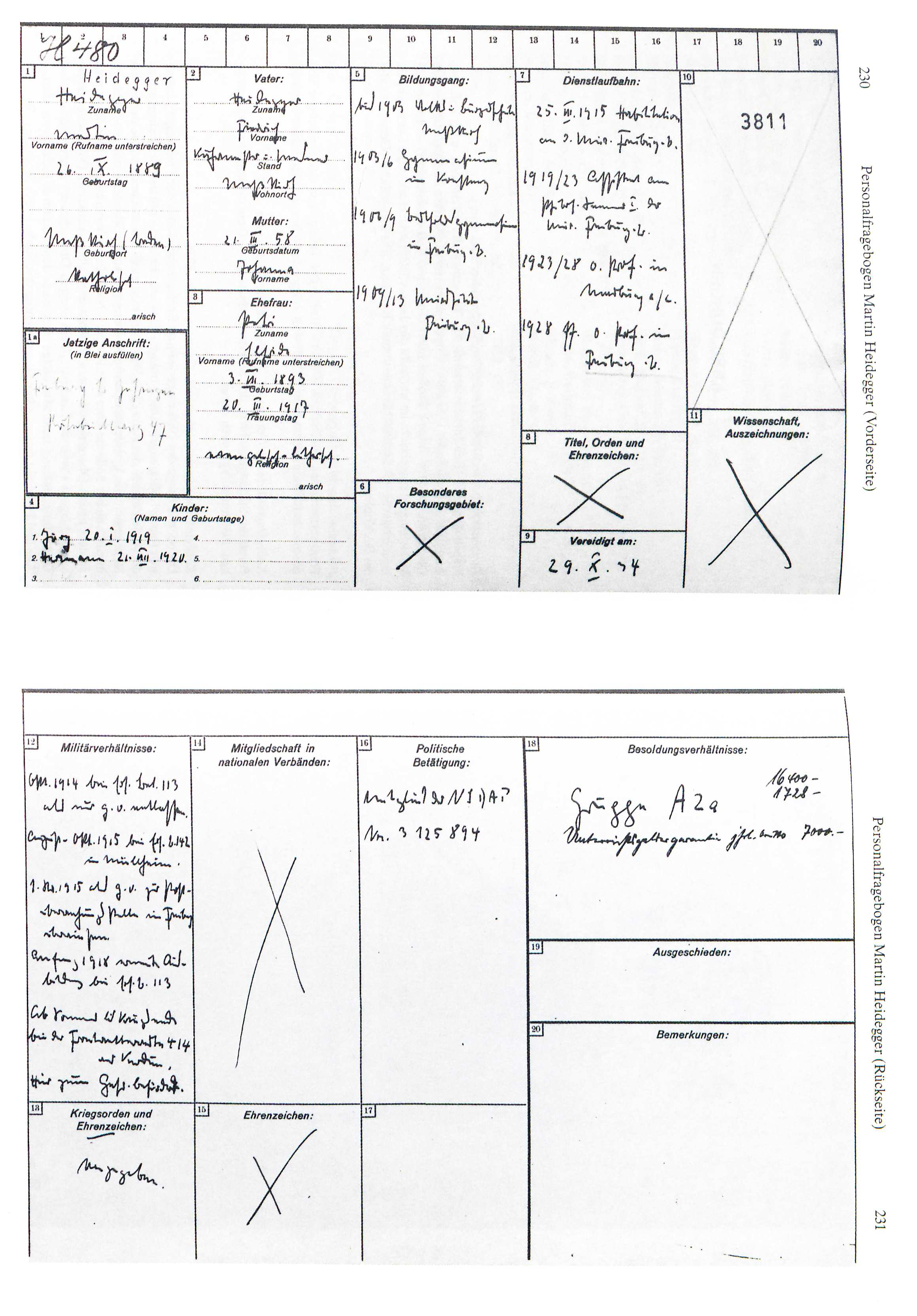
Personalbogen (1935)

## Haltung vor 1933

### Verhältnis zur Weimarer Demokratie

#### Heideggers Ruf nach „neuen Menschen“ und Führern
Im Jahr, in dem der Erste Weltkrieg begann, öffnete sich Heidegger mit der Abkehr vom „transzendentalen Ich“ seines Lehrers Edmund Husserl zugunsten eines weniger abstrakten und erfahrungsreicheren „historischen Ich“ endgültig dem „faktischen Leben“ als dem „philosophischen Ausgangspunkt“. Mit dieser Absage an den transzendentalen Aspekt der Phänomenologie und der Hinwendung zur bloßen Existenz nahm Heidegger auch Positionen ein, die den „Ideen von 1914“ entsprachen und sich beispielsweise in Max Schelers Genius des Krieges (1915) mit der Definition des Krieges als der Möglichkeit zur Offenbarung der wahren Substanz ausdrückten.
Noch im Dienst der zivilen Verwaltung des Deutschen Heeres und für Post und Wetterbeobachtung zuständig, beklagt sich Heidegger am 6. Oktober 1918 brieflich bei seiner Frau über die „ganze Ziellosigkeit u. Hohlheit und Wertefremdheit“, die das staatliche Leben beherrschten. In der sich abzeichnenden Niederlage des Krieges mündete seine Unzufriedenheit mit den politisch und militärisch Verantwortlichen in einer Forderung, die das Neue mit dem Ursprünglichen und dem Geist verband:

„Da helfen nur neue Menschen die eine ursprüngliche Verwandtschaft mit dem Geist u. seinen Forderungen in sich tragen und ich erkenne selbst immer dringender die Notwendigkeit der Führer – nur der Einzelne ist schöpferisch (auch in der Führerschaft) – die Masse nie.“

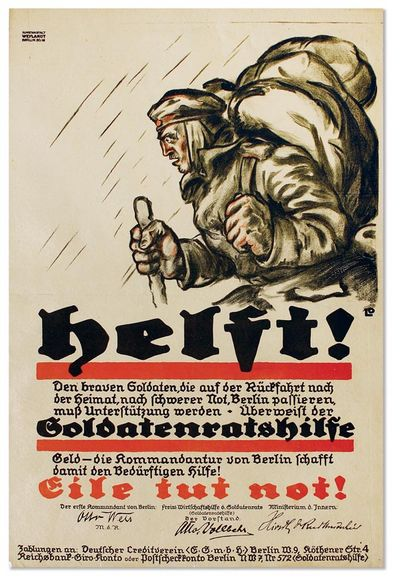
Hilferuf nach dem Krieg, Poster, 1918

Diese Bemerkungen in persönlichen Briefen gehören zu den frühesten Zeugnissen, die in der „Heidegger-Debatte“ zum Gegenstand der Kritik wurden. Heidegger stempele hier „die Massen, die deren Größenwahn mit ihrem Blut bezahlt haben, als unkreativ ab“ (Anton Fischer). Zum Begriff der Führer heißt es, er habe nicht an politische, sondern an „geistige“ Führer gedacht (Holger Zaborowski). Denn der Führer-Gedanke war schon vor der Gründung der NSDAP (1920) sehr verbreitet – nicht nur in politischen Kontexten, sondern auch bei Dichtern und Philosophen wie Stefan George, Georg Simmel, Hermann von Keyserling oder Hans Blüher, einem der zentralen Ideologen der Jugendbewegung, deren charismatisch ausgerichtete „Führer“-Idee zur Hochkonjunktur dieses Gedankens bei Heidegger und anderen beitrug.
Ganzheitliches Konzept zur Erneuerung der Universität
Heidegger sah auch die Universität in der Krise. Schon 1918 stellte er in einem Brief an seine Geliebte Elisabeth Blochmann fest: „Diese einfache und ruhige Linie geistigen Seins u. Lebens ist unseren Universitäten verloren gegangen – wer das einmal ‚gesehen‘ hat, den wundert nicht die innere Hilflosigkeit der akademischen Jugend, der sieht aber auch in programmatischen Reformvorschlägen u. Theorien über das ‚Wesen der Universität‘ nur dieselbe schwächliche Verwirrung. Geistiges Leben kann nur vorgelebt u. gestaltet werden.“ Die Idee einer Erneuerung der Universität nach dem Vorbild der Platonischen Akademie und der mittelalterlichen Klöster bewegte Heidegger fortlaufend bis in die Rektoratszeit (s. u.). Dabei ging es ihm um die Wiederherstellung des Lebenszusammenhangs zwischen Theorie und Praxis, wozu eine persönliche Beziehung zwischen Lehrenden und Lernenden an der Universität nötig sei: „Lebensbezüge aber erneuern sich nur im Rückgang in die echten Ursprünge des Geistes, sie bedürfen als historische Phänomene der Ruhe und Sicherheit genetischen Sichverfestigens, mit anderen Worten: der inneren Wahrhaftigkeit wertvollen, sich aufbauenden Lebens.“ Für Heidegger muss die Philosophie das akademische Leben in allen Fächern ganzheitlich bestimmen, im Sinn des „Habitus eines persönlichen Daseins“. Diese noch lebensphilosophisch geprägte Beschreibung seines Ideals beinhaltet auch ein „vorbildliches Vorleben“ durch die Lehrenden.
Auf einer Geburtstagsfeier für Edmund Husserl fand er 1920 in Karl Jaspers einen Partner, dem das Thema auch am Herzen lag und der ähnliche Gedanken hegte. Auf die anlässlich einer gemeinsamen einwöchigen Klausur im Hause Jaspers von Heidegger angestrebte „Kampfgemeinschaft“ reagierte Jaspers jedoch zurückhaltend. „Beide kritisieren zwar die moderne 'Vermassung'; Jaspers tut dies aber aus liberaler, Heidegger aus nationalistischer Sicht.“
Doxographie zur „Kampfgemeinschaft“ mit Jaspers
Freundschaft mit den Brüdern Jünger
Seinem Schüler Günther Anders zufolge habe Heidegger bereits in den 1920er Jahren eine „vom Blubo nicht sehr weit entfernte Mentalität“ vertreten. Heidegger war in den 1920er Jahren auch mit den Brüdern Ernst und Friedrich Georg Jünger befreundet, wurde von ihren sozialpolitischen Ideen beeinflusst und beeinflusste die beiden seinerseits philosophisch. Er stand wie sie der Bewegung der „Konservativen Revolution“ nahe, die die Weimarer Republik ablehnte und durch ein elitäres und autoritäres „Drittes Reich“ ablösen wollte. Mit vielen anderen literarischen Repräsentanten der Kriegsjugendgeneration teilte er eine entschiedene Verwerfung der bürgerlichen Moral, die nach dem Ersten Weltkrieg als heuchlerisch betrachtet wurde, zugunsten eines kriegerischen Realismus. Was Heidegger ursprünglich mit dem Nationalsozialismus gemeinsam hatte, sei also die Abwendung von liberalen, sozialistischen und restaurativ-konservativen Strömungen in der Weimarer Republik gewesen.
Er wurde aber nicht politisch aktiv, sondern strebte ein Ordinariat an.

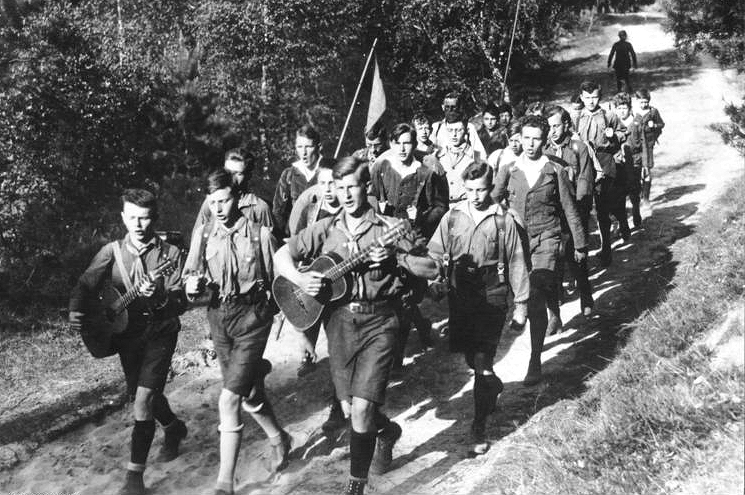
Jugendbewegung (Wandervogelgruppe um 1930)

#### Politisierung während des Ordinariats
Mit dem Beginn des Extraordinariats in Marburg 1923 zeichnet sich eine Selbstdarstellung ab, die sich mit dem Freiburger Ordinariat 1928 fortsetzt und im Kontrast zu den Konventionen akademischer Gelehrter steht: so kleidet sich Heidegger wie die Bündische Jugend und gibt sich als unangepasster, elitärer Außenseiter, der die Universität radikal philosophisch und pädagogisch erneuern will. Sein Schüler Max Müller bezeugt für dieses Wintersemester:

„An Politik hat niemand von seinen Schülern damals gedacht. In den Übungen kam kein politisches Wort vor. […] Heidegger pflegte mit seinen Studenten einen ganz anderen Stil als die übrigen Professoren. Man machte zusammen Ausflüge, Wanderungen zu Fuß und auf Skiern. Da kam natürlich das Verhältnis zum Volkstum, zur Natur, aber auch zur Jugendbewegung zum Ausdruck. Das Wort ‚völkisch‘ stand ihm sehr nahe. Dabei dachte er nicht an irgendeine Partei. Seine Hochschätzung des Volkes war auch verknüpft mit bestimmten wissenschaftlichen Vorurteilen, z. B. mit der absoluten Ablehnung von Soziologie und Psychologie als großstädtisch-dekadenten Denkweisen. […] Ein Romantizismus hielt ihn an ‚Blut und Boden‘ fest, und die Technizität zog ihn zur ‚neuen Gesellschaft‘!“

Doch der politische Aspekt dieses volkstümlichen Stils trat hervor, als Heidegger in seiner Vorlesung „Einleitung in die Philosophie“ von 1928/1929 den Philosophen an der Universität berufen sah, „im jeweiligen Ganzen des geschichtlichen Miteinanderseins so etwas wie eine Führerschaft zu übernehmen.“
Und bereits die Vorlesung im Jahr darauf über die „Grundbegriffe der Metaphysik“, in der er sich auf Nietzsches radikale Infragestellung des Christentums bezieht, wurde als Dokument einer wachsenden Politisierung der heideggerschen Philosophie gewertet. In dieser Krisenzeit der Weimarer Republik habe er die Langeweile als Grundstimmung konstatiert und nun dazu aufgerufen, ihr nicht entgegenzuhandeln, sondern sich von ihr durchstimmen zu lassen, wissend, dass diese Forderung nicht in den „Programmatismus“ der Zeit gepasst habe. Im politischen Kleinkram und Parteiengezänk der liberalen Demokratie,„in all dem Organisieren und Programmbilden und Probieren“, sah er nur „ein allgemeines sattes Behagen in einer Gefahrlosigkeit“. Die den „heutigen Normalmenschen und Biedermann“, dem „bange wird und zuweilen schwarz vor Augen“, verächtlich lächerlich machende Radikalität verlange nach dem großen Umwender:

„Wir müssen erst wieder rufen nach dem, der unserem Dasein einen Schrecken einzujagen vermag. Denn wie steht es mit unserem Dasein, wenn ein solches Ereignis wie der Weltkrieg im wesentlichen spurlos an uns vorübergegangen ist?“

### Annäherung an die NSDAP

#### Von der Hitler-Verehrung zur Forderung der Diktatur

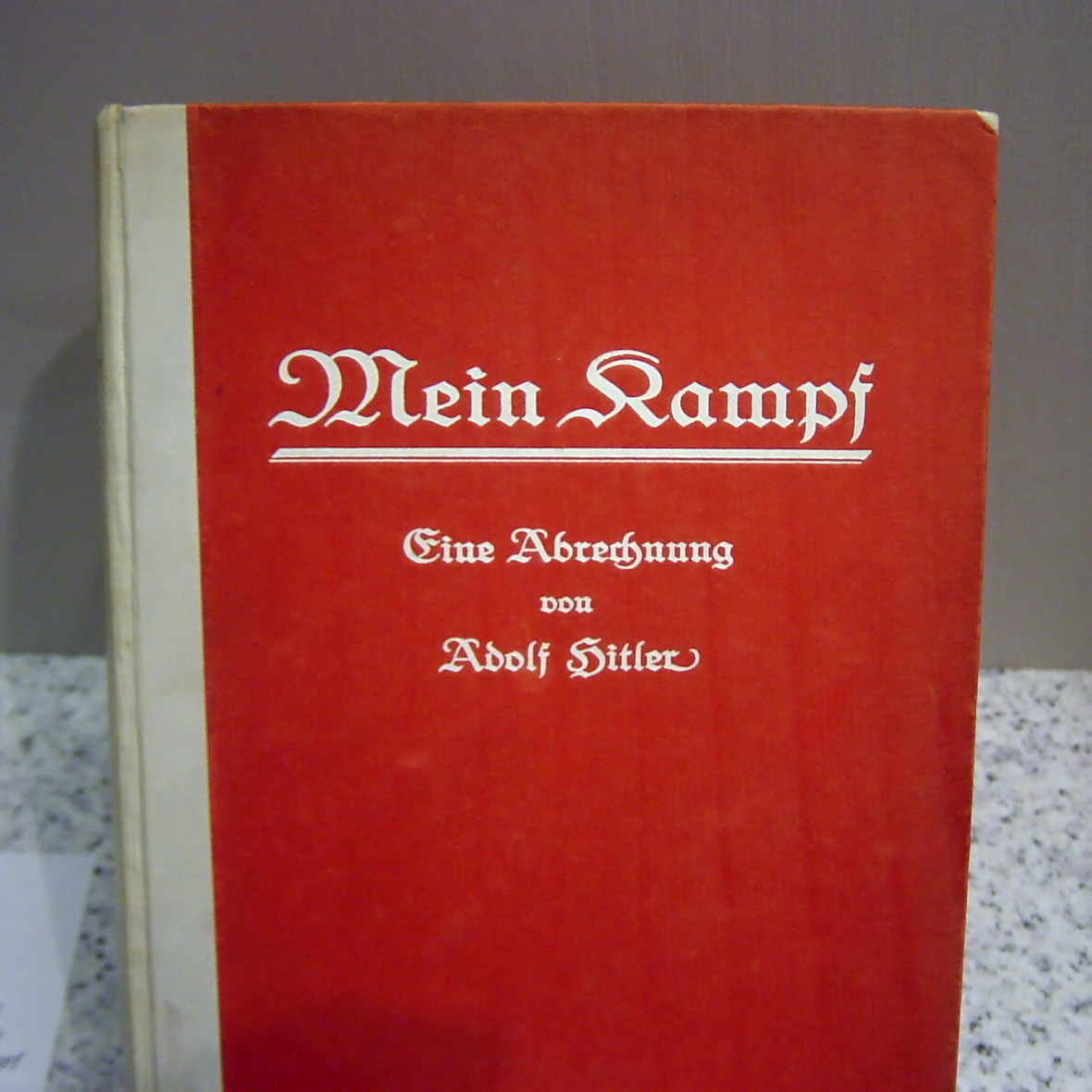
Hitlers Mein Kampf

Am 2. Oktober 1930 schrieb Heidegger seiner Frau: „Ich hatte gerade einen Völkischen Beobachter mit. Vater interessierte sich sehr dafür. Der Leipziger Prozeß scheint ja auf die famosen Ankläger zurückzufallen. Samstag ist hier eine große Hitlerfeier; überall Riesenplakate ‚Wir greifen an!‘“ In einem Weihnachtsbrief von 1931 legte er seinem Bruder Fritz nahe, sich mit Hitlers Mein Kampf auseinanderzusetzen, und zu Weihnachten schenkte er ihm eine Ausgabe davon. Er schätze Hitler als die Person ein, der allein zuzutrauen sei, das Abendland zu retten. Er sei für ihn der charismatische Führer, ausgezeichnet durch einen untrüglichen „politischen Instinkt“. Dem Bruder empfahl Heidegger noch Bücher wie Hans Grimms Volk ohne Raum und Werner Beumelburgs Deutschland in Ketten, eine Schrift von 1931, die die vom Friedensvertrag von Versailles niedergedrückte deutsche Nation von ihren „Ketten“ befreien wollte und sie aufruft, zum Hüter ihres Schicksals zu werden.
Zur Jahreswende 1931/32 stattete Heideggers einstiger Marburger Doktorand Hermann Mörchen ihm einen Besuch in der Hütte in Todtnauberg ab, wobei auch Elfride dort anwesend war. Wie Mörchen im Tagebuch notierte, nahm sein ehemaliger Lehrer inzwischen die politischen Positionen seiner Ehefrau ein:

„Von Philosophie war freilich nicht die Rede, sondern vor allem vom Nationalsozialismus. Die einst so liberale Anhängerin Gertrud Bäumers ist Nationalsozialistin geworden, und ihr Mann folgt ihr! Ich hätte es nicht gedacht, und doch ist es eigentlich nicht zu verwundern. Verstehen tut er nicht viel von Politik, und so läßt ihn wohl wesentlich sein Abscheu vor aller mittelmäßigen Halbheit von der Partei etwas erhoffen, die etwas Entschiedenes zu tun und damit vor allem dem Kommunismus wirksam entgegenzutreten verspricht. Demokratischer Idealismus und Brüningsche Gewissenhaftigkeit könnten, wo es einmal soweit gekommen sei, nichts mehr schaffen. So müsse heute eine Diktatur, die vor Boxheimer Mitteln nicht zurückschrecke, gutgeheißen werden. Nur durch eine solche Diktatur sei die schlimmere kommunistische, die alle individuelle Persönlichkeitsstruktur und damit alle Kultur im abendländischen Sinne überhaupt vernichte, zu vermeiden. Mit politischen Einzelfragen beschäftigt er sich wohl kaum. Wer hier oben wohnt, der hat für all das andere Maßstäbe.“

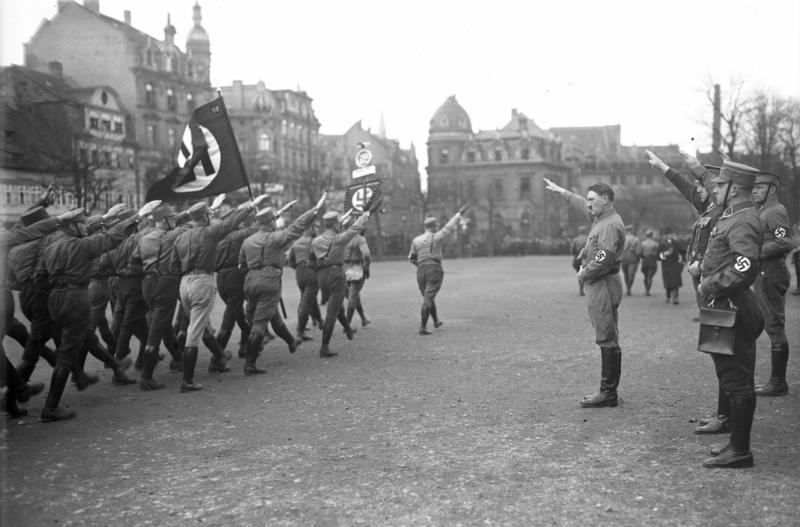
NS-Gautreffen mit Adolf Hitler, 1931

Das so beschriebene entrückte Hüttendasein im Kontext der Hinwendung zum Nationalsozialismus als deren Erklärungsmuster wird in der Forschung kontrovers bewertet. Heidegger geriert sich als einsamer Philosoph, der fern vom „humanitären Flachland“ „auf solitären Gipfeln der Geistigkeit thront“. Die örtliche Situation in Todtnauberg bewertet S. Vietta als schlechte Bedingung, „um die politischen Geschehnisse zu verfolgen und zu verstehen.“ Dagegen wird eingewendet, dass „Heidegger einmal mehr zum welt- und politikfremden Denker stilisiert“ werde, „der blindlings in etwas, das er nicht zu übersehen vermochte, hineingestolpert ist.“ Neben diesen Deutungen für den Beginn der Affinität zur nationalsozialistischen Ideologie debattieren Forscher u. a. die Möglichkeit eines instrumentell-vernünftigen Motivs, in dem der Nationalsozialismus ihm als einziges Mittel gegen die „Kulturvernichtung durch den Kommunismus“ erschien, und die Möglichkeit einer bereits vorhandenen Prägung, die „sich in seinen Texten selbst“ ausdrücke. Breit gefächert ist auch die Diskussion, ob und inwieweit ein unmittelbarer Zusammenhang zwischen Heideggers philosophischem Werk und seinem politischen Denken bestand. (Näheres unter Rezeption)

#### Heideggers Schritte zur Wahl Adolf Hitlers
Anfang 1932 kritisiert Heidegger seinem Bruder gegenüber Brünings Bestrebungen, Hindenburgs Wiederwahl zu betreiben und empfiehlt, Hitler zum Reichspräsidenten zu wählen. Einwände gegen diesen und die Vulgarität der Nazis habe er als „Bedenken verängstigter Bürger“ abgetan. So schrieb er im Juni 1932 an seine Frau vom „Gebrodel und dem unklaren Zeug der Nazis“.

„Das ‚Niveau‘ im V[ölkischen]. B[eobachter]. ist z. Z. wieder unter aller Kritik – wenn nicht sonst die Bewegung ihre Mission hätte, könnte einem das Grauen fassen. […] Je klarer mir wird, wo ich hingehöre, und was ich noch von meiner Arbeit u. diesmal auch vom innersten Selbst verlangen muss […] um so einsamer wird es […].“

Die NSDAP betrachtete er noch im Kontext der Weimarer Republik wie viele seiner Zeitgenossen als ein kleineres Übel, eine Gruppe mit einer eng umgrenzten Aufgabe:

„so viel Überwindung einem die Nazis abfordern, es ist immer noch besser, als diese schleichende Vergiftung, der wir in den letzten Jahrzehnten unter dem Schlagwort ‚Kultur‘ und ‚Geist‘ ausgesetzt waren.“

Bei der Reichstagswahl vom 31. Juli 1932 wählte Heidegger, seinem Sohn Hermann zufolge, den völkischen Württembergischen Bauern- und Weingärtnerbund. Als Hitler zwei Tage zuvor in Freiburg seine Wahlrede hielt, sei der Vater nicht mitgekommen. Im Oktober 1932 zeigte sich noch einmal eine kritische Haltung gegenüber den ungeschulten und unerfahrenen Nationalsozialisten:

„Freilich die Nat.soz. versagen überall. … Aber es wird doch die Vermutung bestätigt, dass die Naz. keine geschulten u. erfahrenen Leute haben. Ich finde den Artikel Zehrers u. seine Kritik am Naz.soz. sehr gut.“

Bei der nächsten Reichstagswahl vom 6. November 1932 (im Juli gab es keine parlamentarische Mehrheit) wählte Heidegger dennoch die NSDAP. Einen Eintritt in die Partei lehnte er noch ab. Im Dezember 1932 erkundigt sich Rudolf Bultmann brieflich, er habe von Gerüchten gehört, „daß Du Dich jetzt auch politisch betätigst und Mitglied der nationalsozialistischen Partei geworden seist.“ Er selber habe angesichts von „prächtigen nationalsozialistischen Studenten große Hoffnung auf die Bewegung gesetzt“, doch seien jetzt die Eindrücke „deprimierend“. Heidegger antwortet, dies sei nur ein „Latrinengerücht“, Mitglied der NSDAP werde er „nie“ sein. Und er erklärt: „Wohl dagegen stehe ich sehr positiv zu Vielem, trotz der großen Hemmungen, die ich z. B. gegenüber dem ‚Geist‘ und dem ‚Niveau‘ in ‚kulturellen‘ Dingen habe.“
Am 22. Juni 1932 schrieb der Schriftsteller Lion Feuchtwanger an Ernst Simon: „Heidegger ist der Vorspann des Nat.-Soz. u. ist mit seinem Seminar der Partei längst mit Haut u. Haar verschrieben."
Am 30. Januar 1933, dem Tag, an dem Hitler zum Reichskanzler ernannt wurde, hielt Heidegger einen ablehnenden Vortrag über den von Hitler bewunderten Schriftsteller Erwin Guido Kolbenheyer. Den Aufruf „Die deutsche Geisteswelt für Liste 1“ (NSDAP), der am Tag vor der nächsten Reichstagswahl, also am 4. März 1933 im Völkischen Beobachter erschien, unterzeichnete er nicht (zwei Freiburger Professoren gehörten dagegen zu den Unterzeichnern). Doch am Ende desselben Monats schrieb er an Elisabeth Blochmann: „Das gegenwärtige Geschehen hat für mich – gerade weil vieles dunkel und unbewältigt bleibt – eine ungewöhnliche sammelnde Kraft. Es steigert den Willen u. die Sicherheit im Dienste eines großen Auftrages zu wirken und am Bau einer volklich gegründeten Welt mitzuhelfen.“
Der „Weg der ersten Revolution“, die er in „Hitlers Arbeit“ sah, soll aber nur „eine zweite u. tiefere“ Revolution vorbereiten. Seine Enttäuschung über die ersten Wochen der nationalsozialistischen Machtergreifung spricht er in einem weiteren Brief vom 12. April aus: „Trotzdem viele Leute hin u. her geschäftig sind, ist nicht zu ersehen, was mit den Universitäten zu geschehen hat.“ Obwohl viel gemacht werde, führe dieser Aktionismus doch nicht zu den richtigen Schritten. Zwar bestehe das Misstrauen des neuen Staats gegenüber den Universitäten, „wo gerade jetzt sich recht viel Reaktion hervortut“, zu Recht. Man dürfe deswegen jedoch nicht „in den entgegengesetzten Fehler verleiten, nur Parteigenossen die Aufgaben auszuliefern“.

### Verhältnis zu Juden (1916–1933)
Heideggers Aussagen über Juden und sein persönliches Verhältnis zu ihnen sind heute in ihrer Bewertung umstritten. Für den Zeitraum von 1916 bis 1933 werden dafür vor allem Schriftstücke, die er selbst verfasste, aber auch Zeugnisse anderer herangezogen. In den privaten Briefen an seine spätere Ehefrau Elfride, doch ebenso in weniger persönlichen Schreiben finden sich Formulierungen die, der Meinung der Mehrheit der Forscher gemäß, antisemitischen Stereotypen entsprechen. So schreibt er beispielsweise über seinen Assistenten: „Brock – ich glaube nicht, daß er im Seminar arbeiten kann. Merkwürdig, wie da doch dem Juden etwas fehlt.“
Persönliche Beziehungen zu jüdischen Kollegen wie Ernst Cassirer und Hannah Arendt waren aber auch von Respekt geprägt. Die Gutachten, die Heidegger Ende 1932 und im Jahr 1933 über die jüdischen Philosophen Siegfried Marck und Richard Hönigswald erstellte, werden jedoch im Kontext des Eigennutzes und der Frage debattiert, ob sich seine Haltung zu Juden nach 1933 geändert habe. Edmund Husserl sah bei ihm im Mai 1932 den Übergang zu einem „schroffen Antisemitismus.“
Ob Heidegger Antisemit war, bedingt oder gar nicht, ist mit dem ganzen Spektrum denkbarer Meinungen in der Forschung repräsentiert.

#### Einschlägige Zitate in Briefen (1916–1932)
Briefe an Elfride
Heidegger äußerte sich in Privatbriefen vor 1933 einige Male über Juden. So schrieb er im Oktober 1916 im Kontext der „Judenzählung“ an seine spätere Frau Elfride: „Die Verjudung unsrer Kultur u. Universitäten ist allerdings schreckerregend u. ich meine die deutsche Rasse sollte noch soviel innere Kraft aufbringen um in die Höhe zu kommen. Allerdings das Kapital!“ 1920 schrieb er ihr:

„Hier spricht man viel davon, daß jetzt so viel Vieh aus den Dörfern von den Juden fortgekauft wird […]. Die Bauern werden hier oben allmählich auch unverschämt u. alles ist überschwemmt von Juden u. Schiebern.“

Ein Werk über Hölderlin verriss er kurz danach mit dem Ausdruck „…manchmal möchte man schon geistiger Antisemit werden“. Im Echo der Forschung erscheinen diese Briefzitate teils lediglich als eine Folge seines Antimodernismus und „Antiurbanismus“, teils allerdings schon als Beleg für seinen Antisemitismus: durch die Formulierung von „Juden und Schiebern“, als Stereotyp des „Schacherjuden“, „der in jedem Antisemitismus eine der vertrautesten Figuren des Judentums repräsentiert“. 1924 fragte er sich, wie sein Kollege Paul Jacobsthal es schaffe, seinem Assistenten mehr zu bezahlen als er, Heidegger, als außerordentlicher Professor verdiene und gab sich Antwort: „die Juden!“
Im Jahr 1928, inzwischen in Marburg, schrieb Heidegger an seine Frau, über seine Studenten: „Freilich: die Besten sind — Juden.“ Insofern Elfride als Antisemitin gilt, ist die Deutung des Satzes offen. Gelegentlich gab es ihr gegenüber aber auch anerkennende Äußerungen zu Juden, möglicherweise „um mäßigenden Einfluss auf seine Frau zu nehmen.“ So hatte er ihr 1920 geschrieben, er „lerne sehr viel beim Studium von Bergson“ und am 9. Juni 1932: „Baeumler hat für mich die ‚Jüdische Rundschau‘ bestellt, die ausgezeichnet orientiert u. Niveau hat“. Dagegen wieder, am 20. Juni desselben Jahres: „Was Du über das Judenblatt u. den Tick [?] schreibst, war auch schon mein Gedanke. Man kann hier nicht mißtrauisch genug sein.“
Der Brief an Schwoerer und das Wort „Verjudung“ (1929)
Wie schon im privaten Brief an Elfride (s. o.) verwendete Heidegger nun auch in einem offizielleren Schreiben den Begriff „Verjudung“. Um für Eduard Baumgarten ein Stipendium zu erhalten und diesen als Assistenten zu gewinnen, richtete er am 2. Oktober 1929 eine entsprechende Anfrage an den stellvertretenden Präsidenten der Notgemeinschaft der deutschen Wissenschaft, den parteilosen Verwaltungsjuristen Victor Schwoerer:

„Was ich in meinem Zeugnis nur indirekt andeuten konnte, darf ich hier deutlicher sagen: es geht um nichts Geringeres als um die unaufschiebbare Besinnung darauf, daß wir vor der Wahl stehen, unserem deutschen Geistesleben wieder echte bodenständige Kräfte und Erzieher zuzuführen oder es der wachsenden Verjudung im weiteren u. engeren Sinne endgültig auszuliefern.“

Ulrich Sieg, der den Brief 1989 veröffentlichte, kommentiert: „Auch wenn Heidegger kein Antisemit im biologistischen Sinn gewesen sein mag, dürfte doch an seiner antisemitischen Gesinnung nicht mehr zu zweifeln sein.“ Ebenso urteilt Tom Rockmore, Heideggers Antisemitismus sei eindeutig und sogar mit dem Antibiologismus kompatibel. Der Schüler Heideggers und umstrittene konservative Historiker Ernst Nolte behauptet hingegen, dass man Schwoerer als „Anti-Antisemiten“ gegenüber „das Wort ‚Verjudung‘“ hätte benutzen dürfen, „ohne dadurch Anstoß hervorzurufen.“ Schwoerer seien antisemitische Vorurteile völlig fremd gewesen. „Verjudung“ sei hier in Gegensatz zu Bodenständigkeit gesetzt. Otto Pöggeler betont, Nietzsches wüste Ausfälle gegen das Judentum als Wurzel aller Entwurzelung und Moralisierung wären „sicherlich“ leitend, wenn Heidegger damals „der wachsenden Verjudung“ gegenüber „wieder echte bodenständige Kräfte und Erzieher“ forderte. Heidegger habe zudem bei Schwoerer ein Jahr vorher für Karl Löwith ebenfalls einen Stipendiumsantrag gestellt.
Doxographie zum Wort „Verjudung“ im Schreiben an Schwoerer
Reaktion auf den Vorwurf des Antisemitismus (1932)
Im Jahr 1932 antwortete Heidegger im letzten Brief an Hannah Arendt (bis 1950) auf ihre Frage bezüglich der Gerüchte seines Antisemitismus, die unter jüdischen Studenten zu hören seien. Darin nennt er die Vorwürfe zwar „Verleumdungen“, doch bekennt er sich andererseits zu einem Antisemitismus „in Universitätsfragen“:

„Die Gerüchte, die Dich beunruhigen, sind Verleumdungen, die völlig zu den übrigen Erfahrungen passen, die ich in den letzten Jahren machen mußte. Daß ich Juden nicht gut von den Seminareinladungen ausschließen kann, mag daraus hervorgehen, daß ich in den letzten 4 Semestern überhaupt keine Seminareinladung hatte. Daß ich Juden nicht grüßen soll, ist eine so üble Nachrede, daß ich sie mir allerdings künftig merken werde. Zur Klärung, wie ich mich zu Juden verhalte, einfach die folgenden Tatsachen: Ich bin dieses Wintersemester beurlaubt und habe deshalb im Sommer schon rechtzeitig bekannt gegeben, daß ich in Ruhe gelassen sein möchte und Arbeiten und dergleichen nicht annehme. Wer trotzdem kommt und dringlich promovieren muß und es auch kann, ist ein Jude. Wer monatlich zu mir kommen kann, um über eine laufende große Arbeit zu berichten (weder Dissertations- noch Habilitations-Projekt) ist wieder ein Jude. Wer mir vor einigen Wochen eine umfangreiche Arbeit zur dringenden Durchsicht schickte, ist ein Jude. Die zwei Stipendiaten der Notgemeinschaft, die ich in den letzten 3 Semestern durchsetzte, sind Juden. Wer durch mich ein Stipendium nach Rom erhält, ist ein Jude. Wer das ‚enragierten Antisemitismus‘ nennen will, mag es tun. Im übrigen bin ich heute in Universitätsfragen genau so Antisemit wie vor 10 Jahren und in Marburg, wo ich für diesen Antisemitismus sogar die Unterstützung von Jacobsthal und Friedländer fand. Das hat mit persönlichen Beziehungen zu Juden (z. B. Husserl, Misch, Cassirer und anderen) gar nichts zu tun. Und erst recht kann es nicht das Verhältnis zu Dir berühren.“

Ob „Heidegger sich damit selbst gegenüber Hannah Arendt als ‚Antisemit‘ bekannt“ hat oder vielmehr bestreitet, das zu sein, ist in der Forschung unentschieden. Die Selbstanklage sei „zynisch“ und „nebulös“, urteilt Bernd Grün. Wie der von Heidegger erwähnte Antisemitismus die „Unterstützung“ von zwei Kollegen jüdischer Herkunft gefunden haben soll, konnte bisher ebenfalls nicht geklärt werden. Gleichermaßen ist umstritten, ob der Brief Feindseligkeiten Ressentiment (Zaborowski) oder Stolz (Obermayer) gegenüber jüdischen Studenten enthalte. Abgesehen davon, dass Heidegger hier als Gefallen beschreibe, was zu den Pflichten seines Amtes gehörte, werde jedenfalls in seiner Verteidigung deutlich, dass er die Deutschen in Juden und Nicht-Juden teile.

#### Die beiden Gutachten zu Siegfried Marck
Der zur kritizistischen Breslauer Schule des Neukantianismus um Richard Hönigswald zu rechnende Siegfried Marck sollte 1929 als dessen Nachfolger an die dortige Schlesische Friedrich-Wilhelms-Universität berufen werden. Der jüdischstämmige Sozialist betrachtete die Existenzphilosophie, insbesondere die von Heidegger, gegnerisch, und bezeichnete sie als „Modephilosophie des europäischen Faschismus“. In Marcks Worten seien darin die Gefühlsmomente „zum Kult erhoben, in romantischen Nebel eingehüllt und gegen Fortschritt, Vernunft und Wissenschaft abgeriegelt.“ Für die Berufung nach Breslau wurden aber zwei Gutachten eben von dem von Marck zuvor in dieser Weise angegriffenen Heidegger angefordert. Am 7. November 1929 schrieb dieser im ersten Gutachten: „Herrn Marck habe ich kurz vor dem Kriege hier in Rickerts Seminar gesehen. Sein 'gewichtiges' Auftreten beförderte in mir keineswegs den Wunsch, ihn kennenzulernen.“
Heidegger teilt in dem Gutachten mit, dass er von Marck nur die Publikation Die Dialektik in der Philosophie der Gegenwart kenne, in dem die Philosophie Heideggers kritisiert wird, was nach diesem zu jenen Unternehmungen gehöre, die „keine ernsthaften wissenschaftlichen Notwendigkeiten und Aufgaben“ darstellen. Dem Buch fehle, „ebenso wie dem gleichgearteten des Frankfurter Privatdozenten Fritz Heinemann jede Substanz und alles Schwergewicht“.
Das erste Gutachten schließt: „Es erübrigt sich, daß ich weiter auf das Buch hier eingehe, weil es überhaupt nicht in die Klasse der Veröffentlichungen gehört, die als Qualifikationsbeweis für eine Professur in Frage kommen. Ich wundere mich überhaupt, daß Herr M. in dieser Besetzungsfrage zur Debatte steht.“ Im zweiten Gutachten empfahl Heidegger die Psychologen Kurt Lewin, aufgrund der „wissenschaftlichen Qualität“, und Adhémar Gelb, der einen „sicheren philosophischen Instinkt“ habe und „menschlich ein ganz ausgezeichneter Kerl“ sei.
In der Kommentierung der Erstveröffentlichung der Gutachten 1989 urteilt N. Kapferer, dass Marck „von seinem ganzen Ansatz her ein Philosoph war, den Heidegger nicht akzeptieren konnte“ und fährt fort: „Hinzu kommt sicherlich noch, dass Marck es gewagt hatte, ihn zu kritisieren. Wird man hier einen antisemitischen Beweggrund unterstellen dürfen? Die von Heidegger empfohlenen Personen Kurt Lewin und Adhemar Gelb kamen beide selbst aus einem jüdischen Elternhaus.“ Trotz der ablehnenden Gutachten von Heidegger wurde Siegfried Marck im März 1930 als Hönigswalds Nachfolger an die Universität von Breslau berufen.

#### Verhältnis zu Ernst Cassirer (1923–1932)

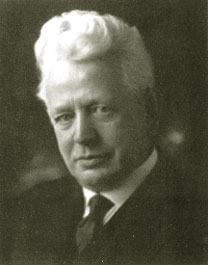
Ernst Cassirer

Im Dezember 1923, bei einer „Aussprache, die der Verf. gelegentlich eines Vortrages in der Hamburgischen Ortsgruppe der Kantgesellschaft (…) mit C. pflegen konnte“ kam es zur ersten von drei Begegnungen zwischen Heidegger und dem älteren und als weltmännisch geltenden Kollegen Ernst Cassirer. Bei jenem ersten Gespräch zeigte sich, so Heidegger in Sein und Zeit, „eine Übereinstimmung in der Forderung einer existenzialen Analytik“.
1926 in die Berufungskommission für den Lehrstuhl für Philosophie an der Universität Marburg aufgenommen, schreibt Heidegger an Jaspers: „Der eine Teil der Fakultät hat das einzige Prinzip: keine Juden und möglichst einen Deutschnationalen; der andere (Jaensch und sein Anhang): nur Mittelmäßiges und nichts Gefährliches.“ Drei Monate später heißt es in einer Kritik daran: Der Philosoph jüdischer Herkunft Ernst Cassirer werde „in der Einleitung der Liste ehrenhalber abgesägt (…) Und was das Schlimmste war – sachlich hatten die Herrn gar kein Interesse – sondern es ging einzig darum, die deutschnationale und völkische Partei in der Fakultät zu stärken“. Auf völkisches oder antisemitisches Denken Heideggers, so Zaborowski, „deuten diese Briefe also überhaupt nicht hin – im Gegenteil“.
Das drei Jahre darauf folgende zweite Treffen mit Cassirer fand im Frühling 1929 während der Davoser Disputation statt und gilt oft als Beleg für den angenommenen Gegensatz zwischen Heidegger und jüdischer Philosophie. Ernst Cassirers Frau Toni, die während der Davoser Hochschultage abends zwei Wochen lang neben ihm saß, während Cassirer erkrankt war, berichtet 1948 im Rückblick, dass sie auf „Heideggers merkwürdige Erscheinung (…) ausdrücklich vorbereitet worden“ waren: „seine Ablehnung jeder gesellschaftlichen Konvention war uns bekannt; ebenso seine Feindschaft gegen die Neukantianer, besonders gegen Hermann Cohen. Auch seine Neigung zum Antisemitismus war uns nicht fremd.“ Toni Cassirer zufolge war Heidegger gewillt, die Arbeit des ebenfalls jüdischen Begründers des Neukantianismus „in den Staub zu ziehen und Ernst wenn möglich zu vernichten“. Jedoch: „Ich fing eine so naive Unterhaltung an, als wüßte ich weder von seinen philosophischen noch von seinen persönlichen Antipathien das geringste.“ Bald sah sie mit Vergnügen, „diesen harten Teig wie eine Semmel, die man in warme Milch getaucht hat, sich erweichen.“ Schließlich: „Als Ernst vom Krankenbett aufstand, war es eine schwierige Situation für Heidegger, der nun so viel Persönliches von ihm wußte, die geplante feindliche Haltung durchzuhalten.“ Allerdings hatte Heidegger den darniederliegenden Cassirer schon am Krankenbett besucht, und ob es tatsächlich eine „geplante feindliche Haltung“ gegeben hat, ist sonst unbelegt und angesichts des ersten respektvollen Treffens fraglich. Während des dritten Treffens, das 1932 bei Heidegger in Freiburg stattfand, erschien dieser seinem Gesprächspartner Cassirer „direkt aufgeschlossen und sehr freundschaftlich“ zu sein.
Doxographie zu Toni Cassirers Zitat

## Zeit des Freiburger Rektorats (1933–1934)
In der Forschung wird in weitgehender Einigkeit der Wahl Heideggers zum neuen Rektor der Albert-Ludwigs-Universität Freiburg am 21. April 1933 ein exemplarischer Charakter für die nationalsozialistische „Gleichschaltung“ der deutschen Hochschulen zuerkannt. Die Hintergründe der Ereignisse, die dazu führten, dass sein Vorgänger, der demokratisch gesinnte Professor für Anatomie Wilhelm von Möllendorff, nach nur sechstägiger Amtszeit zurücktrat, sind bis heute jedoch ungeklärt. Dabei steht unter anderem zur Debatte, welchen Einfluss auf die neue Personalpolitik die beiden Erlasse hatten, die der spätere Reichsstatthalter in Baden und Gauleiter Robert Wagner am 6. April 1933 beschloss, und welche Rolle die NSDAP durch Mittelsmänner wie den Philologen Wolfgang Aly dabei einnahm und schließlich, in welchem Maße Heidegger selbst daran mitwirkte, das Rektorat der Universität zu übernehmen. Die Umsetzung der Umgestaltung der Lehranstalten im Sinne ganzheitlicher Konzeptionen begann Heidegger dort mit der Etablierung des Führerprinzips und in Todtnauberg mit dem sogenannten Wissenschaftslager, in dem er einen Vortrag zur Rassenlehre jedenfalls zuließ.

### Rektor der NS-„Gleichschaltung“

#### Beginn der NSDAP-Herrschaft und Heideggers Wahl
Schon am 17. Dezember 1932 wurde Wilhelm von Möllendorff zum neuen Rektor der Freiburger Universität gewählt, am 15. April 1933 trat er sein Amt ordnungsgemäß an. Doch nach den geänderten Machtverhältnissen infolge der Reichstagswahl vom März 1933, aus der die NSDAP in Baden mit 49 Prozent der Stimmen als stärkste Partei hervorging, forderten die Nationalsozialisten den Rücktritt der badischen Regierung, woraufhin Robert Wagner am 9. März 1933 mit SA- und SS-Einheiten vor das Innenministerium zog und die Regierungsgewalt übernahm. Der NSDAP-Gauleiter, der schon am Hitlerputsch teilgenommen hatte und später zu den Verantwortlichen der Wagner-Bürckel-Aktion gehörte, ließ dann als neuer Machthaber in Baden am 5. April 1933 ohne Rechtsgrundlage die sogenannten „Badischen Judengesetze“ (s. u.) verkünden, die am nächsten Tag und noch vor dem Gesetz zur Wiederherstellung des Berufsbeamtentums vom 7. April 1933 in Kraft traten und die Entfernung aller jüdischen Wissenschaftler aus dem Hochschuldienst vorsahen. Außerdem gab Wagner einen Erlass zur Aufforderung der Neuwahl der Senate der Hochschulen heraus.
Den am 1. April 1933 landesweit begonnenen Judenboykott hatte das Freiburger NS-Kampfblatt „Der Alemanne“ durch eine Boykott-Liste ergänzt, der hinzugefügt worden war: „Die jüdischen Lehrkräfte und Ärzte an den Universitäten werden noch besonders aufgeführt“, was in der Freiburger Universität zu „Verwirrungen“ führte. Am 9. April wurde Freiburgs Bürgermeister Karl Bender zum Rücktritt genötigt und tags darauf durch den NSDAP-Kreisleiter Franz Kerber ersetzt. Zwei Tage später ging die Kölner Universität in dem Prozess der selbstgewählten „Gleichschaltung“ der deutschen Hochschulen voran, indem der Rektor, Godehard Josef Ebers, vom Amt zurücktrat, das von Ernst Leupold, einem Mitglied des Stahlhelms, Bund der Frontsoldaten und Vertrauensmann der NSDAP, übernommen wurde, was von NS-Kultusminister Bernhard Rust ein „richtungsgebendes Beispiel“ genannt wurde und auf der tags darauf stattfindenden Rektorenkonferenz in Wiesbaden den Beginn der Resignation bei dem noch amtierenden Rektor der Freiburger Universität, Joseph Sauer, und dem designierten Rektor von Möllendorff begründet haben wird: sie sahen sich kaum noch in der Lage, die Gleichschaltung in Freiburg verhindern zu können. Von Möllendorff trug sich da schon mit Rücktrittsgedanken.
Als der von den Nationalsozialisten für seine demokratische Überzeugung angefeindete von Möllendorff am 15. April gemäß dem Votum des Vorjahres der Rektor der Universität wurde, hatten hinter den Kulissen bereits Gespräche begonnen, um seine Amtszeit zugunsten eines Kandidaten sofort wieder zu beenden, dessen Wahl die neuen Machtverhältnisse berücksichtigte. Unumstritten ist, dass Sauer und der Altphilologe Wolfgang Schadewaldt vor von Möllendorffs Amtsantritt darum verhandelten, das Rektorat dem mit Schadewaldt befreundeten Heidegger anzutragen, wobei ungeklärt ist, ob Heidegger seinen Freund und Kollegen als Mittelsmann benutzte oder sich vielmehr von ihm überzeugen ließ und welche Rolle dem NSDAP- und SA-Mitglied Wolfgang Aly dabei zufiel, der sich als „graue Eminenz“ im Hintergrund gab. Aus einem Tagebucheintrag geht hervor, dass Sauer zögerte, weil er Heidegger das Amt nicht zutraute.
Der neue Rektor wurde im Alemannen gleich am Dienstag nach den Osterfeiertagen attackiert. Unter der Überschrift „Herr von Möllendorff als Rektor der Universität unhaltbar“ hieß es dort am 18. April: „Wir können es uns auch nicht vorstellen, wie eine Sphäre des Vertrauens zwischen Herrn Professor von Möllendorff und der überwiegend nationalsozialistisch eingestellten Studentenschaft entstehen kann. (…) Herrn Prof. Möllendorff legen wir nahe, die Gelegenheit zu benutzen und einer Neuordnung der Hochschule nicht im Wege zu stehen.“ Am selben Tag berichtete von Möllendorff in einer Senatssitzung über die Judenerlasse und kündigte an, den Senat neu wählen zu lassen, woraufhin Rektor und Senat am 20. April ihren Rücktritt erklärten. Tags darauf trat das Plenum in teils neuer Besetzung zusammen – 13 jüdische Teilnehmer waren inzwischen durch die Rassegesetzgebung beurlaubt und durch nicht-jüdische Kollegen ersetzt worden – und wählte Heidegger auf von Möllendorffs Vorschlag fast einstimmig zum neuen Rektor.
Doxographie zu von Möllendorffs Rücktritt und Heideggers Kandidatur

#### Heidegger und die Durchsetzung der NS-Rassenpolitik
Aufgrund der neuen rassistischen Gesetzeslage, aber auch wegen entsprechender Aktivitäten in der überwiegend nationalsozialistisch eingestellten Studentenschaft hatte Heidegger als gewählter Rektor der Gleichschaltung der Universität noch vor seinem Amtsantritt mehrere Entscheidungen in diesem Sinn zu fällen.
- Der Wagner-Erlass A 7642

Der am 6. April 1933 von dem NS-Gauleiter Wagner herausgegebene Erlass zur Entfernung jüdischer Wissenschaftler aus den badischen Hochschulen enthielt kein „Frontkämpferprivileg“, nach dem in § 3 Absatz 2 des Berufsbeamtengesetzes (BBG) jüdisch-stämmige Gelehrte, die im Ersten Weltkrieg gedient hatten, von der Regelung verschont wurden. Nach einer Anfrage der Universität Freiburg vom 22. April 1933, die Priorität beider Gesetze betreffend, antwortete der neue, noch kommissarische Kultusminister Otto Wacker am 26. April, dass der Wagner-Erlass durch das landesweite Gesetz „nicht berührt wird“.
Daraufhin setzte Heidegger in seiner Eigenschaft als designierter Rektor den Wagner-Erlass per Beschluss 4012 an der Universität gegen die Ausnahmeregelung in Kraft.

“Der Beauftragte des Reichs hat sich (…) veranlasst gesehen, (…) im Interesse der in Baden lebenden Juden anzuordnen, daß alle (…) Angehörigen der jüdischen Rasse mit sofortiger Wirkung bis auf weiteres vom Dienst zu beurlauben sind. (…)
Robert Wagner, 6. April 1933.”

„Ich bitte, für eine restlose und klare Durchführung des Erlasses vom 6. April 1933 (…) Sorge zu tragen, andernfalls läuft die Universität Gefahr, jedes Eintreten für bedrohte Kollegen selbst aussichtslos zu machen.
(…) Heidegger, 28. April 1933.“

Noch am selben Tag hob der Kultusminister Wacker im Prioritätsstreit mit dem BBG den Erlass 7642 und damit einige Beurlaubungen „bis zur endgültigen Klärung“ gleich wieder auf.
Doxographie zum Wagner-Erlass
- Am 3. Mai begrenzte Heidegger gemäß dem Gesetz gegen die Überfüllung deutscher Schulen und Hochschulen die Anzahl der „nichtarischen“ Studenten auf 1,5 Prozent.[114] In Freiburg waren für das Sommersemester 1933 allerdings weniger Studenten jüdischer Herkunft immatrikuliert, so dass diese vorläufige Höchstgrenze ohnedies nicht erreicht wurde.[115]
- Am 4. Mai unterzeichnete Heidegger einen Erlass des badischen Hochschulreferenten und SA-Mitglieds Eugen Fehrle, der Vergünstigungen an Studenten, „die in den letzten Jahren in der SA, SS, oder Wehrverbänden im Kampfe um die nationale Erhebung gestanden haben“, gewährte: „Dagegen dürfen an jüdische oder marxistische Studierende Vergünstigungen nicht mehr gegeben werden.“[116] Jedoch hat man an der Universität Freiburg Studenten jüdischer Abstammung Gebührenerlass gewährt.[117]
- Zum Verbot des Plakates „Wider den undeutschen Geist“ („Judenplakat“) legte Heidegger 1945 schriftlich dar – 1966 im Spiegel-Gespräch fast wortgleich bekräftigt –, er habe als Rektor verhindert, dass es aufgehängt wurde:

„Meine erste Amtshandlung war am zweiten Tag meines Rektorats das Verbot der Aushängung des ‚Judenplakats‘ in irgendwelchen zur Universität gehörigen Räumen. Das Plakat hing bereits an allen deutschen Universitäten aus. (…) Ungefähr acht Tage darauf kam ein fernmündlicher Anruf des SA-Hochschulamtes in der obersten SA-Führung durch einen SA-Gruppenführer Dr. Baumann. Er verlangte die Aushängung des Judenplakates. Im Weigerungsfall hätte ich mit meiner Absetzung, wenn nicht gar mit der Schließung der Universität zu rechnen. Ich weigerte mich weiterhin.“

Auch diese Aussage ist nicht unumstritten, da es für Heideggers Version keine schriftlichen Belege gibt.
Doxographie zum Plakat „Wider den undeutschen Geist“
- Untätigkeit im Fall Neo-Friburgia

Am 16. Mai wurde das Haus der jüdischen Studentenverbindung „Neo-Friburgia“, die sich bereits am 20. April hatte auflösen müssen, ohne Genehmigung vom NS-Studentenbund belagert. Heidegger unternahm aber nichts. Nachdem das Haus am 28. Juni 1933 vom Mob geplündert und zerstört wurde, lehnte das Rektorat eine Untersuchung ab.

#### Heideggers Eintritt in die NSDAP

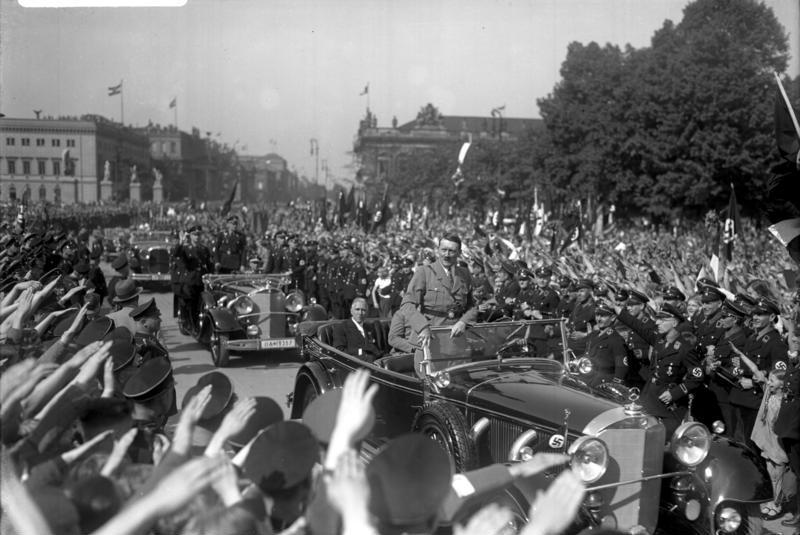
Adolf Hitler auf der Maikundgebung der Jugend in Berlin 1933. Heidegger hatte in Freiburg auch eine Maikundgebung organisiert: „Der Aufbau einer neuen geistigen Welt für das deutsche Volk wird zur wesentlichsten künftigen Aufgabe der deutschen Universität. Das ist nationale Arbeit von höchstem Sinn und Rang.“

Am 1. Mai, dem Tag der nationalen Arbeit, trat Heidegger mit seiner Frau Elfride in einer öffentlichen Zeremonie in die NSDAP ein. Das sei, so Martin an Fritz Heidegger, „nicht nur aus innerer Überzeugung“ geschehen, sondern „auch aus dem Bewusstsein, dass nur auf diesem Weg eine Läuterung und Klärung der ganzen Bewegung möglich ist. Wenn Du Dich im Augenblick dazu auch nicht entschließt, so möchte ich Dir doch raten, Dich auf einen Eintritt innerlich vorzubereiten und dabei in keiner Weise auf das zu achten, was um Dich vorgeht an niedrigen und weniger erfreulichen Dingen.“
Der Zeitpunkt des Beitritts gilt als wohlüberlegt: Er habe sich zunächst sein Rektorat sichern und Handlungsspielraum gegenüber Kollegen bewahren wollen, die nun von dem Schritt überrascht waren. In seiner Autobiographie schilderte Jaspers seine Reaktion, als Heidegger in die NSDAP eintrat: „‚Wie soll ein so ungebildeter Mensch wie Hitler Deutschland regieren?‘ – ‚Bildung ist ganz gleichgültig‘, antwortete er, ‚sehen Sie nur seine wunderbaren Hände an!‘ […] Ratlos war ich. Nichts hatte Heidegger mir berichtet von seinen nationalsozialistischen Neigungen vor 1933.“ Gerhard Ritter zufolge war Heidegger jedoch schon lange vor 1933 als Nationalsozialist bekannt gewesen.
Doxographie zu Heideggers Eintritt in die NSDAP

#### Zur „Gleichschaltung“ und zum nationalen Kampf
- Adolf Lampe als „politisch unzuverlässig“ bewertet

Im Mai 1933 verhinderte Heidegger die Verlängerung der Vertretung eines Lehrstuhls, die sein Gegenspieler, der spätere Widerstandskämpfer der „Freiburger Kreise“ Adolf Lampe, übernommen hatte, der damit vorläufig unter den § 4 des Berufsbeamtengesetzes gestellt wurde, der die „politische Unzuverlässigkeit“ im nationalsozialistischen Sinn betraf.
- Rundbrief zur Gleichschaltung an Hitler

Am 20. Mai unterschrieb Heidegger auf Bitte von Karl Lothar Wolf, des nationalsozialistisch eingestellten Rektors der Universität Kiel, ein Rund-Telegramm an Hitler, in dem um die Verschiebung des Empfanges des Vorstandes des Verbandes der deutschen Hochschulen gebeten wurde, bis durch die „Gleichschaltung“ auch die Leitung des Hochschulverbandes nationalsozialistisch gesinnt sein würde.
Doxographie zum Telegramm an Hitler
Reden und Vorlesungen
- Erste Vorlesung als Rektor

Am 4. Mai hielt Heidegger seine erste Vorlesung seit der Wahl zum Rektor: „Die Grundfrage der Philosophie und das Grundgeschehen unserer Geschichte. Der geistig-politische Auftrag als Entscheidung zur Grundfrage“:

„Das deutsche Volk im Ganzen kommt zu sich selbst, d. h. findet seine Führung. In dieser Führung schafft das zu sich selbst gekommene Volk seinen Staat. Das in den Staat sich hineingestaltende, Dauer und Stetigkeit stiftende Volk wächst hinauf zur Nation. Solches Volk erringt sich seinen geistigen Auftrag unter den Völkern und schafft sich seine Geschichte. Dieses Geschehen langt weit hinaus in das schwere Werden einer dunklen Zukunft. Und bei diesem Werden ist die akademische Jugend schon mit im Aufbruch und sie steht zu ihrer Berufung. Und das bedeutet: Sie lebt aus dem Willen, die Zucht und die Erziehung zu finden, die sie reif und stark macht zu der geistig-politischen Führerschaft, die ihr künftig aus dem Volk für den Staat in der Welt der Völker aufgetragen werden soll. Alle wesentliche Führung lebt aus der Macht einer großen, im Grunde verborgenen Bestimmung. Und diese ist erstlich und letztlich der geistig-volkliche Auftrag, den das Schicksal einer Nation vorbehalten hat. Das Wissen um diesen Auftrag gilt es zu wecken und einzuwurzeln in Herz und Willen des Volkes und seiner Einzelnen.“

- Immatrikulationsrede

Am 6. Mai hielt der neue Rektor anlässlich der Immatrikulation der Studenten seine erste Rede. Die Immatrikulation bedeute den „Übertritt in die Kampf- und Erziehungsgemeinschaft jener, denen die geistige Sendung des deutschen Volkes das erste und letzte ist“. Und daraus gefolgert, mit Heideggers frühester dokumentierter Erwähnung des Wortes „Volksgemeinschaft“: „Die Aufnahme in die höchste Schule der geistig-politischen Erziehung verpflichtet Sie zur größten Strenge und Härte gegen sich selbst in allen inneren und äußeren Dingen, verpflichtet Sie zur Vorbildlichkeit (…) inmitten (…) der Volksgemeinschaft.“
- Die philosophische Verherrlichung des Todes von Schlageter

Am 26. Mai hielt Heidegger seine erste öffentliche Rede bei der Gedenkfeier für den zehnten Todestag des von den Nationalsozialisten zum Märtyrer verklärten Albert Leo Schlageter, eines ehemaligen Studenten der Universität Freiburg, der 1923 Bombenanschläge gegen die französische Ruhrbesetzung als Freikorpsler durchgeführt hatte.
Der „junge deutsche Held“ Schlageter habe im Grunde das Existenzialideal von Sein und Zeit verwirklicht, so Heidegger, als er in der Einsamkeit den „schwersten und größten Tod“ als eigenste Möglichkeit übernahm. Seine Kraft soll er von „den Bergen seiner Heimat“ (dem Schwarzwald und „alemannischen Land“) hergenommen haben. So versuchte Heidegger zum ersten Mal, einen Tag vor der Rektoratsfeier, vor großer Öffentlichkeit eine politische Nutzanwendung seiner Philosophie.

### Amtsantritt und Antrittsrede

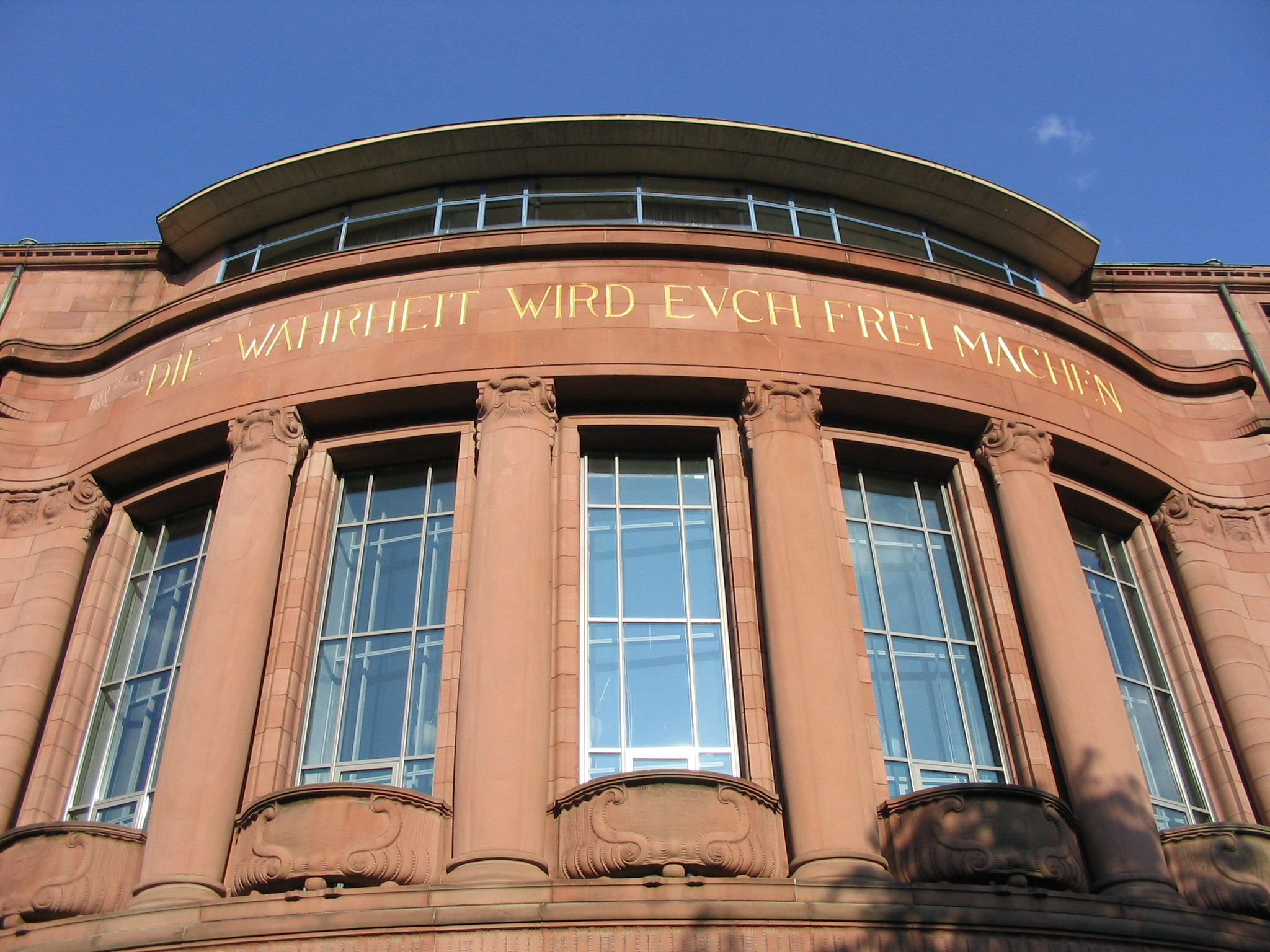
Aula der Universität Freiburg mit Universitätsdevise: „Die Wahrheit wird euch frei machen.“

Die feierliche Amtsübernahme, in deren Zentrum Heideggers Antrittsrede stand, fand am 27. Mai 1933 statt und wurde von dem designierten Rektor selbst im Detail vorbereitet. Dazu forderte Heidegger von Freiburgs NS-Oberbürgermeister Kerber zur Erweiterung des Orchesters der Universität noch 45 Musiker an, „um der diesjährigen Feier einer der Zeit entsprechenden Ausdruck zu verleihen.“ Schon am 23. Mai hatte Heidegger schriftlich kommuniziert, dass nach der Antrittsrede das Horst-Wessel-Lied gesungen werden sollte, mit erhobener rechter Hand bei der Wiederholungsstrophe und gefolgt von dem Ruf „Sieg Heil“. Daraufhin verbreitete sich unter den Professoren eine gewisse Abneigung, weshalb Heidegger mitteilte, dass das Hochheben der Hand „nicht die Bekundung der Zugehörigkeit zur NSDAP“, sondern der Zugehörigkeit zur „nationalen Erhebung“ bedeute. Schließlich einigte man sich darauf, die rechte Hand nur bei der vierten Strophe zu heben. „Die Führerrolle des Rektors und der Dekane“ wurde dann „durch Einzelheiten des Festzuges vorgeschrieben. Erstmals sollten die Dekane allein einen Schritt vor den jeweiligen Fakultäten einherschreiten“.
Am Tag vor Heideggers Amtsantritt teilte ihm Wolfgang Aly als ältestes NSDAP-Mitglied der Professorenschaft brieflich mit, die „von zahlreichen Kollegen gewünschte und von der hiesigen Kreisleitung der NSDAP unterstützte Übertragung Ihrer morgigen Rede auf den Rundfunk“ sei „vom Reichskommissar abgelehnt“ worden, was er bedauere. Es ist ungeklärt, welche Gründe Wagner zu dieser Ablehnung veranlasst haben. Das Schreiben beweise aber, folgert B. Martin, daß Heidegger als Rektor „auch der Partei als der für diesen Posten ideale Mann galt.“, auch wenn man Hemmung zu haben schien, ihn wirklich zu Wort kommen zu lassen.
Antrittsrede: „Die Selbstbehauptung der deutschen Universität“
In der Rede erwähnte Heidegger weder den Nationalsozialismus oder die Partei, noch den Namen Hitler, gab aber einen Entwurf zur Umgestaltung der Universität im Sinn des Führerprinzips. Aufgrund der vielfältigen Deutungen der Rede werden im Folgenden die Themen aufgelistet, die teils schon in den früheren Reaktionen darauf kommentiert wurden oder die heute in der Debatte zumeist hervorgehoben werden.
- Das erweiterte Führerprinzip: die Selbstbehauptung

Heidegger beginnt seine Antrittsrede mit der Darlegung eines durch das Schicksal des Volkes erweiterten Führerprinzips: „Die Übernahme des Rektorats ist die Verpflichtung zur geistigen Führung dieser hohen Schule. […] Dieses Wesen aber kommt ernst zu Klarheit, Rang und Macht, wenn zuvörderst und jederzeit die Führer selbst Geführte sind – geführt von der Unerbittlichkeit jenes geistigen Auftrags, der das Schicksal des deutschen Volkes in das Gepräge seiner Geschichte zwingt.“
Die geführten Führer – dieser Gedanke liegt der Rede und auch ihrem Titel von der Selbstbehauptung zugrunde, da es die „deutsche Universität“ sei, die jene „Führer“ in die Zucht nehmen solle: „Die Selbstbehauptung der deutschen Universität ist der ursprüngliche, gemeinsame Wille zu ihrem Wesen. Die deutsche Universität gilt uns als die hohe Schule, die aus Wissenschaft und durch Wissenschaft die Führer und Hüter des Schicksals des deutschen Volkes in die Erziehung und Zucht nimmt.“
- Das Fragen und der antichristliche und technikkritische Diskurs

Heidegger erklärt, das Fragen sei der Anfang der Wissenschaft und damit auch der griechischen Philosophie, und dieses Fragen dauere noch an. Doch von diesem Anfang des bloßen Fragens haben sich die „christlich-theologische Weltdeutung, ebenso wie das spätere mathematisch-technische Denken der Neuzeit“ entfernt. Heidegger zitiert Nietzsches Wort, Gott sei tot und erklärt das Fragen zum modus operandi der Möglichkeit in der derartigen „Verlassenheit des Menschen“, das Wesentliche aller Dinge „aufzuschließen“ und die Vereinzelung der akademischen Disziplinen zu überwinden: „Das Fragen (…) wird selbst die höchste Gestalt des Wissens. (…) Wir wählen den wissenden Kampf der Fragenden“, die „Kampfgemeinschaft der Lehrer und Schüler.“
- Wissen und Geschick

Um die „Übermacht des Schicksals“ gleichwohl noch dem Wissen unterzuordnen, das angesichts dessen erst seinen „höchsten Trotz“ entfalten müsse, um wirksam werden zu können, verweist Heidegger auf einen Vers des griechischen Tragöden Aischylos, aus Der gefesselte Prometheus:
τέχνη δ᾽ ἀνάγκης ἀσθενεστέρα μακρῷ („Die Kunstfertigkeit ist viel schwächer als die Notwendigkeit“)
Heidegger übersetzt dagegen: „Wissen aber ist weit unkräftiger denn Notwendigkeit.“ Dem fügt er sofort die Deutung hinzu: „Das will sagen: jedes Wissen um die Dinge bleibt zuvor ausgeliefert der Übermacht des Schicksals und versagt vor ihr. Eben deshalb muß das Wissen seinen höchsten Trotz entfalten, für den erst die ganze Macht der Verborgenheit des Seienden aufsteht, um wirklich zu versagen.“
- Zu Blut und Boden

„Und die geistige Welt eines Volkes ist nicht der Überbau einer Kultur, sowenig wie das Zeughaus für verwendbare Kenntnisse und Werte, sondern sie ist die Macht der tiefsten Bewahrung seiner erd- und bluthaften Kräfte als Macht der innersten Erregung und weitesten Erschütterung seines Daseins.“ Das Wissen sei also dem Schicksal des Volkes unterstellt, könne sich aber aus den erd- und bluthaften Kräften trotzig dagegen aufbauen.
- Das Gesetz des Wesens der deutschen Universität

Heidegger fährt fort: „Aus der Entschlossenheit der deutschen Studentenschaft, dem deutschen Schicksal in seiner äußersten Not standzuhalten, kommt ein Wille zum Wesen der Universität. Dieser Wille ist ein wahrer Wille, sofern die deutsche Studentenschaft durch das neue Studentenrecht sich selbst unter das Gesetz ihres Wesens stellt (…).“
Der Hinweis auf „das neue Studentenrecht“ leitet den Abschnitt über die drei Bindungen ein, die aus der Freiheit entstünden, sich selbst jenes Gesetz zu geben, womit Heidegger offenbar auf die antisemitische Preußische Studentenverordnung vom 12. April 1933 reagierte, „die genau diese drei Dienste für alle Studenten verbindlich machte“ und mit der eine seit der Weimarer Republik bestehende Forderung der Deutschen Studentenschaft, alle Studenten zum Arbeitsdienst und zum studentischen Wehrsport in der SA zu verpflichten, in Form von „Wehr- und Arbeitsdienst und Leibesübungen“ verwirklicht wurde.
- Das Motiv der drei „Bindungen“ und der drei „Dienste“

Entsprechend seiner Vorstellungen einer ganzheitlichen Universität nennt Heidegger dann die drei „Bindungen“, die durch drei „Dienste“ ermöglicht werden sollen und die, obgleich er weder Platon noch Politeia in diesem Zusammenhang erwähnt, als – teils verkehrende – Analogie zur Ständegliederung im platonischen Stadtstaat gedeutet wurden.
- Die erste Bindung ist die der „Volksgemeinschaft“ – diese Bindung wird „in das studentische Dasein eingewurzelt durch den „Arbeitsdienst“.“
- „Die zweite Bindung ist die an die Ehre und das Geschick der Nation inmitten der anderen Völker. Sie verlangt die in Wissen und Können gesicherte und durch Zucht gestraffte Bereitschaft zum Einsatz bis ins Letzte. (…) Diese Bindung umgreift und durchdringt künftig das ganze studentische Dasein als „Wehrdienst“.“
- Die dritte Bindung ist „die an den geistigen Auftrag des deutschen Volkes.“ – „Eine studentische Jugend, die früh sich in die Mannheit hineinwagt und ihr Wollen über das künftige Geschick der Nation ausspannt, zwingt sich von Grund aus zum Dienst an diesem Wissen. Ihr wird der Wissensdienst nicht mehr sein dürfen die dumpfe und schnelle Abrichtung zu einem 'vornehmen' Beruf.“ „Diese drei Bindungen (…) seien dem deutschen Wesen gleichursprünglich.“
- Die Verwendung der Metapher des Sturmes

Die Rede endet mit einem Zitat aus Platons Politeia. Zunächst heißt es bei Platon: „Ein schwieriger Beweis fehlt noch. – Welcher denn? – Auf welche Weise eine polis sich mit Philosophie befaßt, ohne unterzugehen.“ Dann folgt der Satz: „Denn alle großen (Dinge) sind gefährdet.“ – den Heidegger aber an die von ihm in jener Zeit häufig gebrauchte Metapher des Sturmes angleicht.
„Wir wollen uns selbst. Denn die junge und jüngste Kraft des Volkes, die darüber hinweg greift, hat darüber bereits entschieden. Die Herrlichkeit aber und Größe dieses Aufbruchs verstehen wir dann erst ganz, wenn wir uns in jene tiefe und weite Besonnenheit tragen, aus der die alte griechische Weisheit das Wort gesprochen:
τὰ… μεγάλα πάντα ἐπισφαλῆ
‚Alles Große steht im Sturm‘. (Platon, Politeia, 497 d, 9)“
„Diese eigenwillige, im Grunde falsche Übersetzung hat Heidegger fast so viel Kritik eingebracht, wie seine philosophische Weihe der nationalsozialistischen Volksgemeinschaft in seinen Ausführungen über die Einheit von Arbeits-, Wehr- und Wissensdienst.“
Der Beginn der Heidegger-Debatte

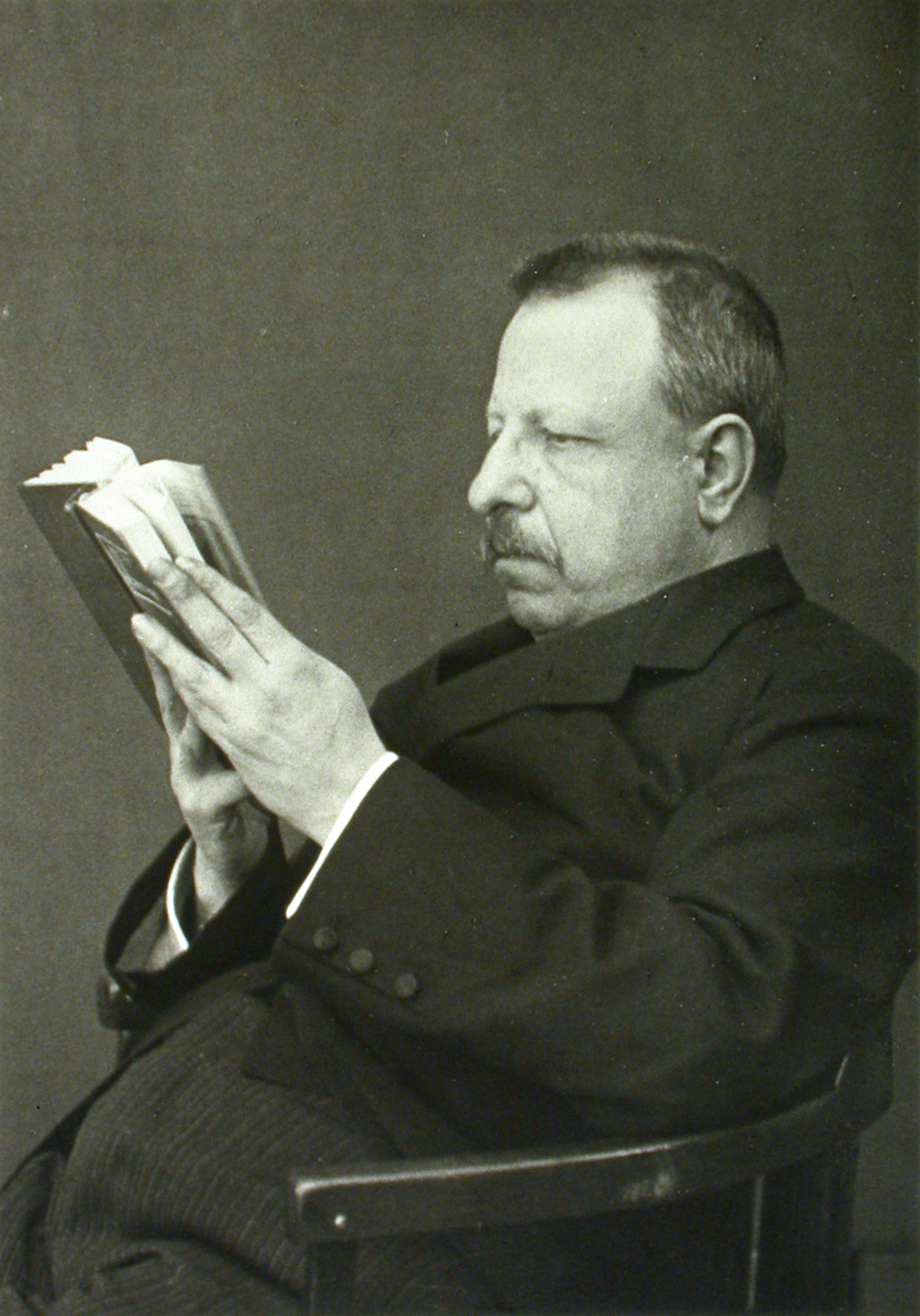
Benedetto Croce

Mit dem Amtsantritt und der zunächst in Auszügen publizierten Rektoratsrede war der Anlass für Zuspruch und Kritik gegeben, die national und international schon für die auf die Rede folgenden Monate dokumentiert sind und die mit ihren polarisierten Bewertungen und Reaktionen die sogenannte Heidegger-Debatte begründen. In Deutschland wurde die Übernahme des Rektorats mit teils „enthusiastischen Akzenten“, im Ausland dagegen „in nicht wenigen Fällen mit Ablehnung rezipiert und von strengen Kritiken begleitet.“ Der Text der Rede wurde zunächst nur von der lokalen Presse „in gekürzter Form wiedergegeben“, worauf sich Rudolf Bultmann in seiner brieflichen Kritik bezieht (s. u.). Sieben Wochen nach der Rektoratsfeier druckte ein Breslauer Verlagshaus sie aber komplett, was „für die anscheinend gewünschte Publizität auf Reichsebene“ sorgte. So berichtete der Völkische Beobachter darüber am 20. Juli 1933 unter der Überschrift: „Die drei Bindungen“, und der mit den Nationalsozialisten sympathisierende R. Harder lobte, der Vortrag sei „eine Kampfrede, ein denkerischer Aufruf, ein entschlossenes und zwingendes Sich-in-die-Zeit-Stellen.“
- Eine der ersten kritischen Stimmen erging an Heidegger persönlich: in seinem Schreiben vom Juni 1933 nannte der mit ihm befreundete Bultmann den Vortrag eine Anpassung an die Hybris des Zeitgeistes. Er sei zwar nicht „blind“ gegen die „positiven Leistungen des neuen Reichs“, aber: „‚Wir wollen uns selbst!‘ sagst Du, wenn die Zeitung es richtig wiedergibt. Wie blind erscheint mir dieses Wollen! Wie sehr steht dies Wollen jeden Augenblick in Gefahr, sich selbst zu verfehlen. Wie sehr hat gerade der Umschwung eine υβρις [Hybris] erzeugt, die taub ist gegen die Forderung des Immer-Neu-Erkämpfens der geistigen Welt unter die äußerste Ausgesetztheit unter die Mächte des Seins.“[160]
- In Basel schrieb der Theologe F. Eymann im Vorwort zu Karl Ballmers Kritik an der Rede: „So theoretisch auch dieser Kampf verlaufen mag, so werden doch seine Ergebnisse sofort menschliche Wirklichkeit, sobald man sie als solche ernst nimmt. Gefährlich werden sie, wenn sie den MENSCHEN als erkennendes Wesen verneinen und damit die Möglichkeit einer erkennbaren Wahrheit. Denn damit ist zugleich die Freiheit als Selbstbestimmung aufgehoben.“[161]
- Im Text von Ballmer vom Juli 1933 findet das Prinzip „die Führer in die Zucht nehmen“ eine erste Reaktion: „Herr Heidegger, indem er Adolf Hitler 'in Erziehung und Zucht' nimmt, vollzieht damit eine Leistung, vor der andere in Bescheidenheit zurücktreten. Herr Heidegger ist mithin ein Sonderfall in der deutschen Gegenwartsgeschichte.“ Auch die von Heidegger hervorgehobene Begrenzung auf das Fragen wird attackiert: „Kraft seines philosophischen Führertums offenbarte Martin Heidegger als Rektor einer deutschen Universität im Frühjahr 1933: Die Aufgabe der Wissenschaft sei nicht, Wissen zu verbreiten. Aufgabe der Wissenschaft sei nicht das Wissen, sondern das Fragen. Das geistige Brot, welches die Wissenschaft dem Volke zu spenden habe, sei als ein höchstes und letztes ein Fragen, ein standhaft heroisches Aushalten im Fragen. – Wer unbefangenerweise bisher der Meinung war, Wissenschaft sei Wissen, schlechterdings Wissen – (…) –, wird sich unter der Zucht der Meister der Philosophie solche populäre Meinung abgewöhnen müssen.“[162]
- Karl Jaspers attestierte der Rede brieflich am 23. August 1933, durch den Ansatz „im frühen Griechentum“ eine „glaubwürdige Substanz zu haben“, obgleich etwas darin „ein wenig forciert anmutet“ und einige Sätze „einen hohlen Klang zu haben scheinen.“[163]
- Der Neukantianer Jonas Cohn nannte als Vorzug, dass Heidegger das Volk als „geistig-geschichtliches Wesen“ fasse, bedauerte aber, dass die „Entschlossenheit“ leer bleibe, dass er die Philosophie der Neuzeit nicht erwähne, das Forschen vernachlässige und vor allem die Spezialisierung der Studenten ablehne.[164]
- Aus Italien meldete sich der politisch liberal gesinnte Philosoph Benedetto Croce zu Wort, der als Verfasser von Monographien über Goethe und Hegel und Brieffreund von Thomas Mann eine enge Beziehung zu deutschen Dichtern und Denkern hatte. Croce griff Heidegger als den Adepten einer historisierenden Philosophie an, der das Humane fehle, zunächst in einem Brief, dann in der Zeitschrift La Critica.

„Ich habe endlich die Rede von Heidegger ganz gelesen, die dumm und zugleich servil ist. Ich wundere mich nicht über den Erfolg, den sein Philosophieren eine Zeitlang haben wird: das Leere und Allgemeine hat immer Erfolg. Es bringt aber nichts hervor (…) er entehrt die Philosophie, und das ist ein Schaden auch für die Politik, wenigstens für die zukünftige.“

Im Januar 1934 präzisierte er: Heidegger

„begibt sich heute plötzlich in die Tiefen eines höchst verfehlten Historismus, in jenen, der die Geschichte verneint, für den der Verlauf der Geschichte platt und materialistisch als Bejahung von Ethnizismen und Rassismen konzipiert wird, als Zelebrierung der Taten der Wölfe und Füchse, der Löwen und Schakale, wobei der einzige und wahre Protagonist abwesend ist: die Menschlichkeit.“

- Im November 1933 nahm der nationalsozialistisch eingestellte Rektor der Universität Hamburg, Eberhard Schmidt, in seiner Antrittsrede auf Heidegger Bezug: „ich wage es nicht, mir das stolze Wort Heideggers anzueignen, der das Rektoramt als die ‚geistige Führung‘ der Universität bezeichnet hat“.[167]

Doxographie zu den Reaktionen auf die Antrittsrede

### Bücherverbrennung in Freiburg
Im Spiegel-Gespräch 1966 sagte Heidegger, er habe „die geplante Bücherverbrennung, die vor dem Universitätsgelände stattfinden sollte, verboten“, wofür es keinen Beleg gibt. Ob die für den 10. Mai von der Deutschen Studentenschaft auch in Freiburg vorgesehene Verbrennung indizierter Bücher an diesem Tag stattfand, ist ungeklärt. Während die gängige Forschermeinung zugrunde legt, dass das nicht der Fall war – weil, wie auch an anderen Orten in Deutschland, heftige Regenfälle das Vorhaben störten – gibt es Zeitzeugen, die ausgesagt haben, dass auf dem Platz vor der Universitätsbibliothek an diesem Tag doch Bücher verbrannt wurden.
In Anwesenheit von Freiburgs Oberbürgermeister Franz Kerber sollte der Verbrennungsakt, mit dem die von der „Kommission zum Kampf gegen Schmutz und Schund in der Literatur“ aus den öffentlichen Bibliotheken und Büchereien ausgesonderten Bücher vernichtet wurden, dann am 17. Juni unter Beteiligung der städtischen Schulen stattfinden, was, erneut wegen der Wetterverhältnisse, auf einen anderen Tag verlegt wurde.
Am 24. Juni hielt Heidegger im Universitätsstadion vor dem Sonnwendfeuer eine kurze Ansprache. Am Rande brannte ein zweites, „merkwürdig kleines Feuer aus den Büchern eines Leiterwagens“, so Käthe Vordtriede. Zitat aus Heideggers Feuerspruch:

„Feuer! Sage uns: Ihr dürft nicht blind werden im Kampf, sondern Ihr müsst hell bleiben für das Handeln. / Flamme! Dein Lodern künde uns: Die deutsche Revolution schläft nicht, sie zündet neu umher und erleuchtet uns den Weg, auf dem es kein Zurück mehr gibt. / Die Tage fallen – unser Mut steigt. / Flammen zündet! Herzen brennt!“

### Gutachten, Entlassungen, Fürsprachen

#### Fall Hönigswald
Seit April 1933 hatten NS-Studenten der Universität München die Entlassung des jüdischen Neukantianers Richard Hönigswald mittels des neu erlassenen antisemitischen Berufsbeamtengesetzes gefordert, doch die Verantwortlichen der Fakultät hatten sich geweigert, dem nachzukommen. Daraufhin fragte das Bayerische Kultusministerium ein Gutachten zu Hönigswald bei Heidegger an. Dieser erwog, sich als dessen Nachfolger zu bewerben, um (so schrieb er seiner ebenfalls jüdischen Studentin Elisabeth Blochmann) „an Hitler heranzukommen“. Am 25. Juni 1933 gab Heidegger, der schon den aus Hönigswalds Breslauer Schule stammenden Siegfried Marck negativ beurteilt hatte (s. o.), auch ein vernichtendes Urteil zu dem Kollegen in München ab.

„Hönigswald kommt aus der Schule des Neukantianismus, der eine Philosophie vertreten hat, die dem Liberalismus auf den Leib zugeschnitten ist. Das Wesen des Menschen wurde da aufgelöst in ein freischwebendes Bewusstsein überhaupt und dieses schließlich verdünnt zu einer allgemein logischen Weltvernunft. Auf diesem Wege wurde unter scheinbar streng wissenschaftlicher philosophischer Begründung der Blick abgelenkt vom Menschen in seiner geschichtlichen Verwurzelung und in seiner volkhaften Überlieferung seiner Herkunft aus Boden und Blut. Damit zusammen ging die bewusste Zurückdrängung jedes metaphysischen Fragens, und der Mensch galt nur noch als Diener einer indifferenten, allgemeinen Weltkultur. Aus dieser Grundeinstellung sind die Schriften (…) Hönigwalds erwachsen. Es kommt aber noch hinzu, dass nun gerade Hönigswald die Gedanken des Neukantianismus mit einem besonders gefährlichen Scharfsinn und einer leerlaufenden Dialektik verficht. Die Gefahr besteht vor allem darin, dass dieses Treiben den Eindruck höchster Sachlichkeit und strenger Wissenschaftlichkeit erweckt und bereits viele junge Menschen getäuscht und irregeführt hat. Ich muss auch heute noch die Berufung dieses Mannes an die Universität München als einen Skandal bezeichnen, der nur darin seine Erklärung findet, dass das katholische System solche Leute, die scheinbar weltanschaulich indifferent sind, mit Vorliebe bevorzugt, weil sie gegenüber den eigenen Bestrebungen ungefährlich und in der bekannten Weise ‚objektiv-liberal‘ sind. Zur Beantwortung weiterer Fragen stehe ich Ihnen jederzeit zur Verfügung. Mit ausgezeichneter Hochschätzung! Heil Hitler! Ihr ergebener Heidegger.“

Der ausdrückliche Rückgriff auf „Blut und Boden“ gilt als Zeichen einer weiteren politischen Radikalisierung Heideggers nach der Rektoratsrede, wenn nicht sogar einer antisemitischen Einstellung, denn Heidegger setzt den Begriff des Blutes hier erstmals zu seinen Sprachbildern des Bodens hinzu. Vor allem wegen dieses Gutachtens – mehrheitlich als politische Denunziation gewertet – wurde der damals 58-jährige Hönigswald am 1. September 1933 zwangsemeritiert, womit seine Odyssee im nationalsozialistischen Deutschland begann, die mit der Aberkennung des philosophischen Doktorgrades im Jahr 1938 fortgesetzt wurde und ihn nach dem Novemberpogrom ins KZ Dachau brachte, aus dem er nach Wochen wegen internationaler Proteste entlassen wurde. Heideggers Gutachten beendete Hönigswalds akademische Laufbahn für immer, da dieser auch im US-amerikanischen Exil keine Anstellung mehr finden konnte.

#### Fall Baumgarten
Nach einem Zerwürfnis zwischen Heidegger und seinem in dem Brief an Victor Schwoerer (s. o.) noch geförderten Assistenten Eduard Baumgarten kam es zu einem weiteren, später heftig kritisierten Schreiben: Baumgarten hatte sich um die Aufnahme in die Flieger-SA und in die NS-Dozentenschaft beworben, doch das Gutachten, das Heidegger zu diesem Anlass am 16. Dezember 1933 verfasste, vereitelte dieses Vorhaben. Das Original dieses Dokuments ist verschollen, doch Baumgarten selbst, nachdem er davon erfahren hatte, konnte über persönliche Beziehungen Einsicht in die Akten des Göttinger NS-Dozentenbundes nehmen und dort eine Abschrift verfassen. Diese verwendete Karl Jaspers am 22. Dezember 1945 für sein Gutachten über Heidegger im Bereinigungsausschuss und sprach davon in einem Brief, auf dem die Auszüge von Constantin von Dietze gründeten, auf die sich Heidegger in einem Schreiben vom 17. Januar 1946 bezog. Darin äußerte er, dass der Teil, in dem er zu Baumgartens Eignung in einer „Gliederung der Partei“ Stellung genommen habe, „wahrscheinlich die Abschrift eines parteiamtlichen Gutachtens“ sei, das nach der dafür „üblichen nachlässigen Methode“ angefertigt wurde – was heute bezweifelt wird. Eine von Baumgartens leicht abweichende Version stammt aus der „Akte Baumgarten“ des Universitätsarchivs Göttingen, die sogenannte „Abschrift von zweiter Abschrift“. In diesem Dokument heißt es:

„Dr. Baumgarten war von 1929–1931 in meinen Vorlesungen (…) mit der Absicht, sich (…) zu habilitieren. Im Laufe der genannten Zeit stellte sich heraus, daß er weder wissenschaftlich noch charakterlich sich dazu eignete. (…) Dr. Baumgarten kommt verwandtschaftlich und seiner geistigen Haltung nach aus dem liberal-demokratischen Heidelberger Intellektuellenkreis um Max Weber. Während seines hiesigen Aufenthaltes war er alles andere als Nationalsozialist … Nachdem Baumgarten bei mir gescheitert war, verkehrte er sehr lebhaft mit dem früher in Göttingen tätig gewesenen und nunmehr hier entlassenen Juden Fränkel. Ich vermute, daß Baumgarten sich auf diesem Weg in Göttingen untergebracht hat, woraus sich auch seine jetzigen dortigen Beziehungen erklären mögen. Ich halte zur Zeit seine Aufnahme in die SA für ebenso unmöglich wie die in die Dozentenschaft.“

In der Folge wurde Baumgarten – er war in Göttingen Privatdozent – entlassen, weil er als „Judengenosse“ galt. Nach einer eidesstattlichen Erklärung, dass er Fraenkel nicht kannte und nie gesehen habe, wurde die Entlassung aber rückgängig gemacht. Karl Jaspers, der über Marianne Weber, der Witwe von Max Weber, 1934 eine Abschrift einsehen konnte, war „zutiefst getroffen“, für ihn gehörte dieser Augenblick, so schrieb er im Brief an Heidegger 1949, „zu den einschneidendsten Erfahrungen meines Lebens.“ Es wurde aber darauf hingewiesen, dass Heideggers Warnung vor Baumgarten, da dieser sich nur oberflächlich den neuen Verhältnissen angepasst habe, 'durchaus in der Konsequenz seines Revolutionarismus' liege. Vereinzelte Zweifel, die an der Echtheit der misskreditierenden Bewertungen des Gutachtens geäußert wurden, gelten inzwischen als unbegründet.

#### Fall Staudinger
Im Juli 1933 bat Heidegger den in Zürich lehrenden Physikprofessor Alfons Bühl, einen Vertreter der „deutschen/arischen Physik“, inoffiziell und „heimlich“, Gerüchten bezüglich des Chemikers Hermann Staudinger – in Zürich von 1912 bis 1926 tätig – über „politische Unzuverlässigkeit“ aufgrund seines Verhaltens im Ersten Weltkrieg nachzugehen. Bühl wurde bald insofern fündig, als Staudinger während seiner Zeit in Zürich auch die schweizerische Staatsbürgerschaft beantragt hatte und im Ersten Weltkrieg pazifistisch war. Zudem wurde bei der deutschen Abwehr der Berner Botschaft ermittelt, ob Staudinger damalige Kriegsgegner bei der Herstellung waffenfähiger Chemikalien beraten hatte. Dieser Vorwurf wurde später wieder fallengelassen. Am 29. September 1933 berichtete Heidegger dem badischen Hochschulreferenten Fehrle über die Gerüchte, woraufhin Fehrle am Tag darauf gegen Staudinger wegen „politischer Unzuverlässigkeit“ (§ 4 GWB) Anzeige erstattete. Aufgrund dieser Initiative Heideggers wurde die Gestapo im Fall Staudinger tätig, belegt durch einen Akteneintrag. Die Aktion erhielt den Decknamen „Sternheim“. Der Historiker Hugo Ott, der 1984 auf den Vorfall stieß, spricht von einem „Vorgang eindeutiger politischer Denunziation durch den Rektor Heidegger“, und im Urteil der Denunziation folgt ihm die Mehrheit der Forscher. Am 6. Februar 1934 forderte das Kultusministerium Heidegger auf, sich zu dem von der Gestapo zusammengetragenen Material zu äußern und damit auch ein juristisch relevantes Urteil abzugeben. Heidegger antwortete am 10. Februar, das Studium der Akten ergebe zur Frage, ob § 4 anzuwenden sei, folgendes: Alle Berichte sprächen von Weitergabe deutscher chemischer Herstellungsverfahren durch St. ans (feindliche) Ausland. Staudinger habe gemäß dem Generalkonsulat in Zürich von 1918, „‚niemals ein Hehl daraus gemacht, daß er in scharfem Gegensatz zu der nationalen Strömung in Deutschland stünde. Bezeichnenderweise beschreibe der nachherige marxistische Gesandte Adolf Müller den Staudinger als Idealisten. Diese Tatsachen erforderten die Anwendung des Paragraphen 4 zur Wiederherstellung des Berufsbeamtentums. Da die Tatsachen bezüglich Staudinger weiten Kreisen bekannt geworden seien, verlange auch das Ansehen der Universität Freiburg ein Einschreiten, zumal sich Staudinger heute als 110prozentiger Freund der nationalen Erhebung ausgibt. Es dürfte eher Entlassung als Pensionierung in Frage kommen.
Dem Ansinnen Heideggers gemäß verlangte der badische Minister Wacker am 22. Februar 1934 die Entlassung Staudingers aus dem Staatsdienst. Doch jetzt intervenierten der Freiburger Oberbürgermeister Kerber und der Bürgermeister Leupold für den weltberühmten Chemiker und späteren Nobelpreisträger, und „mit Rücksicht auf die Stellung, die der Genannte in seiner Wissenschaft im Ausland genießt“, kam nun auch Heidegger zu dem Schluss, dass zwar „in der Sache sich natürlich nichts ändern kann“, doch eine „außenpolitische Belastung nach Möglichkeit zu vermeiden“ sei. Schließlich wurde Staudinger dazu genötigt, pro forma seine eigene Entlassung zu unterschreiben, die in Kraft getreten wäre, hätte es „neuerliche Bedenken“ gegeben. Staudinger hat bis zum Ende seines Lebens nie erfahren, auf wessen Initiative die Ermittlung der Gestapo gegen ihn zurückging. In psychiatrischer Sicht fand Otts Resümee eine Bestätigung, dass nur eine „tiefenpsychologische Auslegung“ die Gründe für Heideggers denunziatorische Initiative offenlegen könnte. Es wurden aber auch Geltungssucht und Wichtigtuerei bei dem zu politischem Einfluss gelangten Rektor als mögliche Motive dafür genannt. Darüber hinaus schloss sich Heideggers Sohn Hermann der in der Forschung verbreiteten Deutung an, dass sich sein Vater über „den sich anbiedernden Opportunismus seines Kollegen“ geärgert habe. Schließlich wird die philosophische Lesart debattiert, dass Staudinger in Heideggers Visier geriet, weil er eine „rein technische Wissenschaftsauffassung vertrat, die Heidegger von Anfang an bekämpft hatte“.

#### Verteidigung von Hevesy und Fraenkel
Für den Chemiker George de Hevesy und den Philologen Eduard Fraenkel, denen aufgrund ihrer jüdischen Herkunft die Entlassung drohte, verfasste Heidegger am 12. Juli 1933 ein gemeinsames Empfehlungsschreiben an das Kultusministerium, wobei er zunächst hervorhob, „im vollen Bewußtsein von der Notwendigkeit der unabdingbaren Ausführung des Gesetzes zur Wiederherstellung des Berufsbeamtentums“ zu handeln und dann auf das „ungewöhnliche wissenschaftliche Ansehen des Herrn von Hevesy im gesamten wissenschaftlichen Ausland“ verwies. Deshalb wäre es eine „nicht begründbare Ungleichmäßigkeit der Behandlung (…), wenn Herr von Hevesy bleiben könnte, Herr Fraenkel aber endgültig beurlaubt würde“, da dessen Ansehen im Ausland nicht geringer sei. Er könne auch für ihr „untadeliges Verhalten“ einstehen, „soweit da menschliches Urteil reicht“. In dem Brief vom 19. Juli 1933 bekräftigte Heidegger, dass Fraenkel als „Hauptvertreter der deutschen Altertumswissenschaft, namentlich in Italien, Holland, Schweden, England und den Vereinigten Staaten“ gelte und für die Universität als „führende Persönlichkeit zu erhalten.“ sei. „Trotz dieser zweiten Fürsprache und der zwei Ehrenerklärungen, die die Philosophische Fakultät unter dem Dekanat Schadewaldts für ihn gab, wurde Fraenkel entlassen.“ Im Falle Fraenkels schloss sich Heidegger dieser Initiative Schadewaldts an. George de Hevesy – möglicherweise „aus außenpolitischen Gründen“ – blieb, bis er am 1. Oktober 1934 „auf eigenen Antrag aus dem badischen Staatsdienst entlassen wurde“ und nach Kopenhagen ging.

#### Entlassungen und Fürsprachen
Die meisten Entlassungen an der Freiburger Universität während der Zeit des Nationalsozialismus wurden in den ersten beiden Jahren durchgeführt, also in der Amtszeit von Martin Heidegger. Diese fanden daher ausschließlich auf der Grundlage des GWB statt (das RBG trat erst 1935 in Kraft). Als Rektor versuchte Heidegger aber auch, den von der rassistischen Gesetzgebung betroffenen jüdischen Schülern und Kollegen zu helfen – sofern er ihre Leistungen anerkannte – wie in den o. a. Fällen Hevesy und Fraenkel. Privatdozenten und Assistenten konnten sich dagegen kaum auf seine Unterstützung verlassen. Für den Historiker Paul Theodor Gustav Wolf, den fast vollständig erblindeten Mathematiker Alfred Loewy (bei ihm hatte Heidegger 1911 bis 1913 studiert, er wurde am 1. Dezember 1933 vorzeitig emeritiert), den Pharmakologen Paul Noether und den Rechtswissenschaftler Andreas Bertalan Schwarz setzte er sich nicht ein. Vielmehr wurden auch sie von Heidegger auf der Basis der rassistischen Gesetzgebung im Verlauf des Jahres 1933 aus der Universität entfernt. Noether nahm sich bald darauf, am 6. April 1934, das Leben.
Doxographie zur Entlassung von Paul Theodor Gustav Wolf
- Werner Gottfried Brock, Heideggers Assistent, verlor aufgrund seiner jüdischen Herkunft am 27. September 1933 die Lehrbefugnis.[224] Zunächst empfahl der Rektor ihn aber dem Schweizer Philosophen Paul Häberlin für eine Habilitation und unterstützte dann sein Studium an der Universität Cambridge.[225]
- Paul Oskar Kristeller half Heidegger mit Empfehlungsbriefen, in Italien eine Anstellung zu finden.[226]
- Im Februar 1934 lehnte Heidegger Maßnahmen gegen den jüdischen Geophysiker Johann Georg Königsberger ab, den sein Kollege Wilhelm Hammer wegen einer marxistischen Vergangenheit beim Ministerium angezeigt hatte.[227]
- Heidegger setzte sich vermutlich für Elisabeth Blochmann in Berliner Kreisen ein und schrieb Ende Oktober 1933 für die Stellensuche in England ein wohlwollendes Zeugnis.[228]
- Er hat sich wohl auch für die Professoren Siegfried Thannhauser[229], Jonas Cohn[230] und Edmund Husserl[231] beim badischen Kultusministerium verwendet, wofür es keinen schriftlichen Beleg gibt.[232] Cohn wurde aber noch von Heidegger (am 24. August 1933), und Thannhauser wurde während Heideggers Amtszeit (am 17. April 1934) aus der Universität entfernt, dann zum Hilfsarbeiter in Heidelberg degradiert.[233]

### Versuch einer ganzheitlichen Lehranstalt
Die „Führerverfassung“ der Universität
Rund einen Monat nach seiner Amtsübernahme, am 3. Juli 1933, verfasste Heidegger ein Rundschreiben an „sämtliche deutsche Hochschulen“, in dem er mitteilte, dass der Kanzler der Universität von nun an „‚im Auftrag des Rektors‘ zu zeichnen“ habe. Das war ein an „preußischen Universitäten schwer vorstellbares Unterordnungsverhältnis des staatlichen Vertreters und Chefs der Verwaltung unter einen Führer-Rektor“, wobei der Rundbrief in der Absicht verschickt wurde, „daß dieses Modell auch anderswo Schule machen und den Rektor in seinen Kompetenzen als Führer der Universität stärken solle.“ Am 21. August 1933 hob der badische Kultusminister Wacker, bis „die Hochschulreform einheitlich und im ganzen Reich vorgenommen wird“, per Schreiben A 22296 alle bestehenden parlamentarischen Kompetenzen der Hochschulgremien, Senate und Fakultäten in Baden auf, was als einstweilige Universitätsverfassung am 1. Oktober 1933 in Kraft trat. Fortan bestimmte das Ministerium den Rektor und Abschnitt I Punkt 1 dekretierte: „Der Rektor ist der Führer der Hochschule“. Dieser ernannte die Kanzler und Dekane. Damit hatte Wacker als erster Minister die Führerverfassung an einer deutschen Universität eingeführt.
Am Tag nach Wackers Schreiben notierte der ehemalige Rektor Joseph Sauer ins Tagebuch: „Finis universitatum – Ende der Universitäten. Und das hat uns dieser Narr von Heidegger eingebrockt, den wir zum Rektor gewählt haben, daß er uns die neue Geistigkeit der Hochschule bringe. Welche Ironie!“ Auch im Urteil der Forschung gilt Heidegger teils als ein „Promoter dieser neuen Führerverfassung“, teils wird aber auch nur darauf hingewiesen, dass er nicht widersprechen konnte, als die Bereinigungskommission 1945 feststellte, „daß er eifrige Mitarbeit“ dabei geleistet habe. „Die neue Universitätsverfassung“, so das Resümee von H. Ott, „stand im Begründungszusammenhang seines Denkens und Handelns.“
Heidegger gab den Beschluss am 24. August 1933 bekannt – als Grundlage „für den inneren Ausbau der Universität entsprechend den neuen Gesamtaufgaben der wissenschaftlichen Erziehung.“ Zu den Sitzungen des Senats konnten fortan zwar auch Vertreter der Studentenschaft, der Assistenten und der Universitätsbediensteten hinzugezogen werden, worin paradoxe „Ansätze einer Demokratisierung“ erkannt werden können, da die Ordinarienherrschaft gebrochen wurde und „eine, wenn auch bescheidene, Mitwirkung der übrigen Kurien der Hochschullehrer und Studenten“ erreicht wurde, doch die Fakultäten hatten ihr Selbstbestimmungsrecht gänzlich eingebüßt. Statt der von Heidegger proklamierten Selbstbehauptung der Universität war es zu ihrer „Selbstenthauptung“ gekommen. Schon eine Woche nach Wackers Beschluss zog die bayerische Hochschulverwaltung nach („Der Rektor ist der Führer der Universität“), wobei „das badische Modell (…) Pate gestanden haben muß.“ Der preußische Bildungsminister Rust wiederum orientierte sich mit seinem Erlass von 28. Oktober 1933 am bayerischen Vorbild. Mit der Übernahme an den 13 preußischen Universitäten war die Führungsverfassung an den meisten deutschen Hochschulen durchgesetzt und als Modell für eine reichsweite Regelung nicht mehr zu verhindern.
Ernennung zum „Führer-Rektor“
Wie vorgesehen, wurde Heidegger von Wacker am 1. Oktober 1933 „zum ersten Führer-Rektor der Universität Freiburg ernannt“. Zu Dekanen ernannte dieser unter anderem seinen Vorgänger von Möllendorff sowie seine Vertrauten Schadewaldt (Philosophie) und Erik Wolf (Rechts- und Staatswissenschaften). Wie die anderen Ernannten waren beide keine Parteimitglieder, wobei Schadewaldt sich zu jener Zeit noch besonders im nationalsozialistischen Sinn engagierte. Die Ernennung des Juristen Erik Wolf zum Dekan – der 1934 noch die im NS-Rassegedanken verhaftete Abhandlung Das Rechtsideal des Nationalsozialistischen Staates publizierte – da „er aufgrund seiner 'Heidegger-Hörigkeit' von den Kollegen nicht akzeptiert wurde“, war später einer der Anlässe für Heideggers Rücktritt vom Rektorat.
Auf der Senatssitzung vom 29. November 1933 sprach der neue „Führer-Rektor“ zudem von dem „Sinn einer Ehrenordnung“, und der Philosophiedozent Georg Stieler, im Ersten Weltkrieg Korvettenkapitän, legte den Entwurf einer „Ehrengerichtsordnung“ für die Dozentenschaft dar, in Anlehnung an jene der Offiziere. In einem Kommentar von Heidegger heißt es, die Körperschaft solle von „minderwertigen Elementen“ gereinigt werden, und es solle „künftigen Entartungskampagnen“ vorgebeugt werden. Schließlich wurde der Geist „wahrer Kameradschaft“ und des „echten Sozialismus“ bemüht, „der im Kollegen nicht den Konkurrenten im Kampf ums Dasein sieht“, worin, so das Urteil von Hugo Ott, „die Verworrenheit der nationalsozialistischen Ideologie in klarer Weise“ gespiegelt sei. In einem Rundschreiben an die Fakultäten vom 20. Dezember 1933 ließ Heidegger den Lehrkörper der Universität wissen, dass es von Beginn an sein Ziel war, den „Wandel der wissenschaftlichen Erziehung aus den Kräften und Forderungen des nationalsozialistischen Staates“ durchzusetzen. Nur der „unbeugsame Wille zum Künftigen“ gäbe „den gegenwärtigen Bemühungen Sinn und Halt“. Und er fuhr fort: „Der Einzelne, wo er auch stehe, gilt nichts. Das Schicksal unseres Volkes in seinem Staat gilt alles.“
Obwohl sich die Führerverfassung an den Universitäten sukzessive auch landesweit durchsetzte und Heidegger, teils in militärischen Simulationen, den Führer-Rektor gab, war er Anfang 1934 davon überzeugt, dass die NS-„Revolution“ im Schulwesen noch nicht begonnen habe. In einer Replik auf den Schriftsteller Erwin Guido Kolbenheyer, der sich in einer Rede in Freiburg auf ein Zitat von Adolf Hitler bezogen hatte, die Revolution sei zu Ende, es beginne die Evolution, sagte Heidegger am 30. Januar: „Ja – wir wollen doch keine Falschmünzerei treiben. Evolution – gewiß, aber eben da, wo die Revolution zu Ende ist. Aber dort, wo wie im Geistigen und z. B. im Schulwesen die Revolution noch nicht nur nicht zu Ende ist, vielmehr nicht einmal begonnen hat, – wie steht es da?“
Auch bei anderer Gelegenheit machte Heidegger deutlich, dass ihm der Wandel der Gesellschaft im nationalsozialistischen Deutschland nicht weit genug ging: „Und es besteht die Gefahr, daß die übereifrigen Töter des Liberalismus alsbald sich entpuppen als sogenannte 'Vertreter' eines liberalen Nationalsozialismus, der von Harmlosigkeit und Biederkeit und Jugendbewegtheit nur so trieft.“
Arbeitsdienst, Wissensdienst, Wehrsport
Am 16. Juni 1933 und nur auf massive Vorhaltungen seines Vorgängers von Möllendorff rief Heidegger den Senat zu einer ersten konstituierenden Sitzung zusammen. Der Senatssenior Alfred Hoche und der Nationalökonom Walter Eucken hatten Sauer dringend gebeten, auf Heidegger in diesem Sinn einzuwirken. Bei dieser Sitzung artikulierte sich durch Eucken die universitätsinterne Opposition gegen den Führungsanspruch des Rektors. Streitpunkte waren die auf Tagungen des Hochschulverbandes und der Rektoren praktizierte Gleichschaltung und die Stellung von Arbeitsdienst und Wehrsport im Studium. Da inzwischen viele NS-Studenten und mit ihnen sympathisierende Kommilitonen in Wehrsport, Märschen und Zeltlagern den wesentlichen Sinn der Ausbildung an der Universität sahen, wurde der Vorlesungs- und Übungsbetrieb beträchtlich gestört. Zudem existierten keine einheitlichen Richtlinien über die Art der wehrsportlichen Ertüchtigung und deren Integration in die Studiengänge.
Die Freiburger Universität war aber seit dem Juni 1933 „in der nächsten Umgebung von Arbeitslagern“ umringt, die „durch Lehrer dieser Schule mitbetreut“ wurden. Und die Verbindung von Wissensdienst und Arbeitsdienst blieb für Heidegger vordringlich, und dabei war „das Arbeitslager die Institution, die den pädagogischen Auftrag der Universität (…) im Kampf um das Wissen im nationalsozialistischen Staatsgeist“ übernehmen sollte. Selbst der Zynismus des Mottos der späteren nationalsozialistischen Vernichtungslager finde sich, dem Urteil von H. Gehle gemäß, hier bereits in philosophischer Lesart, denn „Arbeit erst gewähre die Grunderfahrung von Entschiedenheit und Entschlossenheit, und Arbeit erst mache frei. 'Das Tier' heißt es, 'und alles bloß Dahinlebende kann nicht arbeiten. Es fehlt ihm die Grunderfahrung dazu: der entscheidungsmäßige Einsatz für eine Aufgabe, das Vermögen der Entschlossenheit und des Standhaltens in einem übernommenen Auftrag, kurz die Freiheit.'“
Heidegger war der erste Rektor, bei dem die Studentenschaft an den Senatssitzungen vertreten war – noch vor Erlass der neuen Universitätsverfassung. Am 10. und 11. Juli 1933 nahm er mit Alfred Baeumler an der von ihm angeregten ersten Schulungstagung des Amtes für Wissenschaft der deutschen Studentenschaft in Berlin teil, wo das Führerprinzip auch für die studentische Ebene beschlossen wurde. Die Fachschaftsleiter sollten fortan ihre Mitarbeiter selbst berufen können. Diese neue Struktur entsprach Heideggers Vorstellungen von studentischer Selbstverwaltung – die „ab dem Sommersemester in den Händen nationalsozialistischer Funktionäre“ war. Die Universität Freiburg war zudem die erste, die ein Arbeits- und Wohnheim für Studenten und Arbeiter errichtete, um eine stärkere Einbindung der Studierenden in die „Volksgemeinschaft“ zu ermöglichen.
Diese politische Radikalisierung enttäuschte die Freiburger Professoren, die Heideggers Wahl unterstützt hatten. Gerhard Ritter berichtete 1962: „In Wirklichkeit war die Enttäuschung eine ungeheure, denn Heidegger ging nun mit vollen Segeln im nationalsozialistischen Fahrwasser vor, ziemlich diktatorisch, hielt vor der Studentenschaft Reden, in denen er über das akademische Herkommen höchlich lästerte und zu Wehrdienst, Lehrdienst und Arbeitsdienst, nebeneinandergestellt in einer ausgeprägt nationalsozialistischen Weise, aufrief.“
Dessen ungeachtet feierte dieser am 14. Juni 1933 in der Ansprache „Arbeitsdienst und Universität“ die staatliche Zwangsarbeit als mystisches Verschmelzungsereignis mit dem Volk: „Eine neue und entscheidende Erziehungsmacht ist mit dem Arbeitsdienst aufgestanden. Das Arbeitslager rückt neben das Elternhaus, den Jugendbund, den Wehrdienst und die Schule. Im Arbeitslager verwirklicht sich die Stätte einer neuen unmittelbaren Offenbarung der Volksgemeinschaft.“ Der Arbeitsdienst, so H. Zaborowski, schien also Heidegger viel wichtiger als der „Wehrdienst“ bzw. „Wehrsport“ gewesen zu sein.
Gemäß einer Weisung von Adolf Hitler vom 9. September 1933 wurden bald an allen Universitäten SA-Hochschulämter eingerichtet, die dafür zu sorgen hatten, dass „die deutschen Studenten körperlich und geistig im Sinne der Vorkämpfer der deutschen Revolution einheitlich ausgebildet werden“ (Hitler). In Freiburg wurde der SA-Sturmführer Hilmar Wilmanns zum Führer des SA-Hochschulamtes ernannt, der bei den Senatssitzungen künftig vertreten war. „Die deutschen Studenten sollten sich nicht nur dem Gleichschritt der Sturm-Abteilungen einordnen, sondern vor allem auch geistig im Sinn der nationalsozialistischen Weltanschauung erzogen werden. Entsprechend dazu erklärte Heidegger in einer Rede am 30. November 1933 in Tübingen: „Der neue Student ist nicht mehr akademischer Bürger, er geht durch den Arbeitsdienst, steht in der SA oder SS, treibt Geländesport. Das Studium heißt jetzt Wissensdienst.“
Am 22. Januar 1934 erläuterte Heidegger vor 600 Arbeitslosen im größten Hörsaal der Universität, durch „den nationalsozialistischen Staat“ werde „das ganze bisherige Vorstellen und Denken ein anderes“, weil alle Tätigkeit als Arbeit zu begreifen sei und umgekehrt jede Arbeit den Anspruch erheben könne, „etwas Geistiges“ zu sein:
„Das Wissen der echten Wissenschaft unterscheidet sich im Wesen gar nicht vom Wissen des Bauern, des Holzfällers, des Erd- und Grubenarbeiters, des Handwerkers. […] Arbeiter und Arbeit, wie der Nationalsozialismus diese Worte versteht, trennt nicht in Klassen, sondern bindet und einigt die Volksgenossen und Stände in den einen großen Willen des Staates. […] Dem Mann dieses unerhörten Willens, unserem Führer Adolf Hitler, ein dreifaches: ‚Sieg Heil!‘“
Das Todtnauberger Experiment

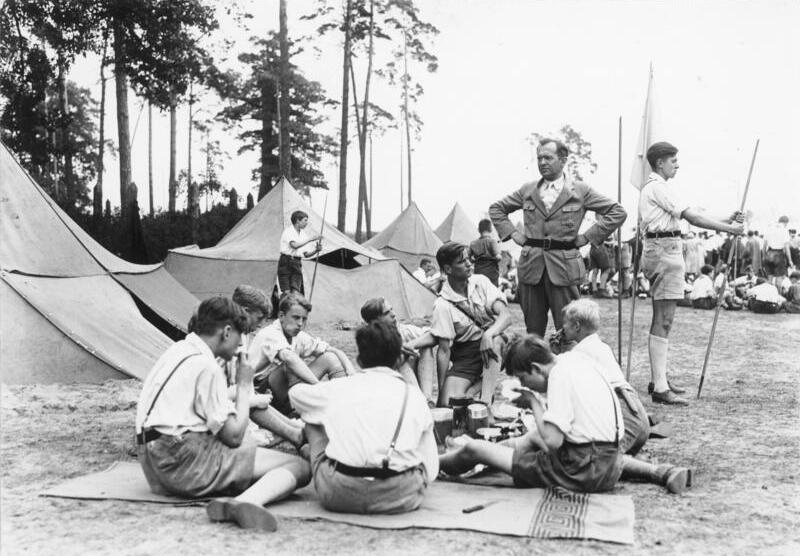
Zeltlager der bündischen Jugend, 1933

Der Gedanke einer neuen Form der akademischen Ganzheitlichkeit im Sinn der nationalsozialistischen Volksgemeinschaft und zum Zweck der politischen Erziehung ausgewählter Studenten fand landesweit einen Ausdruck in sogenannten Wissenschaftslagern. Jenseits des Universitätsbetriebes und seiner Funktion als Rektor organisierte Heidegger vom 4. bis zum 10. Oktober 1933 ein solches Lager in seiner Hütte im Schwarzwald, das von ihm so genannte „Todtnauberger Lager“, an dem Studenten aus Freiburg, Heidelberg und Kiel teilnahmen. Heidegger teilte den ausgewählten Studenten mit: „Das Ziel wird durch Fußmarsch“ von Freiburg aus erreicht, in SA oder SS-Dienstanzug, eventuell Stahlhelmuniform mit Armbinde“. Der „Tagesdienstplan“ war militärisch strukturiert und reichte vom Wecken um 6 Uhr morgens bis zum Zapfenstreich um 22 Uhr. Der Sinn des Unternehmens war eher allgemein gefasst, darunter das „lebendige Näherbringen der Ziele einer nationalsozialistischen Umwälzung des Hochschulwesens“. Und: „Wenige Vorträge vor der ganzen Lagergemeinschaft sollen die Grundstimmung und Grundhaltung erwirken.“ Dem „Ritual nationalsozialistischer Lagerdisziplin“ entsprechend leitete Heidegger das Lager, Rudolf Stadelmann war der Unterführer der Freiburger Gruppe, Otto Riss stand den Studenten aus Kiel vor und Johannes Stein jenen aus Heidelberg.
Schon bald waren jedoch „politische Differenzen zwischen den Lagerteilnehmern“ zu konstatieren, „die beispielsweise die Bedeutung des Rassegedankens für den Nationalsozialismus betreffen“, denn die Heidelberger und auch die Kieler Gruppe verteidigte einen „militanten Antisemitismus“, der mit den noch katholisch geprägten Überzeugungen der Freiburger nicht harmonierte. Stein, zu der Zeit schon „Teil der SS-Seilschaft an der Universität Heidelberg, die als wissenschaftspolitischer Machtvektor wesentlich stärker wirkt, als die im Grunde solitäre nationalsozialistische Emphase Heideggers“, war in Todtnauberg der Repräsentant der „Rassentheoretiker“. Wenige Monate darauf arbeitete er eng mit dem späteren „Euthanasie“-Täter Carl Schneider zusammen; während des Zweiten Weltkrieges plädierte er für rassenkundliche Untersuchungen an indischen Kriegsgefangenen im Lager Stalag V C in Offenburg.
Heinrich Buhr, der als einziger Student der Theologie an dem Lager teilnahm, bezeugte später, dass Heidegger dort einen harschen Vortrag gegen das Christentum und somit gegen die Tradition der Freiburger gehalten hatte: schon die göttliche Schöpfung und „daß das Seiende bloß ein Gemachtes sei als von einem Handwerker hergestellt –, das müsse zuerst verworfen werden.“ Doch in welcher Weise der Konflikt zwischen NS-Rassentheorie und Katholizismus im Wissenschaftslager von Heidegger beeinflusst oder entschieden wurde, ist ungeklärt. Außer Zweifel steht, dass die „politische Erziehung“ dort am Ende auch „Rassekundeunterricht beinhaltete“, wie U. Arnswald formuliert.
In einem Vermerk, der in dem Rechenschaftsbericht Tatsachen und Gedanken von 1945 noch fehlte, berichtet Heidegger, dass Stein, als Anführer der Heidelberger Gruppe, „plötzlich unangemeldet“ am „Morgen des zweiten Tages“ gemeinsam mit dem „Gaustudentenführer“ Gustav Scheel erschienen sei. Beide hätten sich „mit den Heidelberger Teilnehmern des Lagers“ unterhalten, „deren 'Funktion' langsam deutlich wurde.“ Denn: „Die Heidelberger Gruppe hatte den Auftrag, das Lager zu sprengen.“ In dem Vermerk heißt es: „Dr. Stein bat, selbst einen Vortrag halten zu dürfen. Er sprach über Rasse und Rassenprinzip. Der Vortrag wurde von den Lagerteilnehmern zur Kenntnis genommen, aber nicht weiter erörtert.“ Es wurde eingewendet, dass der Befund aus dem Briefwechsel zwischen Heidegger und seinem Vertrauten Stadelmann, dem Anführer der Freiburger, der späteren „Darstellung Heideggers ganz eindeutig“ widerspreche: Stadelmann, um der „Befriedung der Lageratmosphäre“ willen, „gleichsam als Opferlamm“, obwohl er „einen Rahmenvortrag über die neue Wissenschaft“ übernommen hatte, mußte auf Befehl Heideggers darauf verzichten und sollte sogar das Lager verlassen.
Das „Wissenschaftslager“ in Todtnauberg gilt als ein gescheiterter Versuch und wird heute teils als „wissenschaftliches Konzentrationslager“ bewertet und mit den Lagern von Stalin und Mao verglichen, teils als „Exempel für Heideggers nationalsozialistische Universitätsidee (…) – eine Mischung aus Appell, Frühsport, uniformiertem Wandern an der frischen Luft und ‚scharfen‘ Debatten über Idee und Organisationsform der künftigen höchsten Stätten der deutschen Führerbildung“, schließlich aber auch als „ganz gewöhnliches Lagerleben mit Leuten, die eigentlich über das Alter von Pimpfen schon hinaus waren“, und das beim Zusammensein und Singen zur Gitarre eine neue geistige Gemeinschaft erfinden sollte.

### Heidegger und die NS-„Rassenhygiene“
Zur Pflichtvorlesung der NS-„Rassenkunde“
Schon seit 1920 hielt Alfred Nißle in Freiburg die Vorlesungen der Medizinischen Fakultät zur „Erbbiologie“ und „Rassenhygiene“. Als die sogenannte „Rassenkunde“ vom badischen Kultusminister Wacker am 19. Dezember 1933 per Erlass 3656 zur Pflichtvorlesung für die Studenten aller Fakultäten erklärt wurde, beantragte Nißle im Glauben, dass er auch diese Vorlesungen halten sollte, tags darauf eine Erhöhung des Budgets für Lehrmittel beim Kultusministerium in Karlsruhe. Daraufhin teilte das Ministerium dem Rektorat mit, es komme darauf an, „daß der Vortragende neben einem rassenhygienischen Wissen weltanschaulich einwandfreier Vertreter des Nationalsozialismus ist“ und dass Nißle „als Verfechter des nationalsozialistischen Weltbildes nicht bekannt“ sei. Am 13. April 1934 bat Heidegger in seiner schriftlichen Antwort darum, „von einer Ausdehnung des Lehrauftrages für Herrn Prof. Nissle abzusehen. Ich versuche seit Monaten, eine geeignete Kraft für den Unterricht in diesem Feld ausfindig zu machen, um dann beim Ministerium die Errichtung eines a.o. Lehrstuhles für Rassenkunde und Erbbiologie zu beantragen.“ Im folgenden Sommersemester hielt Nißle zwar die Vorlesungen zur Rassenkunde „für Studierende aller Fakultäten“, und das Ministerium richtete keinen außerordentlichen Lehrstuhl ein, doch die Aufgabe wurde dann „vom nationalsozialistisch gesinnungstreuen Theodor Pakheiser übernommen“, Gesundheitsreferent im Badischen Innenministerium und Gauobmann des NS-Deutschen Ärztebundes, der dafür zum Honorarprofessor ernannt wurde und 100 Reichsmark monatlich erhielt. Die Themen der ersten solcher Vorlesungen, gehalten im Wintersemester 1934, waren „Nationalsozialistische Weltanschauung und Rassegedanke, Volk und Rasse“. Nißle hielt derweil weiter die regulären Vorlesungen. Das Schreiben, in dem dieser als ungeeignet für die Pflichtvorlesungen begutachtet wird, gehörte zu den abschließenden Amtshandlungen von Heidegger als Rektor, tags darauf bot er den Rücktritt an.
Zu Eugen Fischers Einfluss auf Heidegger
In Bezug auf Heideggers Verhältnis zur NS-„Rassenhygiene“, der „Eugenik“ und „Erbbiologie“, werden in der Forschung einige seiner Maßnahmen als Rektor und einige Äußerungen zu Rassenkonzepten und Menschenzüchtung zum Teil auf den Einfluss des jahrzehntelang mit ihm befreundeten „Rassentheoretikers“ Eugen Fischer oder auf eine Zusammenarbeit mit ihm zurückgeführt. Heidegger und Fischer hatten sich spätestens auf den Badischen Heimattagen von 1930 kennengelernt, und sie pflegten bis in die 1960er Jahre freundschaftliche Beziehungen. Fischer war (mit Erwin Baur und Fritz Lenz) der Verfasser eines Standardwerks der Eugenik, das Mitte der 1920er Jahre Hitlers Rassismus beeinflusste und später zu einer Referenz für die zur „Euthanasie“ verklärte, zunächst juristisch vorbereitete und dann durchgeführte Ermordung von Patienten wurde. Zwischen 1918 und 1927 war Fischer Ordinarius und Direktor des Anatomischen Instituts der Universität Freiburg, seit 1927 und bis 1942 ordentlicher Professor für Anthropologie an der Friedrich-Wilhelms-Universität Berlin, und berücksichtigte dabei „Fragestellungen der Rassenkunde in Forschung und Lehre“. 1927 gründete und leitete er in Berlin das Kaiser-Wilhelm-Institut für Anthropologie, menschliche Erblehre und Eugenik, wo er bis zum Ruhestand 1942 „wissenschaftliche Begründungen für die menschenverachtende Rassen- und Geburtenpolitik des NS-Staates“ lieferte und „einen aktiven Beitrag zu Selektion und Mord“ leistete. Von 1935 bis 1940 war er „Oberrichter am Erbgesundheitsgericht in Berlin und hatte zu beurteilen, ob ein Proband an einer Erkrankung im Sinne des „Gesetzes zur Verhütung erbkranken Nachwuchses“ litt und damit zwangssterilisiert werden mußte.“
Zu Eugen Fischers Wirkung auf Heidegger zählt R. Wolin, auf V. Farias verweisend, dass Heidegger als Rektor einen Fragebogen zur rassischen Abstammung an alle Professoren verteilen ließ, von ihnen ihre „Rassereinheit“ beeidet werden musste und dass er die Einrichtung des zur SS gehörigen Rassenamtes der Studentenschaft bei der Universität befürwortete, geleitet von Heinz Riedel, einem ehemaligen Schüler von Fischer.
Heideggers Tischrede zum Gesetz der Gesundheit und Krankheit
Nur etwa zwei Wochen nachdem das Gesetz zur Verhütung erbkranken Nachwuchses am 14. Juli 1933 erlassen worden war, äußerte sich Heidegger Anfang August in einer Tischrede anlässlich des 50-jährigen Bestehens des Instituts der pathologischen Anatomie der Universität in Freiburg zu der Thematik.

„So wird zum Beispiel das, was die Medizin als 'Krankheit' verstehen will, ganz davon abhängen von dem, was sie zuvor als das Wesen der Gesundheit begreift. (…). Für die Griechen z. B. bedeutet 'gesund' soviel wie bereit sein und stark zum Handeln im Staat. Wer den Bedingungen dieses Handelns nicht mehr genügte, zu dem durfte der Arzt auch im Falle der 'Krankheit' nicht mehr kommen. (…) Was gesund und krank ist, dafür gibt sich ein Volk und ein Zeitalter je nach der inneren Größe und Weite seines Daseins selbst das Gesetz. Das deutsche Volk ist jetzt dabei, sein eigenes Wesen wieder zu finden und sich würdig zu machen seines großen Schicksals. Adolf Hitler, unser großer Führer und Kanzler, hat durch die nationalsozialistische Revolution einen neuen Staat geschaffen, durch den das Volk sich wieder eine Dauer und Stetigkeit seiner Geschichte sichern soll. (…) Jedes Volk hat die erste Gewähr seiner Echtheit und Größe in seinem Blut, seinem Boden und seinem leiblichen Wachstum. Wenn es dieses Gutes verlustig geht oder auch nur weitgehend geschwächt wird, bleibt jede staatspolitische Anstrengung, alles wirtschaftliche und technische Können, alles geistige Wirken auf die Dauer nutz- und ziellos.“

Die Tischrede im anatomischen Institut wird fast einhellig als eine der Rechtfertigung der nazistischen Ideologie der Entrechtung bestimmter Gruppen von Menschen bewertet. Wenn darin teils noch Heideggers Bereitschaft gesehen wird, „das Denken der Prostitution hinzugeben“, so geht die Kritik doch mehrheitlich in die Richtung, dass in der Rede „ein Heilungsverbot für das staatsunwerte Leben“ als richtig erkannt und mit „einer Regression auf 'Blut', auf 'Boden' und der Subordination unter das Führerprinzip“ verbunden werde. Es heißt, die Rede sei ein Beitrag zum „nazistischen Gedanken der Eugenik“ und verherrliche sie. In philosophischen Analysen wird u. a. argumentiert, dass Heidegger „aus dem Nichtmüssen bei Platon verschärfend ein Nichtdürfen macht“. Und durch die „Übereinstimmung einiger Aussagen Heideggers (…) mit dem nationalsozialistischen Euthanasieprogramm“, insofern in den ersteren die Seinsgeschichte „in konkrete Handlungsanweisungen übersetzt wird, wird das Biologische notwendig zum Biopolitischen“. Heideggers Biograph H. Zaborowski fasst den Schluss der Kritiken zusammen: man wird „Heidegger angesichts dieser Äußerungen nicht mehr verteidigen können“, „er rechtfertigt aus philosophischer Perspektive den nationalsozialistischen Rassismus.“

### Heideggers Verherrlichung von Adolf Hitler

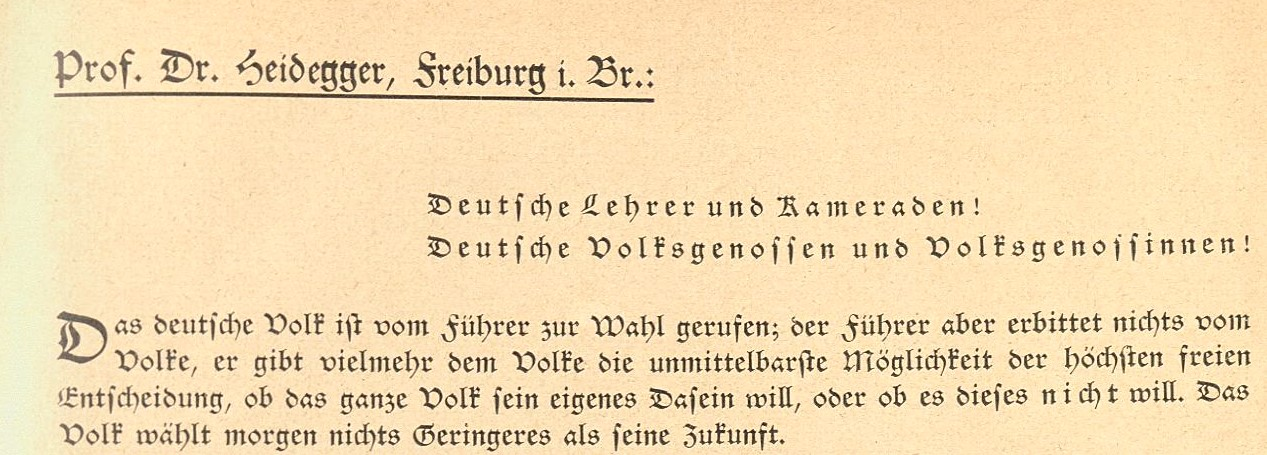
Bekenntnis der Professoren an den deutschen Universitäten und Hochschulen zu Adolf Hitler und dem nationalsozialistischen Staat (1933)

Während seiner Amtszeit als Rektor hielt Heidegger Reden und verfasste Schriften, in denen er Adolf Hitler verherrlichte und zu dessen Unterstützung aufrief. So nannte er Hitler den „großen Führer“ und erklärte ihn zum Gesetz. Heidegger gehörte auch zu den konstituierenden Rednern des Bekenntnisses der deutschen Professoren zu Adolf Hitler, das in der Leipziger Alberthalle verkündet wurde. Die einschlägigen Texte im Überblick:
- 18. Mai 1933: „Rede bei einer Kundgebung der Universität Freiburg aus Anlass von Hitlers Rede zum Austritt aus dem Völkerbund“[314]
- 30. Juni 1933: „Die Universität im neuen Reich“, Vortrag in Heidelberg[315]
- 3. November 1933: Zum Semesterbeginn. „Deutsche Studenten!“ in der Freiburger Studentenzeitung[316]
- 10. November 1933: Aufruf zur Wahl „Deutsche Männer und Frauen“ in der Wahlnummer der Freiburger Studentenzeitung[317]
- 11. November 1933: Leipziger Rede auf der NSLB-Kundgebung in der Alberthalle[318]

Deutschlands Austritt aus dem Völkerbund diente Heidegger zur Verherrlichung von Adolf Hitler. Am Tag nach dessen Rede dazu, am 18. Mai 1933, propagierte er den Entschluss in seiner Eigenschaft als Rektor, in das Universitätsstadion übertragen:

„Der Kanzler des Reiches, unser großer Führer, hat gesprochen. Die anderen Nationen und Völker sollen jetzt entscheiden. Wir selbst sind entschieden. Wir sind entschlossen, den schweren Gang unserer Geschichte zu gehen, der von der Ehre der Nation und der Größe des Volkes gefordert ist. (…) Bereitschaft und Kameradschaft. Unserem großen Führer Adolf Hitler ein deutsches Sieg Heil.“

Die beiden universitätsinternen Texte, in denen Heidegger als Hitlers Laudator auftrat, setzten Hitler mit dem Sein und der Wirklichkeit des deutschen Volkes gleich. In Heidelberg sprach Heidegger am 30. Juni vom „Volkskanzler Hitler“, der das „neue Reich“ zur Wirklichkeit bringen werde. Dabei seien „christliche und humanisierende Vorstellungen“ durch einen Kampf zu überwinden, bei dem Hitler „als Bürge“ fungierte, wie A. Schwan in seiner akademischen Studie zum „Fall Heidegger“ kommentiert. Und in der Freiburger Studentenzeitung hieß es am 3. November: „Nicht Lehrsätze und ‚Ideen‘ seien die Regeln Eures Seins. Der Führer selbst und allein ist die heutige und künftige deutsche Wirklichkeit und ihr Gesetz. (…) Von nun an fordert jedwedes Ding Entscheidung und alles Tun Verantwortung.“ In seinem Aufruf am 10. November erweiterte Heidegger den Kreis der Adressaten über die Universität hinaus auf alle deutschen Männer und Frauen. Der Text ist nahezu wortgleich mit seiner Rede in Leipzig am Folgetag.

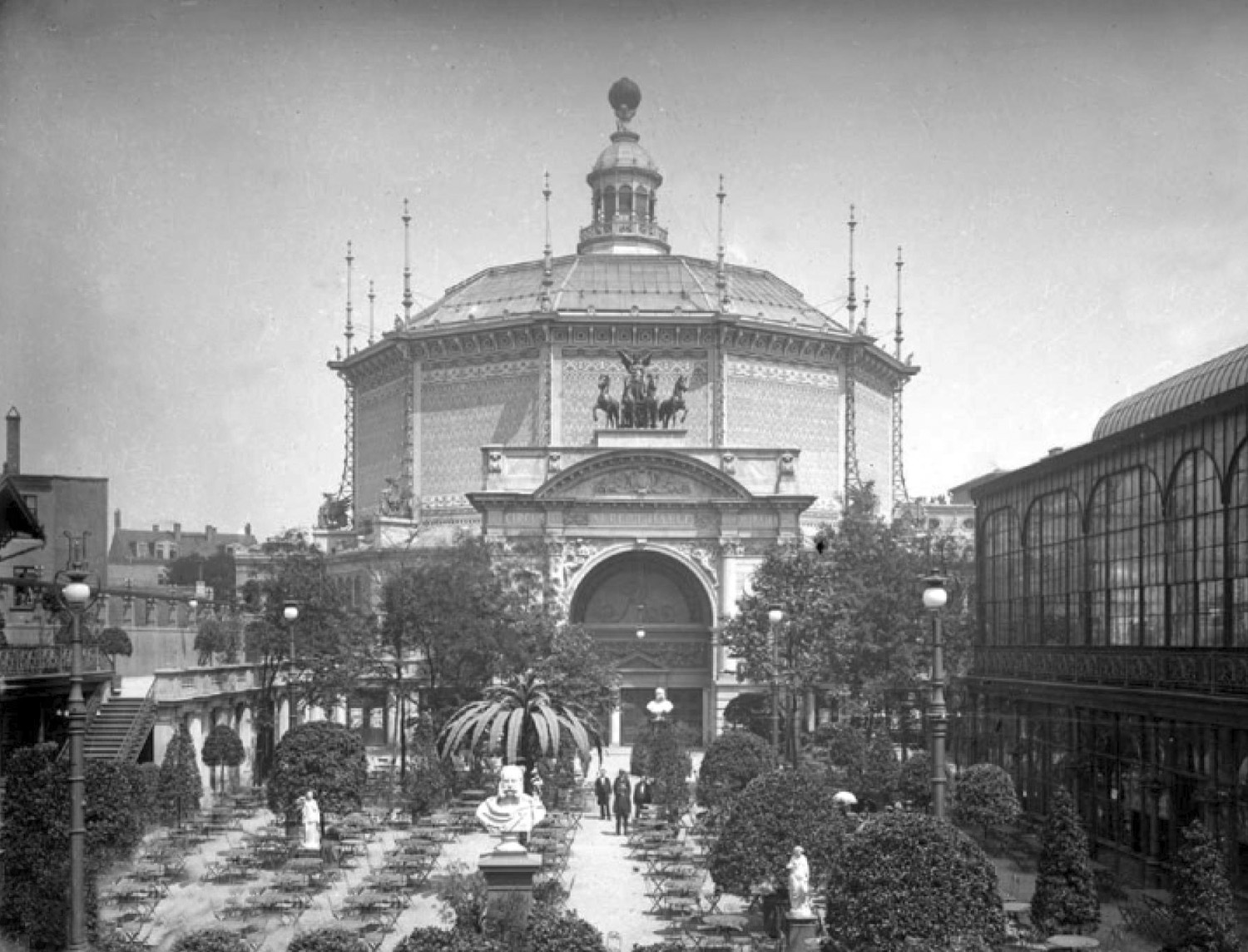
Die Alberthalle in Leipzig, in der die NSLB-Kundgebung zum „Bekenntnis der deutschen Professoren zu Adolf Hitler“ stattfand

Für den 11. November 1933 organisierte der Nationalsozialistische Lehrerbund (NSLB) Sachsen unter der Leitung des „Gauobmannes“ Arthur Göpfert in der Alberthalle in Leipzig eine Kundgebung zur Unterstützung des manipulierten Referendums, das per Einheitsliste („Ein Volk, ein Führer, ein 'Ja'“) am Tag darauf nachträglich Deutschlands im Oktober vollzogenen Austritt aus dem Völkerbund rechtfertigen sollte. Zu diesem Anlass initiierte Göpfert das Bekenntnis der deutschen Professoren zu Adolf Hitler. Die Kundgebung fand in Anwesenheit von mehreren tausend Zuhörern statt, zu denen neun Professoren sprachen und jenes Bekenntnis begründeten. Als erster der neun Redner hielt der mit Heidegger befreundete „Rassenhygieniker“ Eugen Fischer (s. o.) einen der Vorträge. Heidegger setzte dann Hitlers Entscheidung, aus dem Völkerbund auszutreten, in den Kontext der Begriffe des „Daseins“, des „völkischen Daseins“, des „Willens“, des „Daseinswillens“ und der „Wahrheit“:

„Deutsche Lehrer und Kameraden! Deutsche Volksgenossen und Volksgenossinnen! Das deutsche Volk ist vom Führer zur Wahl gerufen; der Führer aber erbittet nichts vom Volke, er gibt vielmehr dem Volke die unmittelbarste Möglichkeit der höchsten freien Entscheidung, ob das ganze Volk sein eigenes Dasein will, oder ob es dieses nicht will. Das Volk wählt morgen nichts Geringeres als seine Zukunft. (…) Diese letzte Entscheidung greift hinaus an die äußersten Grenzen des Daseins unseres Volkes. (…) Der Wille zur Selbstverantwortung ist jedoch nicht nur das Grundgesetz des Daseins unseres Volkes, sondern zugleich das Grundgeschehnis der Erwirkung seines nationalsozialistischen Staates. (…) Nicht Ehrgeiz, nicht Ruhmsucht, nicht blinder Eigensinn und nicht Gewaltstreben, sondern einzig der klare Wille zu unbedingter Selbstverantwortung im Ertragen und Meistern des Schicksals unseres Volkes forderte vom Führer den Austritt aus der ‚Liga der Nationen‘. (…) Das Volk gewinnt die Wahrheit seines Daseinswillens zurück (…). (…) Aus solchem Ursprung entsteht uns die Wissenschaft. Sie ist gebunden in die Notwendigkeit des selbstverantwortlichen völkischen Daseins. (…) Unser Wille zur völkischen Selbstverantwortung will, daß jedes Volk die Größe und Wahrheit seiner Bestimmung finde und bewahre. (…) Diesen Willen hat der Führer im ganzen Volk zum vollen Erwachen gebracht und zu einem einzigen Entschluss zusammengeschweißt. Keiner kann fernbleiben am Tage der Bekundung dieses Willens. Heil Hitler!“

Das Eröffnungswort von Göpfert und die neun Reden wurden im Anschluss als das Bekenntnis der deutschen Professoren zu Adolf Hitler von 961 Gelehrten unterzeichnet, ein Bekenntnis zur Subordination der Wissenschaftler unter Adolf Hitler. Heidegger, berichtete Karl Löwith, „liess die Freiburger Studenten geschlossen zum Wahlraum marschieren und dort en bloc ihre Jastimme zu Hitlers Entscheidung abgeben. (An andern Universitäten, wie in Marburg, konnte man noch mit Ja oder Nein wählen, obwohl die Wahl nur noch pro forma geheim war.)“ In philosophischer Hinsicht wird Heideggers Argumentation für den Austritt aus dem Völkerbund mitunter eher wohlmeinend als „auf die nationale Ebene gehobene These aus Sein und Zeit“ gedeutet, „daß dem Sich-einlassen auf andere die Sicherung des Eigensten vorauszugehen habe“. Safranski bezeichnet die Leipziger-Rede hingegen als „angewandte völkische Fundamentalontologie“. Heideggers politisches Engagement, so führte Theodor W. Adorno allgemein aus, „folgte aus einer Philosophie, die Sein und Führer identifiziert.“
Knapp drei Wochen nach der NSLB-Kundgebung in der Leipziger Alberthalle trat das NSDAP-Mitglied Heidegger am 1. Dezember 1933 auch dieser zweiten NS-Institution bei, der er angehörte, bis die Alliierten sie 1945 auflösten.

### Suspension der Ripuaria

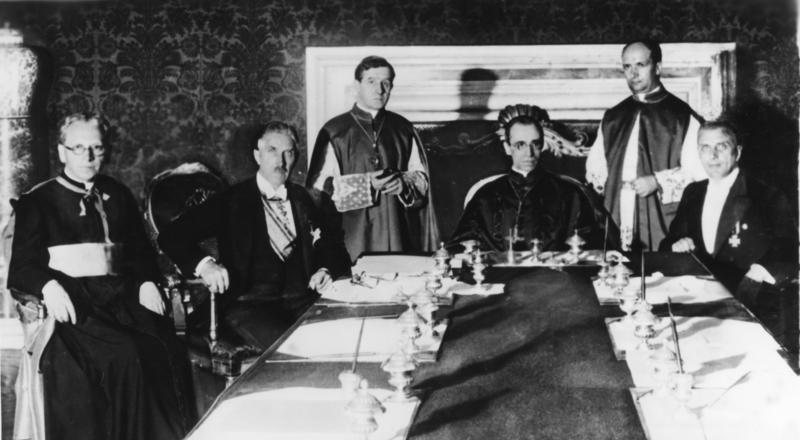
Konkordatsunterzeichnung in Rom am 20. Juli 1933

Am 27. Januar 1934 wurde die Katholische Deutsche Studentenverbindung Ripuaria Freiburg im Breisgau von dem Freiburger „Sturmführer“ und „Sturmbannadjutanten des NSDStB-Sturmbannes 6 der SA“, Heinrich von zur Mühlen, seit 1932 NSDAP-Mitglied, auf Veranlassung des „Reichsführers“ des Nationalsozialistischen Deutschen Studentenbundes (NSDStB) Oskar Stäbel „wegen bewußter Schädigung unserer nationalsozialistischen Bewegung“ suspendiert.
Vorausgegangen war der ehrengerichtliche Ausschluss des SA-„Scharführers“ Bernatz im November 1933 aus der Verbindung, den dieser nicht hinnehmen wollte: Am 17. Januar 1934 drang Bernatz mit einer Gruppe, darunter von zur Mühlen und der SA-Standartenführer Lenzen, in das Haus der Verbindung ein und beschlagnahmte die Akten. Auf Drängen des Leiters des Freiburger SA-Hochschulamtes wurde dann Stäbel aktiv. Doch dem Cartellverband (CV) der katholischen Verbindungen stand der Reichstagsabgeordnete Edmund Forschbach vor, und in Anbetracht des Reichskonkordats hob Stäbel mit Rücksicht auf dessen Zuständigkeit die Suspension am 31. Januar 1934 wieder auf, was den dadurch vorgeführten Studentenführer von zur Mühlen, der die Suspension offiziell erlassen hatte, zum Rücktritt veranlasste.
Daraufhin schrieb Heidegger am 5. Februar 1934 an Stäbel und setzte sich für seinen Parteigenossen ein: „Dieser öffentliche Sieg des Katholizismus gerade hier darf in keinem Falle bleiben. Es ist eine Schädigung der ganzen Arbeit, wie sie zur Zeit größer nicht gedacht werden kann. (…) Ich werde daher das Vorgehen des Studentenschaftsführers unbedingt decken. Man kennt katholische Taktik immer noch nicht. Und eines Tages wird sich das schwer rächen.“

### Rücktritt vom Rektorat
In einem Schreiben vom 14. April 1934 erklärte Heidegger dem Kultusminister Wacker, dass er sein Amt als Rektor zur Verfügung stellen werde. Es heißt darin, dass er „nach eingehender Prüfung der nunmehrigen Lage der Hochschulen“ zu der Überzeugung gelangt sei, zur „unmittelbaren (…) Erziehungsarbeit innerhalb der Studentenschaft und der jüngeren Dozentenschaft zurückkehren“ zu müssen. Verlauf und Gründe, die zu dieser Entscheidung führten, wurden in Heideggers Berichten teils abweichend voneinander dargestellt. Auch heute werden sie unterschiedlich bewertet.
Einigkeit herrscht darüber, dass ein Schreiben von Wacker, in dem er Heidegger zwei Tage zuvor aufgefordert hatte, Erik Wolf als Dekan zurückzuziehen, als der Anlass für den Brief vom 14. April auch jener für die dortige Ankündigung des Rücktritts war. Gemeinsam mit seinem bei der Amtsübernahme erst 31-jährigen bedingungslosen Gefolgsmann Wolf, 1933/34 noch ein überzeugter Nationalsozialist, hatte Heidegger vorher gegen seinen universitätsinternen Widersacher Walter Eucken versucht, den wie diesen ebenfalls NS-kritisch eingestellten Adolf Lampe als Nachfolger auf dem Lehrstuhl des 1933 emeritierten Nationalökonomen Karl Diehl zu verhindern. Und schon vorher waren durch Wolfs Umstrukturierung des juristischen Studienplans – die zur Einrichtung des SA-Dienstes und der Wehrsportlager hinzu kam – Konflikte mit der Gruppe der Verteidiger der alten Ordnung manifest geworden. Deshalb hatte Wolf am 7. Dezember 1933 seinen Rücktritt angeboten, was von Heidegger aber mit der Erklärung abgelehnt worden war, dass gemäß der neuen Hochschulverfassung das Vertrauen zum Rektor und nicht das zur Fakultät entscheidend sei. Als aber auch der Kultusminister und Dienstherr des Rektors sich gegen Wolf als Dekan stellte, gab Heidegger sein Amt umgehend auf. Da Wacker noch keinen Nachfolger hatte, ordnete er an, die Entscheidung vorerst geheim zu halten. Nachdem Heidegger jedoch davon erfuhr, dass Adolf Lampe inzwischen beim Ministerium Dienstaufsichtsbeschwerde gegen Wolf eingereicht hatte, wähnte er sich hintergangen und teilte seinen Entschluss am 23. April dem Kanzler und den Dekanen mit, die mit ihm ihre Ämter zur Verfügung stellten. Am 27. April 1934 wurden die Rücktritte vom Ministerium angenommen.
Gründe für den Rücktritt
Die tieferen Ursachen für das vorzeitige Ende des Rektorats werden allgemein im Scheitern der heideggerschen Konzeption betrachtet, eine Universität gemäß dem Führerprinzip leiten zu wollen, was sowohl in der Dozentenschaft wie bei den Studenten Unmut hervorgerufen und zur „Palastrevolte“ geführt hatte. Mit dem Freiburger SA-Hochschulamt lag er im Streit über das nationalsozialistische Programm der Wehrertüchtigung, das er als zu starken Eingriff in den Universitätsbetrieb betrachtete. Zu den erheblichen Spannungen innerhalb der Freiburger Universität kamen außer Konflikten mit dem Kultusministerium noch weitere Motive: Gemäß einer erst 1983 publizierten Fassung von Tatsachen und Gedanken sah Heidegger rückblickend im Scheitern des „Todtnauberger Lagers“ (s. o.), das als „Exempel“ für seine „nationalsozialistische Universitätsidee gedacht“ war, ein „‚eigentümliches Vorzeichen‘ für seinen Sturz.“ In dieser Version erhebt er auch den Vorwurf, dass „Kreise der Universität“, die sich sonst über die Nationalsozialisten empörten, „mit dem Ministerium und der es bestimmenden Gruppe“ konspiriert hatten, „um mich aus dem Amt hinauszudrängen.“ Mit der „Gruppe“ waren der Studentenfunktionär Scheel und der Frankfurter Rektor Ernst Krieck gemeint. Die bis zum Jahreswechsel 1933/34 in der NS-Hochschulpolitik bestehende „Trias Baeumler-Heidegger-Krieck“ hatte sich beim „Umkippen um die Jahreswende“ ins Gegnerische gewendet, was zu „primitiven Anpöbelungen“ geführt hatte, „die Heidegger durch Krieck in dessen Zeitschrift Volk im Werden seit dem Frühjahr 1934 widerfuhren“. Das wurde verschärft durch ein Gutachten über die heideggersche Philosophie, das sein einstiger Marburger Kollege Erich Jaensch, der sich im Bund mit Ernst Krieck und Alfred Rosenberg befand, im Februar 1934 auf Anfrage von Walter Groß erstellte, dem Gründer des später so genannten Rassenpolitischen Amtes der NSDAP. Denn eine Gruppe der Partei, die sich „spätestens seit dem Frühjahr 1934 formierte“, wollte Heidegger „nicht als 'Philosophen des Nationalsozialismus' gelten lassen“. Dass aber regimekritische Kreise der Universität mit dem NS-Ministerium gegen Heidegger gearbeitet hätten, ist unbelegt und hat scharfe Widerworte hervorgerufen.
Zweifel an Heideggers Version
Von Heideggers eigenen Darstellungen seines Rücktritts wurden auch weitere Teile aufgrund mangelnder Belege und fehlender Folgerichtigkeit bezweifelt. Neben dem Zeitpunkt – Heidegger gibt in Tatsachen und Gedanken an, dass er seinen Rücktritt schon im Februar 1934 erst Fehrle und dann Wacker gegenüber erklärt habe – richten sich die Einwände dagegen, dass das Ministerium nicht nur den Rücktritt von Wolf, sondern auch den von Heideggers Amtsvorgänger von Möllendorff gefordert haben soll, wofür es keine Anhaltspunkte gibt. Wackers Schreiben vom 12. April lasse sich „überhaupt nicht in Einklang mit Heideggers Version bringen“, so Hugo Ott, der als Resümee seiner Recherchen in den Archiven des badischen Ministeriums hinzufügt: „Auch die übrige Karlsruher Aktenlage stützt Heideggers Darstellung nicht im mindesten, im Gegenteil“. Zudem hat Heideggers Charakterisierung seines Vertrauten Wolf für die Jahre 1933/34 in der Forschung Widerspruch hervorgerufen. Dass auch Wolf der Partei nicht genehm gewesen wäre, entbehre der Logik: „Dies hätte vielleicht für Möllendorff gegolten, den Heidegger zum Dekan der Mediziner ernannt hatte, nicht aber für den damals noch glühend nationalsozialistischen und Heidegger treu ergebenen Rechtslehrer Erik Wolf.“ Wenn „Heidegger 1945 und später darauf abhob, er habe in Erik Wolf 1933 gewissermaßen einen Gegner des Nationalsozialismus zum Dekan ernannt, dann unterschiebt er den späteren Wolf.“ Die Einwände gegen Wolf seien nicht politischer Art gewesen.
Es lässt sich aber schließen, dass Heidegger selbst über sein Scheitern als Rektor „wohl tief enttäuscht war“: Er lehnte es mit einer formalen Begründung ab, an der traditionellen Rektoratsübergabe teilzunehmen. Sein Nachfolger wurde der von ihm zuvor als Dekan gegen Wolf ausgetauschte Jurist Eduard Kern. Kern war nicht einmal bereit, Heidegger als Dekan der Philosophischen Fakultät Freiburg zu akzeptieren. Heidegger habe "während seines Rektorats das Vertrauen der Freiburger Kollegen weitgehend eingebüßt", berichtete Kern dem Reichserziehungsministerium. Eine vertrauensvolle Zusammenarbeit mit ihm sei "vollkommen ausgeschlossen."
Das gescheiterte Rektorat wird heute als exemplarisch dafür betrachtet, dass eine Universität „mit dem Führerprinzip und dem Einhämmern einer politischen Ideologie nicht zu regieren“ sei. Mit Heideggers Rücktritt sei denn auch „nach dem Urteil vieler Zeitzeugen (…) eine relative Lockerung“ und mit dem neuen Rektor Kern seien „Ruhe und Ordnung“ eingetreten.

## Zur Frage des Rassismus

### Heidegger und die Philosophie im Nationalsozialismus
Ein bestimmtes Verhältnis Heideggers zu einer offiziellen „NS-Philosophie“ wird von Forschern inzwischen zurückgewiesen, da sie als solche nicht existiert habe und der Nationalsozialismus philosophisch vielmehr indifferent gewesen sei. Kein einziger Philosoph sei wegen seiner „philosophischen Lehrmeinungen auch ‚nur‘ ins Gefängnis oder ins Konzentrationslager“ gekommen, so G. Wolters. Auch eine klar festgelegte „antisemitische Doktrin“ habe es nicht gegeben. Allerdings war der Anspruch unter Philosophen, die sich als Mitglieder der NSDAP oder, seit der Aufnahmesperre vom Mai 1933, als Bewerber um die Mitgliedschaft, dazu berufen sahen, eine gültige NS-Philosophie zu formulieren, durchaus verbreitet, konnte aber nicht eingelöst werden: „Ob Heidegger oder Krieck, ob Rothacker, Baeumler oder Dingler – wer die Philosophie des Nationalsozialismus etablieren will, scheitert.“ Heidegger wird daher in der wissenschaftlichen Literatur ähnlich wie Carl Schmitt oder Hans Freyer zu den "gescheiterten Vordenkern" des Nationalsozialismus gezählt.
Verhältnis zu anderen Philosophen der NSDAP
Schon seit dem Beginn der 1920er Jahre pflegte Heidegger kollegialen Kontakt zu Erich Rothacker, der ebenfalls zu den Philosophen gehörte, die am letzten Tag vor der Beitrittssperre, dem 1. Mai 1933, der NSDAP beigetreten waren. Rothacker war vorübergehend Leiter der Abteilung „Volksbildung“ im Propagandaministerium von Joseph Goebbels und wurde im Oktober 1933 zum Dekan der Philosophischen Fakultät in Bonn ernannt. Zudem befand sich Heidegger zu Beginn der nationalsozialistischen Herrschaft in der „Trias“ (s. o.) mit dem Philosophen, Pädagogen und NSDAP-Mitglied Alfred Baeumler und dem NSDAP-Mitglied Ernst Krieck, der weder Abitur noch Studium vorweisen konnte und dennoch von den Nationalsozialisten zum Professor für Pädagogik und Philosophie ernannt worden war und nach der Machtergreifung Rektor in Frankfurt wurde: „jeder der drei“, sagt der Historiker H. Ott, „Heidegger, Baeumler und Krieck – wollte seinen Part spielen, gemeinsam wollten sie bestimmte Ziele im nationalsozialistischen Verständnis erreichen.“ Über Baeumler, der schon 1930 dem antisemitischen Kampfbund für deutsche Kultur beigetreten war, gab es auch Kontakt zu dessen Gründer Alfred Rosenberg, der später im Nürnberger Prozess gegen die Hauptkriegsverbrecher zum Tod verurteilt und 1946 hingerichtet wurde. Heidegger begegnete dem NS-Chefideologen Rosenberg zum ersten Mal spätestens im Mai 1934 bei der Eröffnungssitzung des Ausschusses für Rechtsphilosophie, in dem er bis 1936 tätig war. Im selben Jahr, 1934, war Rosenberg von Hitler persönlich zum „Beauftragten des Führers für die Überwachung der gesamten geistigen und weltanschaulichen Schulung und Erziehung der NSDAP“ ernannt und mit einer Dienststelle dafür ausgestattet worden, dem Amt Rosenberg.
Zu den zeitgleichen Parteigenossen unter den Philosophen gehörten auch Erich Jaensch, der später ein vernichtendes Gutachten zu Heidegger anfertigte, und Hans Heyse, der nach eigener Aussage in „langen, freundschaftlichen Aussprachen“ mit Heidegger im Frühjahr 1933 zu dem Schluss kam, ebenfalls am 1. Mai, dem letzten Tag vor der vierjährigen Beitrittssperre in die NSDAP einzutreten. Von 1933 bis 1935 Rektor in Königsberg, suchte Heyse „wie Heidegger bei den Griechen eine Antwort auf die Frage nach der Führung der künftigen Universität (und Deutschlands)“.
Zu den NS-Rassenideologien
Die heideggerschen Positionen zur Frage des Volkes und der Rasse im Verhältnis zu den vielfältigen rassenideologischen Konzeptionen zu bewerten, die im öffentlichen und akademischen Diskurs während der NS-Zeit debattiert und propagiert wurden, ist weiterhin eine Aufgabe der Forschung. Wie es keine klar festgelegte antisemitische Doktrin gab, war auch die NS-Rassenideologie nicht einheitlich. So habe Rosenberg gemeint, dass „Rassebewußtsein mit dem Prinzip der Ehre verknüpft“ sei, und Rothacker setzte die Rassentheorie in den Kontext der kulturellen „Lebensstiltheorie“, was mit dem sogenannten „Führergedanken“ vereinbar sei, da dieser innerhalb von „Staatsgedanke, Deutschtumsgedanke, Volksgedanke“ figuriere und das „nicht ohne innere Spannungen zu den übrigen Leitideen.“ Hitler habe 1933 „‚die dem nordischen Erbanteil entsprechende heroische Gesinnung und Weltanschauung‘ gegenüber ‚dem ausschließlich somatischen‘ deutlich hervorgehoben“. Entsprechend dazu blieb die NSDAP diesbezüglich zunächst „unentschieden und schwankend, um sich, spätestens im Jahr 1935, für die ‚nordische‘ Rassenlehre und gegen die Annahme einer ‚Deutschrasse‘ zu entscheiden“. Letztere Theorie meinte „ein Bluts- und Gesittungsgefüge, das aus einem Zusammenspiel mehrerer Rassen“ bestehe und der zufolge nicht hätte geklärt werden können, „warum nicht auch ‚Juden und Erbkranke‘ an der natürlichen Rassenassimilierung“ hätten teilhaben können. Die „nordische“ Rassenlehre dagegen basierte auf dem von A. de Gobineau und H. S. Chamberlain am Ende des 19. Jahrhunderts propagierten nationalrassistischen Antisemitismus, der zu dem Schlagwort der „arischen Abstammung“ führte.
Heideggers Position im Disput um die Rasse
Ungeachtet der parteipolitischen Entscheidungen blieb Heideggers Position in rassentheoretischen Fragen in jenem Zeitraum nach gegenwärtigem Kenntnisstand weitgehend konstant und lässt sich auf die von ihm selbst geprägte „kumulative Wendung“ (S. Kellerer) bringen: „‚nicht nur‘ Blut, ‚sondern auch‘ Geist“. Im Wintersemester 1933/34 dozierte er in der Vorlesung Vom Wesen der Wahrheit auch einige Kernsätze zu diesem Verhältnis:

„‚Blut und Boden sind zwar mächtig und notwendig, aber nicht hinreichende Bedingung für das Dasein eines Volkes. Andere Bedingungen sind Wissen und Geist, nicht als ein Nachtrag in einem Nebeneinander, sondern das Wissen bringt erst das Strömen des Blutes in eine Richtung und in eine Bahn, bringt erst den Boden in die Trächtigkeit dessen, was er zu tragen vermag; Wissen verschafft Adel auf dem Boden zum Austrag, was er zu tragen vermag.‘“

Das findet eine Parallele bezüglich der Frage der Rasse: eine notwendige, aber nicht hinreichende Bedingung für das Dasein eines Volkes.

„Rasse — was eine notwendige und sich mittelbar aussprechende Bedingung des geschichtlichen Daseins ist (Geworfenheit), das wird zur einzigen und hinreichenden nicht nur verfälscht – sondern zugleich als das, worüber gesprochen wird. Der 'Intellektualismus' dieser Haltung, das Unvermögen zu scheiden zwischen rassischer Erziehung und Theoretisieren über Rasse. Eine Bedingung wird zum Unbedingten aufgesteigert.“

Zur Martin Heideggers Rede vom 30. Januar 1934 – Nationalsozialismus und Revolution
Nach den in der Gesamtausgabe gemachten Angaben nahm Heidegger den ersten Jahrestag der nationalsozialistischen Machtergreifung, den 30. Januar 1934, zum Anlass, in einem Widerwort zu dem Schriftsteller Erwin G. Kolbenheyer, der am Tag zuvor in Freiburg dazu gesprochen hatte, u. a. dessen ausschließliche Fixierung auf die Bedeutung des Biologismus und der Evolution zu kritisieren (s. u.), da „zum geschichtlichen Sein“ die „Entscheidung zu einem bestimmten Seinwollen und Schicksal – Einsatz des Handelns, Verantwortung im Ertragen und Durchhalten, Mut, Zuversicht, Glaube, Opferkraft“ gehöre. Der von Heidegger in seiner Selbstdarstellung nach 1945 erhobene Anspruch, sich damit vom Nationalsozialismus distanziert zu haben, wird aber mit diversen Argumenten zurückgewiesen.
Heideggers Kritik am rein biologistischen Rassismus, auf die zahlreiche Gelehrte hinweisen, wird in der neueren Forschung als Ablehnung der pseudo-darwinistischen Elemente darin debattiert und erhält im Verhältnis zu diesbezüglichen Dogmen während der nationalsozialistischen Zeit eine relativierende Einordnung, der zufolge „der rassistische Antisemitismus als Kernelement der nationalsozialistischen Ideologie Biologisches und Seelisches stets in variablen Formen miteinander verquickte.“ In einem Brief an K. Bauch vom 30. Oktober 1936 äußert sich Heidegger zu der Entscheidung, neue Räume der Freiburger Universität durch den völkischen Maler Hans Adolf Bühler ausmalen zu lassen: „Ich fände es toll, wenn nun zu den gemalten Freiburger Dienstmännern noch eine an die Wände gepinselte Rassentheorie käme.“
Doxographie zur Frage des Biologismus bei Heidegger
Der Konflikt mit Baeumler, Krieck, Rosenberg und Jaensch
Die vor allem dem Zweck einer nationalsozialistischen Universitätsreform dienende Gemeinschaft mit Baeumler und Krieck zerbrach um die Jahreswende 1933/34 (s. o.).
Das wurde spätestens mit der Publikation des Artikels von Krieck öffentlich, in dem er über die heideggersche Philosophie äußerte, sie sei „ausgesprochener Atheismus und metaphysischer Nihilismus, wie er sonst vornehmlich von jüdischen Literaten bei uns vertreten worden ist“. Der erst durch seine nationalsozialistische Gesinnung promovierte Aufsteiger Krieck hatte „reihenweise abfällige Artikel über prominente Geisteswissenschaftler“ verfasst und reagierte hier auf eine Laudatio, die der Mediävist und überzeugte Nazi Hans Naumann auf Heideggers Werke in der Zeitschrift Muttersprache mit dem Tenor gehalten hatte, sie seien die philosophische Vollendung des germanischen Mythos.
Auch von anderer Seite wurde Heidegger heftig angegriffen: das von Walter Groß im Februar 1934 bei Jaensch angefragte Gutachten (s. o.), das dieser auch Krieck geschickt hatte, diente auf dessen Drängen dazu, Rosenberg zu veranlassen, es dafür zu benutzen, Heidegger als Leiter der Preußischen Dozentenakademie zu verhindern. Das Jaensch-Gutachten war „ein Produkt unglaublichen Pamphletierens, nicht zu überbieten die Primitivität des Argumentierens, der Herabwürdigung von Persönlichkeit und Philosophie Heideggers: Eine Berufung Heideggers zum Leiter der Akademie käme einer Katastrophe gleich.“ Jaensch schrieb darin u. a. Heidegger sei „von Juden, Halbjuden und Vertretern neuscholastischer, ausgeprägt katholischer Weltanschauung“ hochgelobt worden. Der Plan einer Dozentenakademie zerschlug sich bald und Baeumler, Krieck und Jaensch – letzterer Vertreter einer biologistischen Typenlehre – blieben weiterhin Gegner, da sie „ihn nicht als den ‚Philosophen des Nationalsozialismus‘ gelten lassen wollten.“

### Äußerungen zum Judentum
Wie schon während des Ersten Weltkrieges und der 1920er Jahre verfasste Heidegger auch in der NS-Zeit diverse Texte, die später den Anlass zur Debatte gegeben haben, ob er Antisemit war. Die Debatte erhielt 2014 durch die Publikation der sogenannten Schwarzen Hefte und eines unveröffentlichten Zitates aus der Vorlesung „Geschichte des Seyns“ eine neue Dimension. Eine diesbezüglich relevante Notiz findet sich auch nach dem Ende der NS-Herrschaft.
„Weltjudentum“
Bereits aus dem Jahr 1932 ist eine Bemerkung überliefert, die bis zur Publikation der Schwarzen Hefte eher isoliert erschien, durch Notizen darin dann aber einige Bestätigung erhielt. In einem Gespräch mit Karl Jaspers, in dem dieser „über den bösartigen Unsinn der Weisen von Zion“ sprach, habe ihm Heidegger geantwortet: „Es gibt doch eine gefährliche internationale Verbindung der Juden.“ Diese Bemerkung wird inzwischen in einem Kontext mit Heideggers Aussagen zum Weltjudentum in den Schwarzen Heften gelesen. Denn, so legt Peter Trawny dar, mit „dieser weit verbreiteten Tendenz, den Juden eine heimatlose bzw. kosmopolitische Lebensweise zuzuschreiben, tritt der Feind auf, der auf internationaler Ebene ungreifbar Krieg führt“. So heißt es einmal bei Heidegger:

„Das Weltjudentum, aufgestachelt durch die aus Deutschland herausgelassenen Emigranten, ist überall unfaßbar und braucht sich bei aller Machtentfaltung nirgends an kriegerischen Handlungen zu beteiligen, wogegen uns nur bleibt, das beste Blut der Besten des eigenen Volkes zu opfern.“

Das „Weltjudentum“ oder das „internationale Judentum“ erscheint zudem in dem „Phantasma einer internationalen jüdischen Verschwörung“ (D. F. Krell), indem es die bolschewistische Sowjetunion wie auch NS-Deutschland manipuliere. In einer der Überlegungen der Schwarzen Hefte heißt es dazu: „die imperialistisch-kriegerische und die menschheitlich-pazifistische Denkweise“ – also sowohl die Denkweise der totalitären Staaten wie die der Demokratien – gehören der Metaphysik an, und „daher kann sich auch beider das internationale Judentum bedienen, die eine als Mittel für die andere ausrufen und bewerkstelligen – diese machenschaftliche 'Geschichts'-mache verstrickt alle Mitspieler gleichermaßen in ihre Netze.“ Zu Beginn des Zweiten Weltkriegs, im November 1939, spricht Heidegger in einem Brief noch von einem anderen Krieg: „Ich glaube, wir sind erst am Anfang dessen, was uns dieser unsichtbare Krieg bringen wird“. Durch Vergleiche mit einschlägigen Texten bezeichnet S. Kellerer diesen Begriff als einen vom Nationalsozialismus übernommenen „Gemeinplatz des Antisemitismus“, da es sich um die Art des Krieges handele, die dem „Weltjudentum“ zugeschrieben worden sei.

Die Rolle des Weltjudentums, so notiert es Heidegger 1940, sei jedoch „keine rassische, sondern die metaphysische Frage nach der Art von Menschentümlichkeit, die schlechthin ungebunden die Entwurzelung alles Seienden aus dem Sein als ‚weltgeschichtliche‘ Aufgabe übernehmen kann.“ In ebenfalls privaten Aufzeichnungen der Jahre 1938–1940, erst 1998 publiziert und „Geschichte des Seyns“ genannt, äußert sich Heidegger zum Wesen der Verbrecher, die er „planetarische Hauptverbrecher“ nennt, wobei er zunächst das „Planetarische“ definiert.

„Das 'Planetarische' meint den Bezug des Machtwesens auf das Ganze der Erde, so zwar, daß dieser Bezug nicht Ergebnis einer Ausweitung ist, sondern der Beginn einer eigenartigen Erdherrschaft.“

Umstritten ist der folgende Absatz, weil in den ersten beiden Auflagen des Bandes der Satz mit der „Vorbestimmung der Judenschaft für das planetarische Verbrechertum“ gestrichen wurde, was erst in der dritten Auflage, 2015, wieder eingefügt wurde (s. u.):

„Die planetarischen Hauptverbrecher sind sich ihrem Wesen nach zufolge ihrer unbedingten Knechtschaft gegenüber der unbedingten Ermächtigung der Macht völlig gleich. Historisch bedingte und als Vordergrund sich breitmachende Unterschiede dienen nur dazu, das Verbrechertum ins Harmlose zu verkleiden und gar noch sein Vollbringen als ‚moralisch‘ notwendig im ‚Interesse‘ der Menschheit darzutun. Zu fragen wäre allerdings, worin die eigentümliche Vorbestimmung der Judenschaft für das planetarische Verbrechertum begründet ist. Die planetarischen Hauptverbrecher der neuesten Neuzeit, in der sie erst möglich und notwendig werden, lassen sich gerade an den Fingern einer Hand abzählen.“

In seiner ursprünglichen Deutung, so argumentiert der Herausgeber der ersten Auflage, Peter Trawny, habe er die „Judenschaft“ in dem gestrichenen Satz als Opfer des „planetarischen Verbrechertums“ gesehen, welches dagegen von Hitler und Stalin repräsentiert werde. Im Jahr 2014, nach der Veröffentlichung der u. a. auch von ihm als antisemitisch gewerteten Zitate der Schwarzen Hefte, machte Trawny den gestrichenen Satz bekannt und räumte eine zweite Lesart ein, nach der nun auch die „Judenschaft“ selbst als Verbrecher in dem Zitat infrage kommt, was durch eine Aussage bekräftigt werde, in der Heidegger vom Grauen der „bolschewistischen Mordkeller“ gemäß Berichten darüber spricht, wobei, so Trawny, Heidegger meinte, „dass das ‚Weltjudentum‘ die Schlüsselpositionen der Bolschewisten besetze.“ Auch Th. Kisiel plädiert dafür, dass Hitler und Stalin wie auch „eine weltweite jüdische Kabale (…), die hinter den Kulissen arbeitet“ als „planetarische Hauptverbrecher“ infrage kommen. Dagegen wurde eingewendet, dass „klar sein“ dürfte, „daß Heidegger hier dem Judentum zuspricht, für das planetarische Verbrechertum vorbestimmt gewesen zu sein, also selbst als Hauptverbrecher aufzutreten.“ Heidegger habe Juden damit in perfider Weise als solche betrachtet, wofür auch sein Satz von „der Macht des überall unfaßbaren Weltjudentums“ spreche.
Innerer Feind des Volkes
In der Vorlesung „Vom Wesen der Wahrheit“, im Wintersemester 1933/34 gehalten, doziert Heidegger bezüglich des Fragmentes 53 von Heraklit über den Kampf, den er im Sinne des Krieges, polemos, verstanden wissen will, gibt eine Definition des Feindes eines Volkes und hebt dessen Notwendigkeit hervor:

„Feind ist derjenige und jeder, von dem eine wesentliche Bedrohung des Daseins des Volkes und seiner Einzelnen ausgeht. Der Feind braucht nicht der äußere zu sein, und der äußere ist nicht einmal immer der gefährlichere. Und es kann so aussehen, als sei kein Feind da. Dann ist die Grunderfordernis, den Feind zu finden, ins Licht zu stellen oder gar erst zu schaffen, damit dieses Stehen gegen den Feind geschehe und das Dasein nicht stumpf werde. Der Feind kann in der innersten Wurzel des Daseins eines Volkes sich festgesetzt haben und dessen eigenem Wesen sich entgegenstellen und zuwiderhandeln. Um so schärfer und härter und schwerer ist der Kampf, denn dieser besteht ja nur zum geringsten Teil im Gegeneinanderschlagen; oft weit schwieriger und langwieriger ist es, den Feind als solchen zu erspähen, ihn zur Entfaltung zu bringen, ihm gegenüber sich nichts vorzumachen, sich angriffsfertig zu halten, die ständige Bereitschaft zu pflegen und zu steigern und den Angriff auf weite Sicht mit dem Ziel der völligen Vernichtung anzusetzen.“

Diese heideggersche Definition des inneren Feindes eines Volkes und das Ziel auf weite Sicht der völligen Vernichtung werden ganz überwiegend als Rassismus oder speziell als Antisemitismus gewertet. Denn ohne „explizit auf die Juden bezogen zu sein“, werden darin „zentrale Denkfiguren des antiassimilatorischen Antisemitismus“ reproduziert, die „im Herbst 1933 entsprechend verstanden worden sein dürften“. Mit dem Feind „in der innersten Wurzel des Daseins eines Volkes“ sei, im Sinn der Lingua Tertii Imperii, der „Parasit“ gemeint, und diesen „zu finden, ins Licht zu stellen“, entspreche dem, „was der Gestapo als neue Mission anvertraut war: der Gegnerforschung.“ In der Bejahung dessen, dass der wahre Feind im Inneren des Volkes liege, folge er Hitler, und die Befürwortung, diesen Feind erst zu schaffen, sei „atemraubender Zynismus“. Eingedenk der „antisemitischen Ahnenforschung der jüdisch-christlichen Verdeckung des griechischen Wahrheitsbegriffes gemäß Heidegger“ sei es ausgeschlossen, dass jene Zitate für ihn ein Missgeschick gewesen seien. „Im Kontext des Jahres 1933/34 musste Heidegger klar sein, was er tat, indem er so sprach: er hetzte.“ Er zeige sich hier als „Erz-Nazi“, der „ohne den geringsten äußersten Zwang bei seiner eigensten Tätigkeit (…) zur völligen Vernichtung eines sich parasitär im Dasein des Volkes festsetzenden Feindes aufruft.“
Jüdische „Bodenlosigkeit“, „leere Rationalität“ und „Geldmacherei“

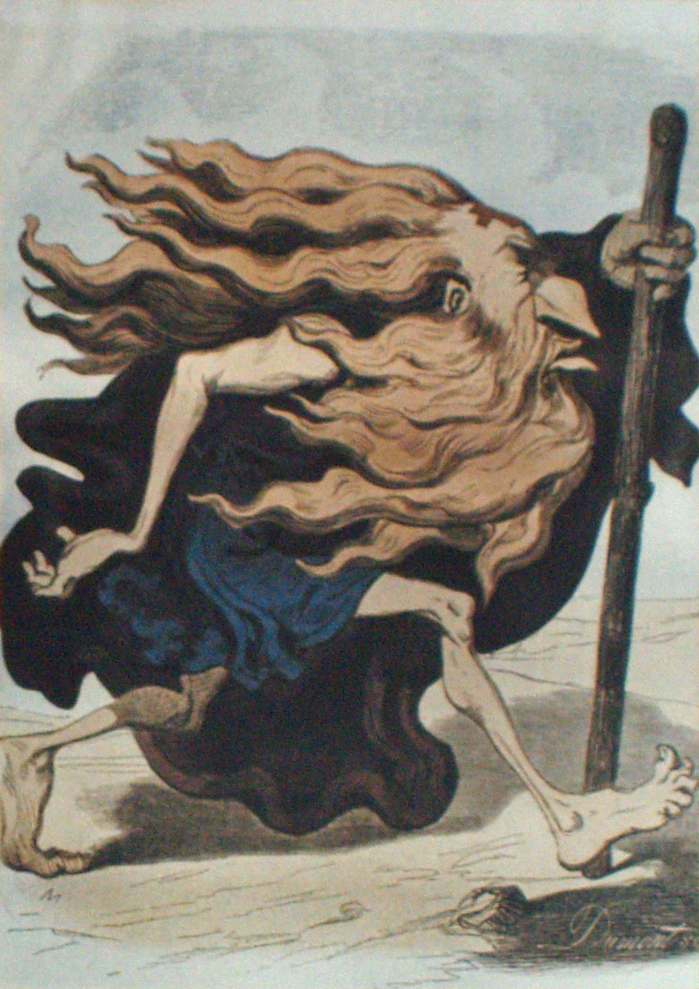
Der wandernde Ewige Jude, farbiger Holzschnitt von Gustave Doré, 1852, Reproduktion in einer Ausstellung in Yad Vashem, 2007

In derselben Vorlesung, das „Wesen der Wahrheit“, definierte Heidegger das Dasein des Volkes in Bezug auf die Begriffe Blut und Boden und Wissen und Geist mit der Formel, dass Blut und Boden mächtig und notwendig seien, aber nicht hinreichende Bedingung für das Dasein eines Volkes. (s. o.) Und die Wendung „Blut und Rasse werden zu Trägern der Geschichte“ klinge wie Propaganda, so T. Rockmore.
Dagegen wird in den Schwarzen Heften die „Bodenlosigkeit“ gesetzt, die explizit als „Judentum“ benannt wird, und die statt des „Seyns“ die leere Berechnung betreibe:

„Sobald das Geschichtslose sich ‚durchgesetzt‘ hat, beginnt die Zügellosigkeit des ‚Historismus‘ –, das Bodenlose in den verschiedensten und gegensätzlichsten Gestalten gerät – ohne sich als gleichen Unwesens zu erkennen – in die äußerste Feindschaft und Zerstörungssucht. Und vielleicht ‚siegt‘ in diesem ‚Kampf‘, in dem um die Ziellosigkeit schlechthin gekämpft wird und der daher nur das Zerrbild des ‚Kampfes‘ sein kann, die größere Bodenlosigkeit, die an nichts gebunden, alles sich dienstbar macht (das Judentum). Aber der eigentliche Sieg, der Sieg der Geschichte über das Geschichtslose, wird nur dort errungen, wo das Bodenlose sich selbst ausschließt, weil es das Seyn nicht wagt, sondern immer nur mit dem Seienden rechnet und seine Berechnungen als das Wirkliche setzt. […] Eine der verstecktesten Gestalten des Riesigen und vielleicht die älteste ist die zähe Geschicklichkeit des Rechnens und Schiebens und Durcheinandermischens, wodurch die Weltlosigkeit des Judentums gegründet wird.“

Die Kritik an diesem Satz von 1937 sieht darin überwiegend den Typus des „Schacherjuden“, der „in jedem Antisemitismus eine der vertrautesten Figuren des Judentums repräsentiert“. In der Verteidigung des Philosophen wird dagegen die „zähe Geschicklichkeit des Berechnens, des Schiebens und des Durcheinandermischens“ auch als höchstens „kultureller Antisemitismus“ bewertet, als eine „Art des Zugeständnisses an den Zeitgeist.“ Doch noch in einer anderen Notiz der Schwarzen Hefte konnotiert Heidegger das Judentum mit dem Berechnenden, das die Macht der Juden steigere, wobei er zu den letzteren auch den 1886 zum Christentum konvertierten Edmund Husserl zählt:

„Die zeitweilige Machtsteigerung des Judentums aber hat darin ihren Grund, dass die Metaphysik des Abendlandes, zumal in ihrer neuzeitlichen Entfaltung, die Ansatzstelle bot für das Sichbreitmachen einer sonst leeren Rationalität und Rechenfähigkeit, die sich auf solchem Wege eine Unterkunft im 'Geist' verschaffte, ohne die verborgenen Entscheidungsbezirke von sich aus je fassen zu können. Je ursprünglicher und angfänglicher die künftigen Entscheidungen und Fragen werden, um so unzugänglicher bleiben sie dieser 'Rasse.' (So ist Husserls Schrift zur phänomenologischen Betrachtung unter Absetzung gegen die psychologische Erklärung und historische Verrechnung von Meinungen von bleibender Wichtigkeit – und dennoch reicht sie nirgends in die Bezirke wesentlicher Entscheidungen …)“

Und schon am 22. Mai 1922 hatte Heidegger privat geschrieben (publiziert erst 2013): „Diese Juden schrecken vor lauter Geldmacherei vor nichts zurück“. Auch diese Aussage, sagt S. Kellerer, füge sich „ein in die Reihe der inzwischen bekannten zahlreichen antisemitischen Äußerungen Heideggers, die längst nicht mehr, d. h. nicht erst seit der (…) Diskussion um die Schwarzen Hefte als Gelegenheitsäußerungen eines ‚antijudaischen Ressentiments‘ abgetan werden können.“ Als Resümee der Zitate zu „Juden und Schiebern“ (1920, s. o.), zum „Rechnen und Schieben“ von Juden und zu ihrer „leeren Rationalität und Rechenfähigkeit“ sieht der Herausgeber der Schwarzen Hefte darin einen von drei Typen des Antisemitismus bei Heidegger, den dieser „philosophisch erschreckend weit ausinterpretiere.“
Gemäß S. Vietta dagegen habe Heidegger in Juden zwar den „‚rechnenden Geist‘ am Werk gesehen“, doch „dabei völlig übersehen, dass Juden in bestimmte Berufe gedrängt worden seien.“ Daher sei seine Kritik „Zivilisationskritik, kein Rassismus.“ Das erhält eine gewisse Bestätigung durch Heideggers Widerspruch zu Rosenberg, in seinem „zweiten Hauptwerk“ geäußert, Beiträge zur Philosophie, das zwischen 1936 und 1938 verfasst, jedoch erst 2003 veröffentlicht wurde. Rosenbergs schlichte und für Heideggers Denken inakzeptable Teilung in einen technischen Geist der nordischen Rasse und einen spekulativen jüdischen Geist wird darin mit harschen Worten zurückgewiesen:

„Der reine Blödsinn zu sagen, das experimentelle Forschen sei nordisch-germanisch und das rationale dagegen fremdartig! Wir müssen uns dann schon entschließen, Newton und Leibniz zu den ‚Juden‘ zu zählen.“

Doxographie zur Bedeutung von „Blut und Boden“ bei Heidegger
Lingua Tertii Imperii
Wie schon in der Rektoratsrede (s. o.) verwendete Heidegger auch in anderen Texten „ideologische Signalwörter“, teils noch „aus der soldatischen Kampfsprache, aus der Propagierung einer autoritär gedachten Gemeinschaftslehre und aus dem großen Vorrat tradierter nationaler Wertbegriffe“, dann aber auch Begriffe der Sprache des Nationalsozialismus, Lingua Tertii Imperii, wobei „es sich hier nicht um bloße 'Einsprengsel' oder gar vollkommene Fremdwörter in der heideggerschen Sprache“ handelte. Die Forschung thematisiert neben „Weltjudentum“ noch weitere Begriffe.
„Rasseprinzip“, „Entrassung“ „Rassenpflege“
In einer Notiz der Überlegungen der „Schwarzen Hefte“ schreibt Heidegger „den Juden“ das „Rasseprinzip“ zu und verwendet den aus Hitlers Mein Kampf stammenden Begriff „Entrassung“.

„Die Juden ‚leben‘ bei ihrer betont rechnerischen Begabung am längsten schon nach dem Rasseprinzip, weshalb sie sich auch am heftigsten gegen die uneingeschränkte Anwendung zur Wehr setzten. Die Einrichtung der rassischen Aufzucht entstammt nicht dem Leben selbst, sondern der Übermächtigung des Lebens durch die Machenschaft. Was diese mit solcher Planung betreibt, ist eine vollständige Entrassung der Völker durch die Einspannung derselben in die gleich gebaute und gleichschnittige Einrichtung alles Seienden. Mit der Entrassung geht eine Selbstentfremdung der Völker ineins – der Verlust der Geschichte – d. h. der Entscheidungsbezirke zum Seyn.“

Aufgrund der Datierung auf 1939 kurz vor den Zweiten Weltkrieg werden als Hintergrund für diese Aussage die Nürnberger Gesetze von 1935, die Reichspogromnacht vom 9. November 1938, die Zerstörung der direkt neben dem Universitätsgebäude befindlichen Freiburger Synagoge am Morgen darauf und schließlich die Deportation von jüdischen Bewohnern Freiburgs in das Konzentrationslager Dachau und das Internierungslager Gurs betrachtet. Eingedenk dieser öffentlichen gewalttätigen Maßnahmen gegen jüdisches Leben in Deutschland fragt Peter Trawny: „Ist es möglich, dass Heidegger mit der 'uneingeschränkten Anwendung' des 'Rasseprinzips' die Gewalt meint?“ und folgert: „die Erfindung des Rassedenkens wird seinsgeschichtlich kontextualisiert“. Das Zitat belege bei Heidegger einen Typus des Antisemitismus, der als 'rassisch' oder 'rassistisch' bezeichnet werden könne. Auch „verschwörungstheoretische Züge“ mit Juden als den Beförderern der Seinsverlassenheit wurden in dem Zitat erkannt. Im Widerspruch dazu wird aber darauf hingewiesen, dass die Notiz „im Kontext der Kritik an der 'Machenschaft'“ formuliert sei. Heidegger „kritisiert also nicht Juden an sich oder als Rasse, sondern in bestimmten zivilisatorischen Funktionsabläufen. Im Gegensatz zum Rassismus erkennt und brandmarkt Heidegger das Rassedenken selbst als eine Form der 'Machenschaft'.“
In den „Beilagen zu: Koinon“ – aus den Aufzeichnungen „Die Geschichte des Seyns“, zwischen 1938 und 1940 verfasst, doch erst 1998 publiziert – heißt es: „Die Rassenpflege ist eine notwendige Maßnahme, zu der das Ende der Neuzeit drängt. Ihr entspricht die schon im Wesen der ‚Kultur‘ vorgezeichnete Einspannung dieser in eine ‚Kulturpolitik‘, die selbst nur Mittel der Machtermächtigung bleibt.“ Dagegen wiederum einschränkend sei der „Rassegedanke“, so Heidegger in den Aufzeichnungen „Zu Ernst Jünger“ von 1939/1940, „nur auf dem Boden der Subjektivität möglich“, ein „technisch-subjektivitätsmäßiger Begriff“
„Nicht-Arier“, „arische Abstammung“, „Halbjude“
Auch die rassenideologischen NS-Termini „Nichtarier“, „nicht-arische Abstammung“ und „arische Abstammung“ fanden Eingang in Heideggers Vokabular. So ließ er als Rektor in der Freiburger Studentenzeitung verlautbaren, was das GWB vorschreibe:

„Jüdische Studierende obiger Anordnung sind Studierende nicht-arischer Abstammung im Sinne des § 3 der 1. Verordnung zur Durchführung des Gesetzes zur Wiederherstellung des Berufsbeamtentums vom 11. April 1933. Das Verbot der Gewährung von Vergünstigungen findet also auch auf solche Studierende nichtarischer Abstammung Anwendung, die aus Ehen stammen, bei denen ein Elternteil und zwei Großeltern arischer Abstammung sind und deren Väter im Weltkriege an der Front für das Deutsche Reich und seine Verbündeten gekämpft haben. Von dem Verbot ausgenommen sind nur solche Studierende nicht-arischer Abstammung, die selbst Frontkämpfer gewesen sind oder deren Väter im Weltkriege auf deutscher Seite gefallen sind. Der Rektor.“

Ähnlich in einem Brief an die Dekane der Freiburger Universität, in dem Heidegger zu Unterschriften für das Bekenntnis der deutschen Wissenschaftler für Adolf Hitler aufrief und, wie vor ihm schon der NSLB-Funktionär Arthur Göpfert, der Organisator der Leipziger Veranstaltung (s. o.), noch hinzufügte: „Es bedarf keines besonderen Hinweises, dass Nichtarier auf dem Unterschriftenblatt nicht erschienen sollen.“ Unter anderem wegen dieser Einschränkung verweigerten Gerhard Ritter und andere Freiburger Professoren ihre Unterschriften. Nach seinem Rücktritt als Rektor beklagt Heidegger am 7. Februar 1935 in einem Brief an Kurt Bauch, dass „für die nächsten Jahrzehnte an den Universitäten und durch sie nichts mehr entschieden“ werde, sie der „Selbstvernichtung“ entgegen gehen und überdies jene fehlen würden, die sich für den Nationalsozialismus einsetzen.

„Zwar kenne ich Ihr ‚Publikum‘ nicht; aber ich fürchte, auch Sie lesen und mühen sich ab vor jenen, die von vornherein gewillt sind, nicht für den Nationalsozialismus zu arbeiten – Versprengte Juden, Halbjuden, sonst Mißglückte, Jesuiten und Schwarze in Laiengestalt und einige Schöngeister. – Aber vielleicht ist es ein Irrtum zu meinen, es gebe außerdem noch Etwas, was eine rechte Hörerschaft darstellen könnte.“

Der von Heidegger hier bereits Anfang 1935 verwendete Begriff Halbjude, der, wie C. Schmitz-Berning darlegt, auf den „fanatischen Antisemiten Eugen Dühring“ zurückging, kam auch in den Nürnberger Gesetzen vom September und dem einschlägigen Zusatz der Ersten Verordnung vom 14. November 1935 selbst nicht vor (dort heißt es „jüdischer Mischling“) und war im Duden erst ab der Auflage von 1941 verzeichnet. Und S. Kellerer weist darauf hin, dass „Heideggers antisemitische und rassistische Andeutungen“ seinen Briefpartner Bauch aufgrund einer ähnlichen Geisteshaltung nicht gestört haben dürften. Mit der Bemerkung gegenüber Bauch habe Heidegger zudem „unverblümt verraten“, was er von „‚jüdischer‘ Intelligenz“ halte, so Dieter Thomä. Im selben Jahr äußerte Heidegger in einer Vorlesung aber auch, dass, wenn Spinozas Philosophie jüdisch sei, dasselbe auch für die Philosophie von Leibniz bis Hegel gelte.
„Geist der Rachsucht“
Nach dem Zweiten Weltkrieg, gegen Ende der US-amerikanischen Aufklärung der deutschen Bevölkerung über die nationalsozialistischen Verbrechen, beklagt Heidegger 1948 eine „Rachsucht“, deren Ziel es sei, „die Deutschen geistig und geschichtlich auszulöschen.“ Es folgt: „Man mache sich nichts vor. Ein alter Geist der Rache geht um die Erde“, wo aber gerade „der Deutsche allein […] das Sein ursprünglich neu dichten und sagen“ könne. Gemäß der Exegese von Donatella di Cesare, spricht Heidegger in dem Zitat vom Judentum als alttestamentarischer Religion der Vergeltung. Auch Ch. Fuchs, T. Fischer, M. N. Lorenz, E. Blum und S. Kellerer folgen der Deutung der spezifisch „jüdischen ‚Rachsucht‘“ in dem Zitat. S. Kellerer verweist in diesem Kontext zudem darauf, dass Heidegger in einem Brief vom 23. Juni 1949 an Ernst Jünger „mit Blick auf einen 'jüdischen Emigranten' warnt: 'Wir dürfen der fortbestehenden aber inzwischen schlauer gewordenen Rachsucht nicht das letzte zum Fraß vorwerfen: wir müssen im eigentlichen unangreifbar bleiben.'“
Doxographie zur Frage des Antisemitismus bei Heidegger

### Zum Verhältnis zu Edmund Husserl

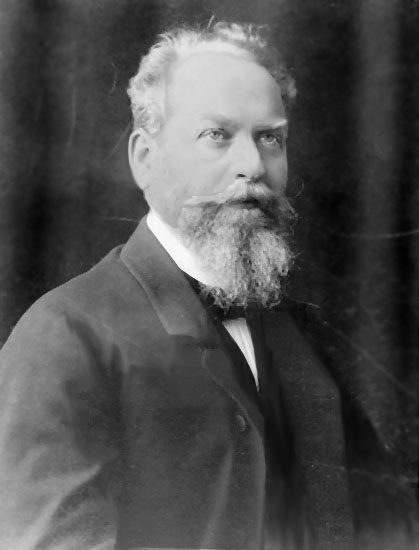
Edmund Husserl (1900)

Heideggers Lehrer und Vorgänger auf dem Freiburger Lehrstuhl für Philosophie, der 1886 vom Judentum zum Christentum konvertierte Edmund Husserl, wurde am 6. April 1933 durch Robert Wagners „Judenerlass“ als Professor der Freiburger Universität vom Rektor Joseph Sauer beurlaubt, was er als größte Kränkung seines Lebens empfand. Nach dem „Frontkämpferprivileg“ im tags darauf erlassenen GWB war Wagners Erlass in diesem Punkt aber sofort überholt, und so hob der badische Kultusminister Wacker die Beurlaubung am 28. April 1933 wieder auf (s. o.).
Am Tag darauf schrieb Elfride Heidegger an Husserls Ehefrau Malvine, auch in Heideggers Namen, und dankte den Husserls für die „Güte und Freundlichkeit“ seit 1918 und für die „Opferbereitschaft“ ihrer Söhne – der jüngere war im Ersten Weltkrieg vor Verdun gefallen, der ältere, der spätere Rechtsprofessor Gerhart Husserl, war ebenfalls aus „rassischen“ Gründen aus dem Universitätsdienst entlassen worden, obgleich auch er unter das „Frontkämpferprivileg“ fiel. Heideggers Ehefrau sah deshalb darin einen bloßen Übergriff untergeordneter Stellen und sagte, es sei „im Sinne dieses neuen (harten, vom deutschen Standpunkt vernünftigen) Gesetzes, wenn wir uns bedingungslos und in aufrichtiger Ehrfurcht zu denen bekennen, die sich in der Stunde der höchsten Not auch durch die Tat zu unserem deutschen Volk bekannt haben.“ In einem Antwortbrief erklärte Malvine Husserl nach kurzem Dank „die Beziehung zwischen den beiden Familien für beendet.“ Ab dem Sommer 1933 hätte Husserl zwar wieder Vorlesungen halten können, wollte es unter diesen Umständen aber nicht.
Etappen der Distanzierung
Im Jahr 1927 hatte Heidegger seinem einstigen Lehrer Husserl zwar sein Hauptwerk Sein und Zeit „in Verehrung und Freundschaft“ gewidmet, doch hatte bereits eine Distanzierung stattgefunden. Schon vier Jahre zuvor hatte er an Jaspers geschrieben: „Husserl ist gänzlich aus dem Leim geraten – wenn er überhaupt je ‚drin‘ war – was mir in der letzten Zeit immer fraglicher geworden ist – er pendelt hin und her und sagt Trivialitäten, dass es einen erbarmen möchte. Er lebt von der Mission des ‚Begründers der Phänomenologie‘. Kein Mensch weiß, was das ist …“ Seit Heideggers Übernahme des Lehrstuhls von Husserl in Freiburg, 1928, löste sich das enge kollegial-freundschaftliche Verhältnis zwischen beiden auch sichtlich auf und begrenzte sich auf seltene Begegnungen. Husserl zum Jahr 1928:

„‚Unser Verkehr nach Antritt seiner Stelle dauerte etwa zwei Monate lang, dann war er, in aller Friedlichhkeit vorbei. Er entzog sich auf einfachste Weise jeder Möglichkeit wissenschaftlicher Aussprache, offenbar für ihn eine unnötige, unerwünschte, unbehagliche Sache. – Ich sehe ihn alle paar Monate einmal.‘“

In einem Brief an seinen Schüler Dietrich Mahnke vom 4. Mai 1933 bezeichnete Husserl dann Heideggers „(ganz theatralisch) am 1. Mai öffentlich vollzogenene[n] Eintritt in die nationalsozialistische Partei“ als „Abschluss einer vermeintlichen philosophischen Seelenfreundschaft“. Heidegger habe ihn von seinen Schülern am schwersten enttäuscht. Husserl nannte Heidegger nun explizit einen Antisemiten, dessen Einstellung auch gegenüber seinen jüdischen Schülern und Fakultätskollegen „in den letzten Jahren immer stärker zum Ausdruck“ gekommen sei. In dem Brief datierte Husserl den Abbruch der Beziehungen zu Heidegger erneut auf 1928 und sprach die Initiative dafür Heidegger zu:

„Vorausgegangen ist der von ihm vollzogene Abbruch des Verkehrs mit mir (und schon bald nach seiner Berufung) und in den letzten Jahren sein immer stärker zum Ausdruck kommender Antisemitismus – auch gegenüber seiner Gruppe begeisterter jüdischer Schüler und in der Fakultät. Das zu überwinden war ein schweres Stück. (…) Was aber die letzten Monate und Wochen brachten, das war die tiefsten Wurzeln meines Daseins angreifend.“

Den Vorhalt, dass Heidegger es war, der den Kontakt abgebrochen habe, und dass er Husserl zudem im April 1933 den Zutritt zur Universitätsbibliothek verboten habe, wie ihm später von anderer Seite vorgeworfen wurde, wies Heidegger 1966 zurück. Er erklärte die Distanz zu Husserl mit rein philosophisch-sachlichen Streitigkeiten und nannte die Behauptung bezüglich des Verbotes eine „Verleumdung“. Für diese in der Forschung gelegentlich wiedergegebene Behauptung gibt es tatsächlich keine Belege, und Husserl erhielt bis zu seinem Tod 1938 die Liste der Neuanschaffungen der Bibliothek und nutzte sie für Notizen. Den direkten persönlichen Kontakt zu Husserl vermied Heidegger aber seit der Beurlaubung.
Mit der Bemerkung in den Schwarzen Heften, Husserls Schrift zur phänomenologischen Betrachtung reiche „nirgends in die Bezirke wesentlicher Entscheidungen“, werde im Kontext der von Heidegger zugleich behaupteten „leeren Rationalität“ und „Rechenfähigkeit“ des Judentums (s. u.) kenntlich, so Peter Trawny, dass Heideggers Angriff gegen Husserls Phänomenologie auch eine antisemitische Dimension gehabt habe. Die 1935, jedoch noch vor den Nürnberger Rassengesetzen, mit denen auch Husserl zur „universitären 'Unperson'“ wurde, herausgekommene vierte Auflage von Heideggers Sein und Zeit trug zwar weiterhin die Widmung an Husserl, doch 1941 fehlte sie dann – ob auf Heideggers Initiative oder auf Wunsch seines Verlegers Niemeyer, ist umstritten – wobei Heidegger auf dem Abdruck der Fußnote auf Seite 38 bestand, wo er seinem Lehrer dankte.
Im Vollzug der Rassengesetze vom September 1935 fehlte im Vorlesungsverzeichnis Husserls Name ab dem Sommersemester 1936. Auch ein Gedenken zum Tod von Husserl im April 1938 gab es von seiten der Universität nicht. „Dieser Tilgung des Gedächtnisses schloss sich Heidegger an, zumindest unterwarf er sich der Auflage“, so H. Ott, der fortfährt: „Es hatte Zeichen-Charakter, hatte Signalwirkung“.
Heidegger erklärte später seine Reue darüber, Husserl nicht besucht zu haben, als dieser im Sterben lag. Der Grund sei seine Scham und Ohnmacht gegenüber der Judenverfolgung gewesen. Er bat Malvine Husserl zu ihrem 90. Geburtstag am 6. März 1950 für dieses „Versäumnis“ um Entschuldigung, mit einem Blumengruß und dem Brieftext: „Ich bitte Sie an diesem Tage, mir das menschliche Versagen, dem ich beim Heimgang Ihres Mannes anheimfiel, aus der weisen Güte Ihres Herzens zu verzeihen.“

## Weitere Zeit des Nationalsozialismus

### Politische Aktivitäten und Aussagen (1934–1936)
Nach seinem Rücktritt vom Amt des Rektors und auch nach der Zäsur der offen durchgeführten staatlichen Morde im Verlauf des von den NS-Führern behaupteten Röhm-Putsches vom Ende Juni, Anfang Juli 1934 setzte Heidegger seine Parteinahme für Hitler und für den Nationalsozialismus in der Öffentlichkeit auf diversen Ebenen bis mindestens 1936 fort, sei es im Völkischen Beobachter, im Ausschuss für Rechtsphilosophie oder in Vorlesungen und Seminaren an der Freiburger Universität. Seine universitätspolitischen Ambitionen im NS-Staat fanden ihren Ausdruck in Reden als Referent an der von Goebbels' Propagandaministerium geleiteten Deutschen Hochschule für Politik und in seinem Engagement für eine nationalsozialistische Dozentenakademie.
Der Plan einer NS-Dozentenakademie
Noch während des Rektorats, im September 1933, sollte Heidegger „aus staatspolitischen Erwägungen“ zum Leiter einer geplanten nationalsozialistischen Dozentenakademie berufen werden, was der Staatssekretär im Preußischen Ministerium für Wissenschaft und Erziehung, Wilhelm Stuckart, in einem Brief als eine Berufung ankündigte, mit der „ein besonderer politischer Auftrag verbunden“ wäre. Am 8. September fuhr Heidegger deshalb nach Berlin, wurde dort aber nur von einem Ministerialrat empfangen und nicht zu höheren Stellen vorgelassen („man hat mich nicht gerufen“), wodurch er offenbar gekränkt war. Er habe sich gefragt, „ob ein höherer Wille hinter dem Ganzen stehe“ – R. Mehring: „Das zielt wohl auf Hitler“ – und kehrte unverrichteter Dinge zurück.
Nach dem Rektorat bat Stuckart aber noch einmal im August 1934 darum, dass ihm Heidegger und andere Professoren ihre Konzeptionen für eine solche zu schaffende nationalsozialistische Dozentenakademie mitteilten. Die Zielsetzung dieser Schule war die „‚Heranbildung der jungen Hochschullehrer zu Wissenschaftlern und Erziehern im nationalsozialistischen Geist‘ und die ‚politische Willensbildung des akademischen Nachwuchses‘“. Heidegger kam dem Anliegen am 28. August 1934 mit einem sechsseitigen Kommentar nach, in dem er sich „mit der Konzeption weitgehend identifiziert“. Er forderte ein „Umdenken der bisherigen Wissenschaft aus den Fragerichtungen und Kräften des Nationalsozialismus“ und „Einsatzbereites Wissen um die künftige Universität als erzieherischer Lebensgemeinschaft aus geschlossener Weltanschauung.“ Und unter Punkt 4:

„Die Dozentenschule muss eine ständige Einrichtung werden. Denn sie wird auch dann nicht überflüssig, wenn einmal die künftigen Lehrer durch die nationalsozialistische höhere Schule, Hitler-Jugend, Arbeitsdienst und sogar durch eine nationalsozialistische Universität erzogen sind.“

Zur weltanschaulichen Qualifikation des dort auszubildenden Lehrpersonals:

„Die ‚Leiter und Lehrer (…) müssen 'Nationalsozialisten' gerade für ihre eigenste Aufgabe sein. Es genügt nicht, daß sie politisch zuverlässige Männer sind und dabei ihr Fach ganz ordentlich vertreten, sondern sie müssen imstande sein, als Nationalsozialisten des Geistes die Revolution der Wissenschaft von innenher vorzubereiten.‘“

Ein Wandel komme nur „durch neuerzogene Universitätslehrer.“ War Heidegger zu Beginn des Jahres 1934 noch der aussichtsreichste Kandidat, so war die Aussicht darauf, dass er fortan die Philosophen ausbilden könnte, der Anlass für Krieck, am 14. Februar 1934 das Gutachten von Jaensch zu benutzen (s. o.) und mit Baeumler eine Front gegen ihn zu bilden. Heidegger wurde schließlich von der Liste der möglichen Kandidaten des Direktorenamtes genommen, und der gesamte Plan der Dozentenakademie wurde nicht verwirklicht.
Dozent der gleichgeschalteten Deutschen Hochschule für Politik
Nach der Gleichschaltung der Deutschen Hochschule für Politik in Berlin durch das Reichspropagandaministerium im Mai 1933 wurden dort „Themen wie Propaganda, Wehrpolitik, Rassenkunde und Rassenpflege“ aufgenommen, und „unter der Maxime der Schulung von 'Führern' wurden Kurse für die SA und HJ, für die NS-Frauenschaft und die Fortbildung von Lehrern in der 'nationalpolitischen Pädagogik' durchgeführt.“ Während jüdische Dozenten wie Albert Salomon und Regimegegner wie die Frauenrechtlerin Gertrud Bäumer die Hochschule verlassen mussten, trat eine Schar von NS-Größen an: im Wintersemester 1933/34, noch während seines Rektorates, war Heidegger neben Rudolf Heß, Joseph Goebbels, Hermann Göring, Walther Darré, Alfred Rosenberg und Baldur von Schirach einer der neuen Dozenten der Hochschule. Gemäß dem von Goebbels eingesetzten Präsidenten, Paul Meier-Benneckenstein, sollten die Schriften der DHfP der „weiteren Durchdringung des deutschen Volkes mit nationalsozialistischem Gedankengut und der Erziehung im Geiste der Volksgemeinschaft“ dienen. Auch das Vorlesungsprogramm von 1935 listet noch Heideggers Namen auf.
Weitere Fürsprachen für Hitler und den Nationalsozialismus
- Ende Mai 1934 hielt Heidegger eine Ansprache an seine ehemaligen Klassenkameraden, in der er die „neue deutsche Wirklichkeit“ in einer Weise deutet, die belegt, dass seine Treue zu Adolf Hitler ungebrochen war: „Die Gefolgschaft, das Sichbinden in den Willen des Führers schafft erst Gemeinschaft.“[487]
- Nach dem Tod des Reichspräsidenten Paul von Hindenburg und sieben Wochen nach den Morden des von den Nationalsozialisten sogenannten „Röhm-Putsches“ plädierte Heidegger anlässlich der Volksabstimmung über das Staatsoberhaupt des Deutschen Reichs in einem Beitrag im Völkischen Beobachter für die Einheit des Amtes des Reichskanzlers und des Reichspräsidenten.[488] Durch das entsprechende Gesetz über das Staatsoberhaupt des Deutschen Reiches vom August 1934 wurde Adolf Hitler auch formal zum „Führer und Kanzler“.

„Wir unterzeichneten Vertreter der deutschen Wissenschaft, die wir auch namens vieler sprechen, die in diesen Tagen weder durch Wort noch Brief für uns erreichbar waren, haben das Vertrauen zu Adolf Hitler als Staatsführer, dass er das deutsche Volk aus seiner Not und Bedrückung herausführen wird. Wir vertrauen auf ihn, dass auch die Wissenschaft unter seiner Führung die Förderung erfahren wird, deren sie in ihrer Gesamtheit bedarf, um die hohe Aufgabe zu erfüllen, die ihr beim Wiederaufbau der Nation zukommt. Um der Wirkung nach innen wie nach außen willen muss erneut die Einheit und Geschlossenheit des deutschen Volkes und seines Willens zu Freiheit und Ehre durch das Bekenntnis zur Führerschaft Adolf Hitlers zum Ausdruck gebracht werden. Die unterzeichneten Vertreter der deutschen Wissenschaft folgen dem Appell der Reichsregierung, mit dem das deutsche Volk am 19. August zur Entscheidung gerufen wird.“

- An der Freiburger Universität hielt Heidegger Mitte August 1934 sogenannte Ausländerkurse zum Thema „Die deutsche Universität“ und legte im Abschnitt „Das Wesen der nationalsozialistischen Revolution als Verwandlung der deutschen Wirklichkeit“ dar:

„Das Wesen der nationalsozialistischen Revolution, besteht darin, daß Adolf Hitler jenen neuen Geist der Gemeinschaft zur gestaltenden Macht einer neuen Ordnung des Volkes erhöht und durchgesetzt hat. Die nationalsozialistische Revolution ist also nicht die äußere Übernahme einer vorhandenen Staatsmacht durch eine dazu hinreichend angewachsene Partei, sondern die innere Umerziehung des ganzen Volkes zu dem Ziel seine eigene Einigkeit und Einheit zu wollen.“

Gegen Ende der Vorlesung hieß es:

„Der Führer hat das sichere Wissen um das Einfache. Er hat aber zugleich den unbändigen Willen zu seiner Durchsetzung. (…) Erziehung des Volkes durch den Staat zum Volk – das ist der Sinn der nationalsozialistischen Bewegung, das ist das Wesen der neuen Staatsbildung.“

Zum Zitat der „inneren Wahrheit und Größe des Nationalsozialismus“ (1935)
Die Vorlesung des Sommersemesters 1935, Einführung in die Metaphysik – in der Heidegger zu Beginn beklagt, der Zustand von Wissenschaft und Universität sei „heute trotz mancher Säuberung unverändert“, – befasst sich mit dem religiösen „Glauben der Herkunft“ als einer „außerphilosophischen Bindung“, die erneut zurückgewiesen wird und nimmt eine geopolitische Analyse vor, deren Quellen und Bezüge alles zum Geist zurückführen:

„Wir liegen in der Zange. Unser Volk erfährt als in der Mitte stehend den schärfsten Zangendruck, das nachbarreichste Volk und so das gefährdetste Volk und in all dem das metaphysische Volk.“

Am Schluss der Vorlesung wendet sich Heidegger dem ethischen Problem von „Sein und Sollen“ zu und spricht in diesem Kontext von Werten:

„Da der Ausdruck 'Wert' sich jedoch allmählich als abgegriffen ausnimmt (…), nennt man die Werte jetzt 'Ganzheiten', aber mit diesem Titel haben nur die Buchstaben gewechselt. Allerdings wird an diesen Ganzheiten eher das sichtbar, was sie im Grunde sind, nämlich Halbheiten. (…) Was heute vollends als Philosophie des Nationalsozialismus herumgeboten wird, aber mit der inneren Wahrheit und Größe des Nationalsozialismus nicht das Geringste zu tun hat, das macht seine Fischzüge in diesen trüben Gewässern der ‚Werte‘ und der ‚Ganzheiten‘.“

Bei der späteren Publikation des Satzes, so hat sein Student R. Marten bezeugt, nahm Heidegger zwei entscheidende Änderungen vor. Marten, der als Student bei der Überarbeitung der Vorlesung behilflich war: „Als wir ihm 1953 zu dritt bei der Drucklegung der Vorlesung raten, in der Vorahnung ihrer öffentlichen Wirkung die Wendung ‚mit der inneren Wahrheit und Größe des Nationalsozialismus‘ […] zu streichen, ändert er statt dessen das zweite „Nationalsozialismus“ in „Bewegung“ und fügt danach die Klammer ein“, die auch in den Korrekturfahnen noch nicht gegeben war und die heute in der Gesamtausgabe abgedruckt ist: „(nämlich mit der Begegnung der planetarisch bestimmten Technik und des neuzeitlichen Menschen)“. Doch um 1935, so Marten, gebe es für Heidegger noch nicht die Sicht „eines zur technischen Vernutzung des Seienden pervertierten Nationalsozialismus“.
Schon mit der Wendung zu Beginn bezüglich der Säuberung an den Universitäten zeige sich Heidegger „unbeirrt als Anwalt des wahren Faschismus“ und diese zweite Formulierung spreche in jedem Wort „zugunsten des philosophisch für echt und gut erkannten Faschismus und straft rein aus sich die nachträgliche Selbstauslegung Lügen.“
Der Historiker Hugo Ott fügt hinzu: „In diesem Abschnitt (…), der sich mit der Werte-Philosophie auseinandersetzt, rechnet Heidegger mit den Philosophen-Kollegen ab, die eine Philosophie des Nationalsozialismus beanspruchen und feilhalten“, während das Wissen um die von Heidegger behauptete innere Größe und Wahrheit des Nationalsozialismus „allein dem Denker des Seins, dem Wissenden, der die innere Wahrheit entborgen hat und fortwährend entbirgt, zufällt“.
Doxographie zum Zitat der „inneren Wahrheit und Größe des Nationalsozialismus“
Hans Franks Ausschuss für Rechtsphilosophie
Der sogenannte „Reichsführer“ des von ihm selbst 1928 gegründeten „Nationalsozialistischen Rechtswahrerbundes“, Hans Frank, hatte, auch aus Enttäuschung darüber, nur zum Reichsminister ohne Portefeuille und nicht zum Reichsjustizminister ernannt worden zu sein, am 26. Juni 1933 eine für die Gesetzesfindung gedachte Vereinigung mit dem Namen Akademie für Deutsches Recht gegründet, um „das nationalsozialistische Programm im künftigen Recht zu verwirklichen.“ Das NS-Programm wurde von Frank in der Zeitschrift der „Akademie“ im „Sinne einer biologistisch verborgenen Naturrechtslehre“ interpretiert, in der die Rechtsgesetze der durch die Rasse bestimmten Naturgesetze folgen. Das Recht könne gemäß Hans Frank „immer nur ein Mittel (…) zur Erhaltung, Sicherstellung und Förderung der rassisch-völkischen Gemeinschaft“ sein.
Am 5. Mai 1934 fand im Weimarer Nietzsche-Archiv die Gründungssitzung einer Unterorganisation der „Akademie“ statt, Ausschuss für Rechtsphilosophie genannt, an der auch Heidegger teilnahm, der erst kurz zuvor vom Amt des Rektors zurückgetreten war. Als Gründungsmitglieder saßen u. a. Rosenberg und Rothacker mit am Tisch. Zur Eröffnung sagte Frank über die Aufgaben des Ausschusses: „Wir in unserem engen Kreis […] wollen die Sammlung der volksbetonten allgemeinen Soziallehre des Nationalsozialismus in der Form durchführen, daß wir die Begriffe Rasse, Staat, Führer, Blut, Autorität, Glauben, Boden, Wehr, Idealismus (…) dem deutschen Recht als Unterlage vermitteln.“ Der neue Staatsbegriff sei „im Recht und im Führerprinzip“ verwirklicht. Zum Schluss bat Frank darum, „dass der Ausschuß sich als ein Kampfausschuß des Nationalsozialismus konstituiert.“ 1935 wurde dort auch Julius Streicher, der Herausgeber des NS-Hetzblattes Der Stürmer, aufgenommen.
Die Tatsache der gemeinschaftlichen Arbeit von Heidegger und Streicher nahm Karl Löwith bei einem Besuch Heideggers 1936 in Rom zum Anlass zur kritischen Nachfrage. Löwith:
„Auf meine Bemerkung, dass ich zwar Vieles an seiner Haltung verstünde, aber eines nicht, nämlich, daß er sich an ein und denselben Tisch (in der Akademie für Deutsches Recht) setzen könne mit einem Individuum wie J. Streicher, schwieg er zunächst. Schließlich erfolgte widerwillig jene bekannte Rechtfertigung (…), die darauf hinauslief, dass alles 'noch viel schlimmer geworden' wäre, wenn sich nicht wenigstens Einige von den Wissenschaftlern dafür eingesetzt hätten. (…) 'Wenn sich diese Herren nicht zu fein vorgekomen wären, um sich einzusetzen, dann wäre alles anders gekommen, aber ich stand ja ganz allein.'“ Über „Streicher brauche man kein Wort zu verlieren, der Stürmer sei doch nichts anderes als Pornographie.“
Aufgrund von Aktenvernichtungen sind Arbeit und Themengebiete des Ausschusses für Rechtsphilosophie weithin unbelegt. Doch die von V. Farías 1989 auf Grundlage des Berichtes von Löwith und zeitgenössischer Zeitungsberichte thematisierte Mitgliedschaft Heideggers in dem Ausschuss hat in der Heidegger-Kontroverse dazu Anlass gegeben, dem Ausschuss der „Akademie“ eine Rolle im rassistischen NS-Gesetzgebungsverfahren zuzuschreiben, die von Studien der Rechts- und Geschichtswissenschaften explizit verneint wird. So heißt es z. B. bei H.-D. Heller: „Die nur spärliche Einschaltung der Akademie in das Gesetzgebungsverfahren war für Frank immer wieder enttäuschend. Am meisten hat ihn wohl gekränkt, dass die Nürnberger Gesetze ohne Mitwirkung der Akademie zustande gekommen waren.“
Nach jetzigem Forschungsstand bestimmt Löwiths 1940 erstellter Bericht mit dem Sommer 1936 als Datum des Gesprächs während der Reise nach Rom den terminus post quem für das Ende von Heideggers Mitarbeit in dem Ausschuss. Die Bedeutung einer Liste der Namen der noch lebenden, nicht verurteilten und nicht emigrierten Mitglieder, datiert auf den Zeitraum zwischen dem 17. Juli 1941 und dem 20. August 1942, ist unklar, in der Forschung umstritten und hat zur Debatte über Martin Heidegger und Fake News geführt.
Doxographie zum Dokument BArch R 61/30, Blatt 171
Das Hegel-Seminar
Heideggers wenig bekanntes Interesse für Rechtsphilosophie zeigte sich auch in einem Hegel-Seminar für Anfänger, das er im Wintersemester 1934/35 gemeinsam mit dem Juristen Erik Wolf anbot, jenem damals vom Nationalsozialismus noch tief überzeugtem Gefolgsmann, der zum Anlass für seinen Rücktritt geworden war (s. o.). Von dem Seminar existieren synthetisierende Mitschriften der Teilnehmer Wilhelm Hallwachs und Siegfried Bröse, die jedoch keine wörtlichen Protokolle und für eine wissenschaftliche Exegese deshalb nur sehr bedingt heranzuziehen sind. Anlass zur Diskussion im Kontext der Heidegger-Debatte gab der darin enthaltene Widerspruch zu einem Satz von Carl Schmitt, Hegel sei 1933 gestorben:

„Welches ist nun aber die heutige Staatsauffassung? Man hat gesagt, 1933 ist Hegel gestorben; im Gegenteil: er hat erst angefangen zu leben.“

Die im Jahr 2005 begonnene Kontroverse um das Seminar thematisiert, ob Heidegger darin den Nationalsozialismus hegelianisieren oder ihn vielmehr als Metaphysik und platonisches Staatsverständnis zurückweisen wollte.
Siehe: Heideggers und Wolfs Anfängerseminar zu Hegels Rechtsphilosophie, 1934/35

### Zeichen der Ambivalenz (1935–1938)
In dem Zeitraum zwischen 1935 und 1938 vollzieht sich der schrittweise Rückzug von Heideggers politischem Engagement, der mit Anzeichen einer Distanzierung vom real existierenden Nationalsozialismus einhergeht und schließlich zur Feststellung einer Ernüchterung des Philosophen und NSDAP-Mitgliedes führt. Während aber die Entfernung vom politischen Geschehen und die Enttäuschung über sein Scheitern als Rektor und als zeitweise designierter Direktor einer NS-Dozentenhochschule wie auch als der maßgebliche Philosoph des Nationalsozialismus von den meisten Forschern anerkannt wird, so herrscht doch ein erheblicher Dissens über die Bewertung der stellenhaften Kritik an nationalsozialistischen Repräsentanten und ihren Positionen: teils heißt es, sie stütze Heideggers Selbstdarstellung nach 1945, dass sein anfänglicher Nazismus mit der Desillusionierung Mitte der 1930er Jahre überwunden war. Andererseits werden Heideggers kritische Kommentare nur als Teil einer Einebnungsstrategie bewertet, deren Grund für ihn darin lag, die bürgerlichen Anteile am Nationalsozialismus zugunsten einer radikaleren Form zurückzuweisen.
Zum „gewöhnlichen“ und dem „barbarischen“ Nationalsozialismus
Mit dem Beginn des Wintersemesters 1934/35 hatte sich Heidegger zunehmend dem Thema des „geschichtlichen Daseins“ zugewandt, dem seinsgeschichtlichen Ansatz, der bis in die Erörterung der Gegenwart reichte, was bald „mit vereinzelten resignativen wie distanzierenden Tönen“ einherging, wie sie im Brief an den Kunsthistoriker Kurt Bauch vom Dezember 1935 anklingen: „All das lohnt nicht mehr. Es bleibt nur, sich dumm stellen und innerlich ein riesiges Gelächter anstimmen – und im übrigen und d. h. eigentlich für die nächsten 100 Jahre voraus arbeiten.“ Die spätere Deutung, diese Unmutsbekundung gehöre zu einer inzwischen erfolgten Ablehnung des Nationalsozialismus insgesamt, hat jedoch massiven Widerspruch gefunden. So sind sich diverse Forscher, darunter G. Leaman, P. Matussek, R. Marten, T. Rockmore und J.-P. Faye, weitgehend darin einig, dass die Kritik dem „real-existierenden“ und dem „gewöhnlichen oder vulgären NS“ galt, sich aber von einem für Heidegger weiter bestehenden „‚wahren‘ Nationalsozialismus unterschied“. George Leaman schlussfolgert daher: Heidegger konnte „die 'innere Wahrheit und Größe'“, die er im Nationalsozialismus sah, „von der politischen Praxis des Nazismus trennen und auch dann noch an ihr festhalten, als andere Nazi-Philosophen sich längst zur liberalen Ideologie der westdeutschen Republik bekannten.“ Die Kritik am realen Nationalsozialismus seiner Zeit, dem Heidegger einen anderen Nazismus entgegengestellte, wird durch zwei Zitate zum „Barbarischen“ bestätigt. Eines davon findet sich in einem weiteren Brief an K. Bauch:

„Ich habe das Gefühl, es geht irgendwo einem Ende zu; der Nationalsozialismus wäre schön als barbarisches Prinzip – aber er sollte nicht so bürgerlich sein.“

Trotz der Eindeutigkeit der Aussage wurde zunächst eingewendet, es sei „kaum anzunehmen, dass Heidegger den Nationalsozialismus als 'barbarisches' Prinzip rechtfertigen wollte“. Doch seit der Publikation der Schwarzen Hefte im Jahr 2014 ist „das Verhältnis der Heideggerschen Philosophie zum Nationalsozialismus, der wegen seiner Barbarei verherrlicht“ wird, aufgrund der dortigen „Parallele“ zweifelsfrei bestätigt:

„Der Nationalsozialismus ist ein barbarisches Prinzip. Das ist sein Wesentliches und seine mögliche Größe. Die Gefahr ist nicht er selbst – sondern dass er verharmlost wird in eine Predigt des Wahren, Guten und Schönen“

Im Sinn der o. g. Forschermeinungen liegt auch Daniel Morats Resümee: „Heidegger glaubte also ganz offensichtlich noch an die Idee des Nationalsozialismus, die in seinen Augen aber durch die Realität des 'Dritten Reiches' verraten zu werden drohte.“ Im Briefwechsel mit Bauch lässt sich zudem, gemäß Martin Papenbrock, die beiderseitige „Vorstellung eines geschichtlich und kulturell begründeten deutschen Führungsanspruchs“ und „unverhohlenen Nationalchauvinismus“ von 1937 bis ins Jahr 1942 belegen.
Löwiths Bericht über Heidegger in Rom, 1936

Heute: verfassungsfeindliches Propagandamittel: Das NS-Hoheitszeichen, Reichsadler mit Hakenkreuz, das Heidegger nachweislich einer Fotografie von 1934 auch als Rektor am Revers trug.

Als ein aufschlussreiches zeitgenössisches Zeugnis für Heideggers Beziehung zum nationalsozialistischen Deutschland gilt auch der 1940 verfasste Bericht von Karl Löwith über das Treffen in Rom im Frühling 1936. Während des Aufenthaltes unternahmen Löwith und Heidegger, der mit seiner Ehefrau und den Söhnen angereist war, einen Familienausflug nach Frascati und Tusculum. Auch an diesem Tag, so notiert der aus NS-Deutschland aufgrund der rassistischen Gesetzgebung geflüchtete Löwith, trug Heidegger das Hakenkreuz-Symbol an seinem Anzugsrevers: „es war ihm offenbar nicht in den Sinn gekommen, daß das Hakenkreuz nicht am Platz war, wenn er mit mir einen Tag verbrachte.“ Dabei soll es sich laut Hermann Heidegger damals nicht um das NS-Parteiabzeichen gehandelt haben – dieses habe dagegen Elfride Heidegger getragen –, sondern um ein NS-Hoheitszeichen, einen „kleinen silbernen [Reichs-]Adler mit Hakenkreuz“, das Martin Heidegger auch „1933/34 als Rektor“ getragen habe. Die besagte Anstecknadel ist auf einer bekannten Heidegger-Fotografie aus dem Jahr 1934 zu sehen. Das Gespräch kam auf Heideggers Mitgliedschaft im Ausschuss für Rechtsphilosophie (s. o.), und schließlich erklärte Löwith seinem ehemaligen Lehrer, er sei der Meinung, „daß eine Parteinahme für den Nationalsozialismus im Wesen seiner Philosophie liege“. Löwith fährt fort:

„Heidegger stimmte mir ohne Vorbehalt zu und führte mir aus, daß sein Begriff von der 'Geschichtlichkeit' die Grundlage für seinen politischen Einsatz sei. Er ließ auch keinen Zweifel über seinen Glauben an Hitler; nur zwei Dinge habe er unterschätzt: die Lebenskraft der christlichen Kirchen und die Hindernisse für den Anschluß von Österreich. Er war nach wie vor überzeugt, daß der Nationalsozialismus der für Deutschland vorgezeichnete Weg sei; man müsse nur lange genug 'durchhalten'.“

Der von Löwith tags darauf auch in einer Postkarte an Karl Jaspers thematisierte Zusammenhang zwischen dem Nationalsozialisten und dem Denker Heidegger war also von diesem selbst bestätigt worden, „durch eine Art Geschichtsphilosophie“ erhärtet, so Hugo Ott.
Mögliche Observation, Rückzug, und „Ernüchterung“ (1936–1938)
Für die von Heidegger später behauptete Observation durch Spitzel, die an Baeumler und Krieck über seine Lehrtätigkeit nach dem Rücktritt vom Rektorat berichteten, beginnend mit der Vorlesung zur Logik im Sommer 1934, gibt es keine Belege. In einer Erinnerung von 1977 an diese Vorlesung schrieb aber der bereits am Versuch des „Wissenschaftslagers Todtnauberg“ (s. o.) beteiligte damalige Theologiestudent H. Buhr, der Hörsaal sei „überbesetzt“ gewesen und man habe „alle Art von Uniformen“ gesehen: „Heidegger begann (…): 'Ich lese Logik.(…).' (…) Nach wenigen Stunden war der Hörsaal wieder normal besetzt, von Leuten, die philosophieren, denken, lernen wollten (etwas anderes, als Resultate und Belegstellen sammeln).“ Gänzlich unbewiesen sind Heideggers Berichte über das 1937 erfolgte Geständnis seines Mitarbeiters Kurt Hancke, der für den Studentenführer Scheel tätig gewesen war – inzwischen SD-Oberabschnittsleiter Südwest –, dass Hancke von diesem den Auftrag erhalten habe, Heidegger geheimdienstlich auszuforschen. Da Hancke im Oktober d. J. Abteilungsleiter im SD-Hauptamt unter dem SD-Inlandsgeheimdienstchef Franz Six wurde, ist eine solche Tätigkeit nicht auszuschließen, doch für die Bewertung wurde darauf hingewiesen, dass Heidegger zur Zeit seiner ersten Erwähnung dieses Falls schon von Hanckes Tod im Zweiten Weltkrieg 1941 wusste: „Ihm war also klar, dass dieser als Zeitzeuge nicht mehr zu befragen war.“ Und dessen ungeachtet „überwachte der SD mehr oder weniger folgenreich so ziemlich jeden profilierten Geistesarbeiter“. Möglicherweise wurde eine solche Observierung auch durchgeführt, da, wie Hancke berichtete, im SD die Überzeugung herrschte, Heidegger kollaboriere mit Jesuiten.
Dass Kurt Bauch 1938 vom Reichsdozentenbundführer Walter Schultze gebeten wurde, seine „Ansicht über Pg. Prof. Heidegger in fachlicher und weltanschaulicher Hinsicht mitzuteilen“, zeige jedenfalls, so Martin Papenbrock, „dass man sich in Bezug auf Heidegger in dieser Hinsicht nicht so sicher war“. Jedoch bescheinigte Bauch dem Freund, „die stärkste Potenz einer wirklich gedanklichen Überwindung des liberalen und katholischen Denksystems“ zu sein und politisch getragen zu werden „von einem radikalen Willen, die heutige Situation klar zu erkennen und den Nationalsozialismus ausser im Erleben und Handeln gerade auch im Denken selbst durchzusetzen.“ Mit der von NS-Funktionären offenbar geforderten Erkundigung über Heidegger ging aber jedenfalls zeitlich dessen schrittweiser Rückzug aus der Öffentlichkeit einher, der von Egon Vietta bereits 1936 in einem Artikel in Das deutsche Wort bemerkt wurde. „Aber warum, wird man fragen, hat Heidegger die Folge seiner Veröffentlichungen abgebrochen und sich selbst aus der öffentlichen Diskussion zurückgezogen?“ Zwischen 1936 und 1938 verfasste Heidegger, tatsächlich zurückgezogen, die „Beiträge zur Philosophie (Vom Ereignis)“, die erst postum 1989 publiziert wurden und in denen eine „‚Einkehr‘ in den Verzicht auf jegliches Tun, allerdings unter fortwährenden Unmutsbekundungen“ gesehen wurde.

„… eben da, wo man wieder Ziele zu haben glaubt, wo man wieder ‚glücklich‘ ist, wo man dazu übergeht, die bisher den ‚Meisten‘ verschlossenen ‚Kulturgüter‘ (Kinos und Seebadreisen) allem ‚Volke‘ gleichmäßig zugänglich zu machen, eben da, in dieser lärmenden ‚Erlebnis-Trunkenboldigkeit‘, ist der größte Nihilismus, das organisierte Augenschließen vor der Ziel-losigkeit des Menschen, das ‚einsatzbereite‘ Ausweichen vor jeder Ziel setzenden Entscheidung, die Angst vor jedem Entscheidungsbereich und seiner Eröffnung.“

Der Rückzug in eine Kritik an der Erlebnisgier, der subjektivistischen Weltsicht, damit auch an den „Machenschaften“ wird mit den Beiträgen mehrheitlich eingeräumt, doch inwieweit das auch eine Kritik am Nationalsozialismus beinhaltete, ist umstritten. Allerdings stellte B. Altmann 1938 in seinem Prager Exil in einem Artikel fest: „Ernüchterung eines Philosophen. Heidegger macht nicht mehr gerne Pfötchen“. Gemäß Altman zog man bereits „Parallelen mit anderen, mit Richard Strauss, mit Planck. Sie wollten sich dem Dritten Reich zur Verfügung stellen, sich vielleicht gar hofieren lassen und immer müssen sie die Erfahrung machen, dass man nicht einmal den modus vivendi mit ihren Führern finden kann, wenn man den Anspruch erhebt, Gelehrter, Künstler und sittlicher Mensch zu bleiben.“ Heidegger selbst nannte rückblickend, bei einer Wanderung, die er am 14. Oktober 1959 mit Heribert Heinrichs unternahm, auch das Datum 1938 als eines des „Wendejahres“ in seinem Leben. Er habe seit diesem Jahr „das totale Verhängnis erkannt und sein Verhältnis zum Nationalsozialismus radikal revidiert.“

### Heidegger wendet sich Hölderlin und Nietzsche zu
Die geistesgeschichtliche Grenze zwischen Dichten und Denken und zwischen Mythos und Logik zugunsten einer Ganzheitlichkeit aufzulösen, bestimmt Heideggers Versuch, nach dem griechischen einen anderen, den deutschen Anfang zu einem seinsgeschichtlichen Ursprung zu erklären, was vorzugsweise in der Exegese der Werke von Hölderlin und Nietzsche und der damit einhergehenden Idealisierung eines „Auftrags der Deutschen“ seinen Ausdruck fand, in kritischer Wertung als „Nationalästhetizismus“ beschrieben.

#### Zu Heideggers Deutung von Hölderlin (1934–1943)
Nach dem ersten Scheitern auf dem Gebiet realpolitischen Wirkens im NS-Staat und mit der Notwendigkeit eines neuen Zugangs zum seinsgeschichtlichen Ansatz, der, neben anderem, diesem Engagement zugrunde lag, begann 1934 die Hinwendung zu Hölderlin, womit auch die „Frage nach der dichterischen Sprache“ zentral wurde, welche als „Wegbereiterin eines anderen Anfangs“ erschien, wie Hölderlin selbst für Heidegger „der Dichter des anderen Anfangs unserer künftigen Geschichte“ ist. Auch diese Wende ins Dichterische und die erste Schrift zu dem Thema, die Vorlesung vom Wintersemester 1934/35, werden teils im Kontext einer Abkehr vom Nazismus und vom Politischen überhaupt nach dem Rücktritt, teils aber auch in dem einer Politisierung des Poetischen und einer in Heideggers Perspektive nicht ausreichenden Radikalisierung der nationalsozialistischen „Revolution“ debattiert.
Heideggers Arbeiten zu Hölderlin während der nationalsozialistischen Zeit:
- Hölderlins Hymnen „Germanien“ und „Der Rhein“, Vorlesung von 1934/35
- Hölderlin und das Wesen der Dichtung, Vortrag, gehalten am 2. April 1936 in Rom
- Wenn am Feiertage, Rede, mehrfach gehalten, 1939/1940
- Hölderlins Hymne: 'Der Ister, 1942
- Andenken, Gedenkschrift zum hundertsten Todestag von Hölderlin, 1943
- Heimkunft/An die Verwandten, Rede zum hundertsten Todestag, gehalten in der Aula der Universität von Freiburg, 6. Juni 1943
- Vielfache Erwähnungen Hölderlins in den Schwarzen Heften
- Vielfache Erwähnungen im postum publizierten Werk Beiträge zur Philosophie

Der „andere Anfang“
Schon im Sommer 1931 hatte sich die Perspektive entwickelt, die in jedem Anfang die „nie wieder zu erreichende Größe“, dagegen im Fortschritt die Hinwendung zum „Neuesten“ sah und dieser Gegensätzlichkeit einen Ausweg durch eine Akzentversetzung eröffnete, „nicht nur des philosophiegeschichtlichen (im Sinne der späteren 'Seynsgeschichte'), sondern auch des geschichtsphilosophischen Denkens Martin Heideggers. Die Beschwörung des Anfangs, des griechischen Ursprungs, ermöglicht einen genuinen Neuanfang im Sinne einer Annullierung des Vorhergekommenen“, durch den „Brückenschlag zum griechischen Denken“.

„Es ist nicht Willkür oder gar irgendein gelehrter Brauch, sondern tiefste Notwendigkeit unseres deutschen Daseins, wenn wir in diesen griechischen Anfang zurückhören. Es bedeutet: begreifen lernen, daß jener große Anfang unseres Daseins über uns hinweg uns vorausgeworfen ist als jenes, was wir einzuholen haben, – wiederum nicht, um ein Griechentum zu vollenden, sondern um die Grundmöglichkeiten des urgermanischen Stammeswesen auszuschöpfen und zur Herrschaft zu bringen.“

Diese im Jahr zuvor dozierte Deutung des Verhältnisses zwischen Griechentum und „urgermanischem Stammeswesen“ stellt, gemäß Daniel Meyer, auch den „geschichtsphilosophischen Grundgedanken“ der Vorlesung Hölderlins Hymnen 'Germanien' und 'Der Rhein' dar. Hölderlins Dichtung weise für Heidegger „den Weg in das Mögliche eines neuen Anfangs, weil sie das Wohnen des Menschen auf der Erde unter das Maß des Göttlichen stellt, so aber allererst Geschichte als Geschichte eines (und Heidegger meint zuerst und zuletzt: des deutschen) Volkes gründet.“ Die Quelle und der Verlauf des Rheins werden darin, ungeachtet der geographischen Einzelheiten, zu diesem sich selbst widerstreitenden Ursprung, der „als Anfang zugleich das bestimmende Ende, d. h. eigentlich das Ziel“ ist.
In der so veränderten seinsgeschichtlichen Perspektive begreift Heidegger das Dichterische als „jene Macht, aus der das geschichtliche Dasein eines Volkes entspringt und auch das philosophische Denken und die Politik ihre Bestimmung erfahren“. Die drei dazu analogen Gewalten „Dichter, Denker und Staatsschöpfer gelten Heidegger als die (…) ‚eigentlich Schaffenden‘“, wobei die Sprache „der ‚Grund der Möglichkeit von Geschichte‘“ ist. Darin sei Hölderlins Dichtung die „Ursprache des Volkes“, er sei auch volks-schöpferisch der „‚Dichter, der die Deutschen erst dichtet‘“. Im Manuskript Besinnung von 1938 wird bekräftigt, dass Hölderlin „hier nicht als ein Dichter unter anderen genommen wird (…), sondern als der Dichter des anderen Anfangs unserer künftigen Geschichte.“ In diesem „habe das Volk von Germanien 'die besondere Sendung' (…) den neuen Göttern den Boden zu bereiten.“ Denn die Konzeption des „‚ersten‘ und ‚anderen Anfangs‘“, hintergründig in den Schwarzen Heften beschrieben, sei eine an „das Andenken im Griechentum (…), das außerhalb des Judentums und d. h. des Christentums geblieben“ sei. Der sich seit dem Beginn der 1930er Jahre abzeichnende seinsgeschichtliche Ansatz wird, hier Hölderlins Schreibweise „Seyn“ übernehmend, durch den „Stifter des deutschen Seyns“ und bezogen auf „das abendländisch-germanische geschichtliche Dasein“, nunmehr also explizit zu einem völkisch orientierten:

„Das 'Vaterland' ist das Seyn selbst, das von Grund aus die Geschichte eines Volkes als eines daseienden trägt und fügt.“

Heideggers Hölderlin als „wahrer Führer“
Das „Einzigartige“ der Dichtung Hölderlins wird im Vortrag in Rom der platonischen Auffassung eines allgemeinen Wesens der Dichtung entgegengesetzt, mit der Absicht, Hölderlin als den Dichter der „Entbergung der Wahrheit des Seins“ in mythische Höhen zu heben. Angesichts der Trias aus „Dichter, Denker und Staatsschöpfer“ wird überwiegend zugrunde gelegt, dass Heidegger schon in der Vorlesung von 1934/35 Hölderlin zum „wahren Führer“ erklärte und mit dem folgenden Zitat an die Stelle von Hitler setzte:

„Der wahre und einzige Führer weist in seinem Seyn allerdings in den Bereich der Halbgötter. Führer sein ist ein Schicksal und daher endliches Seyn.“

Heidegger deute sich „im Verein mit Hölderlin als die vermittelnde Mitte“, womit eine Linie gezogen sei, die über Hölderlin zu ihm selbst führe und schon in der Vorlesung von 1934/35 das berühmte Wort von Nietzsche zugrunde legt und variiert:

„Halbgötter – nicht selbst Götter, aber Wesen in Richtung auf die Götter, und zwar in einer Richtung, die über den Menschen hinausführt – Übermenschen, die gleichwohl unterhalb der Größe der Götter bleiben – Untergötter“

Damit manifestiere sich, gemäß H. Ott, auch „das ‚Kleine‘, aus dem Heidegger kam, um zum ‚Geheimnis des Großen‘ aufzusteigen“, denn nur, „wer als Begreifender ‚erst in der Macht der Geschichte‘ steht, weiß, daß ein Größeres über ihm ist.“ Heidegger: „Dieses Über-sich-haben-können-des-Größeren ist das Geheimnis des Großen.“
„Die Geschichte steht auf“
Heidegger schließt die Vorlesung von 1934/35 mit der Proklamation des Auftrages der Deutschen, zwischen Vergangenheit und Zukunft die Rolle der mittelnden Halbgötter zu übernehmen:

„Jenes schwer zu tragende Glück ist dem Volke dieses Landes aufgetragen: ein Zwischen zu sein, eine Mitte, aus der und in der Geschichte gegründet wird. Das kann aber nur so geschehen, daß dieses Volk selbst sein Dasein gründet und stiftet, d. h. erst wieder ursprünglich das Seyn nennt, dichterisch-denkerisch stiftet. So gipfelt der Auftrag und die Kunde des Adlers in der Forderung jenes dreifachen Nennens, das von diesem Land und seinem Volke, und das heißt zuerst von seinen Schaffenden, vollbracht werden muß. Zu nennen – im ursprünglich stiftenden Sagen und Wissen wieder zu eröffnen – ist einmal die Mutter, die Erde selbst. Aber eben in dieser Nennung als dichterischer tönt auf das 'Vergangengöttliche' (V. 100) in eins mit dem Zukünftigen: die Geschichte steht auf.“

Während des Zweiten Weltkriegs wendet sich Heidegger der Hymne zu, in der Hölderlin mit der Donau, (lat.: „Ister“) jenen Fluss besingt, der an der Donauquelle im Schwarzwald entspringt, und von diesem deutsch-heimischen Ursprung nach Osten durch zehn Länder bis in die Ukraine fließt. Der Stromverlauf, dem schon in der Vorlesung zur Hymne über den Rhein erhebliche Bedeutung im Kontext des anderen, des deutschen Anfangs zukam, wird „bei der Ister-Hymne, mit politischen Implikationen als ein Gegenstreben des Flusses ‚rükwärts‘ [sic] vom Lauf nach Osten“ begriffen, sich selbst widerstreitend, worin das kriegerische Element im Heraklitischen Sinne liege. Die „Ister“–Vorlesung wurde 1942 gehalten, als die deutschen Truppen die Leningrader Blockade betrieben und ein halbes Jahr, nachdem Hitler den USA den Krieg erklärt hatte, woran T. Sheehan und G. Geismann erinnern – Heidegger spricht darin auch explizit von den politischen Ereignissen und vom „Nationalsozialismus und seiner geschichtlichen Einzigartigkeit“ und deutet die US-amerikanische Verteidigung der angelsächsischen Welt als eine Absage an den seinsgeschichtlichen Anfang:

„Wir wissen heute, dass die angelsächsische Welt des Amerikanismus entschlossen ist, Europa, und d. h. die Heimat, und d. h. den Anfang des Abendländischen, zu vernichten. Anfängliches ist unzerstörbar. Der Eintritt Amerikas in diesen planetarischen Krieg ist nicht der Eintritt in die Geschichte, sondern ist bereits schon der letzte amerikanische Akt der amerikanischen Geschichtslosigkeit und Selbstverwüstung. Denn dieser Akt ist die Absage an das Anfängliche und die Entscheidung für das Anfanglose. Der verborgene Geist des Anfänglichen im Abendland wird für diesen Prozess der Selbstverwüstung des Anfanglosen nicht einmal den Blick der Verachtung übrig haben, sondern aus der Gelassenheit der Ruhe des Anfänglichen auf seine Sternstunde warten.“

Die seit dem Beginn des Jahres 1934 öffentliche Entzweiung mit anderen Denkern der NSDAP (s. o.), die sich auch in Heideggers eigensinniger Deutung von Hölderlin fortsetzt, zudem der zugunsten eines neuen Anfangs des deutschen Volkes, der also jener Dichtung entspringe, auch in diesen Texten zurückgewiesene rein biologistische Ansatz, den einige NS-Ideologen zu dem „Germanischen“ propagierten, werden zum Teil aber auch als Kritik am Nationalsozialismus bewertet, die eine Abkehr belege. Doch Heideggers Selbstsicht und Stellung im „Dritten Reich“, verbunden mit seiner völkischen Messianisierung von Hölderlin, die teils zeitgleich mit der Verherrlichung von Hitler (s. o.) stattfand, seine Distanz zu anderen Nationalsozialisten, die somit auch das Maß der Nähe bestimmt, finden ein differenziertes Resümee bei Hugo Ott, mit dem Vortrag in Rom beginnend:

„Den Hölderlin-Vortrag brachte Heidegger noch im Dezemberheft 1936 der Zeitschrift Das Innere Reich zur Veröffentlichung – einem esoterischen Organ, in dem das unsichtbare Deutschland, verborgen in der deutschen Geistigkeit, zur Geltung gebracht werden sollte, dem Führer Adolf Hitler in einer besonderen, subtilen Weise unterwürfig (…). Wer in dieser Zeitschrift schrieb, war mitnichten zu einer inneren Emigration aufgebrochen, gehörte eher zu den von den kernigen Nationalsozialisten belächelten oder auch verlachten und verhöhnten Figuren, deren Narrenfreiheit eben noch geduldet wurde. (…) Und dabei, für Heidegger war dies ohne jeden Zweifel, war allein ihm die gleichsam mystische Schau des Wesens des Nationalsozialismus, 'der inneren Wahrheit und Größe' der Bewegung zugefallen, von welcher Erkenntnis er nicht abgehen konnte, nie, zeitlebens!“

#### „Nietzsche“ (1936–1940): Über „Rasse“ und „Züchtung“

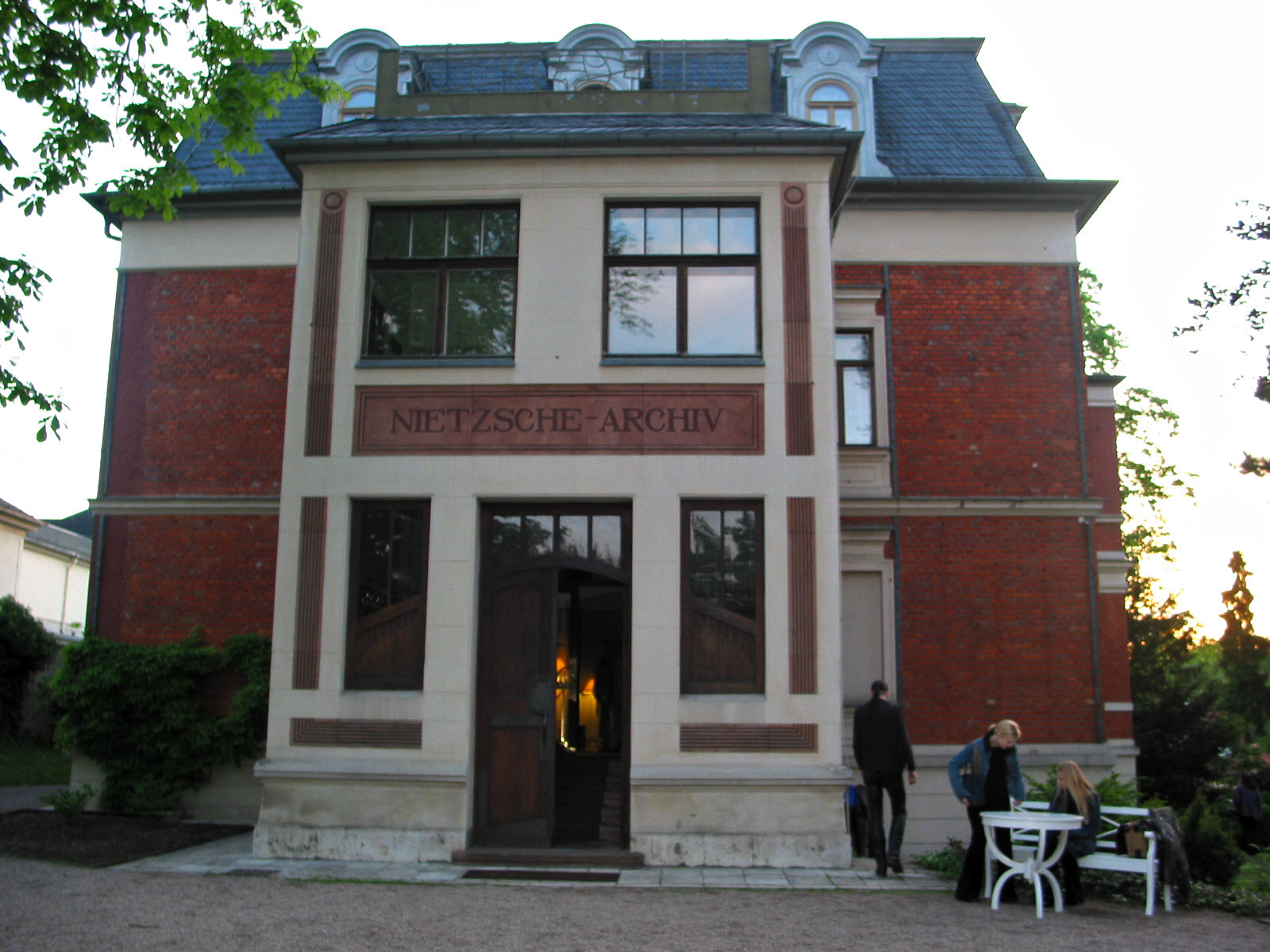
Ab 1936 hat Heidegger als Mitglied des wissenschaftlichen Ausschusses des Nietzsche-Archivs an einer Neuausgabe des Nachlasses von Nietzsche mitgearbeitet. In dieser Zeit hat er sich kritisch zu Versuchen der Einflussnahme aus dem Amt Rosenberg geäußert. 1942 ist er von seinen Aktivitäten beim Nietzsche-Archiv zurückgetreten, ohne dass ein näherer Grund bekannt ist.

In seiner Auseinandersetzung mit Nietzsche ordnet Heidegger den Philosophen des „Willens zur Macht“ in die Seinsgeschichte ein, als Vollendung der abendländischen Metaphysik im europäischen Nihilismus. Die rationalitas der „totalen Mobilmachung“ führe, so Heidegger 1939, aus dem animal rationale bloß noch in die brutalitas der bestialitas. Am Ende der Metaphysik stehe der Satz: „Homo ist brutum bestiale.“ Die „blonde Bestie“ Nietzsches, so Heidegger 1940, sei keine Überwindung, sondern eine Konsequenz des „europäischen Nihilismus“. In einer nicht vorgetragenen Nietzsche-Vorlesung schrieb er 1940: „Die metaphysische Feststellung des Menschen zum Tier bedeutet die nihilistische Bejahung des Übermenschen“. Die Bedingung der Erdherrschaft sei daher „eine vollständige ‚Maschinalisierung‘ der Dinge und die Züchtung des Menschens“:

„Die Züchtung des Menschen aber ist nicht Zähmung als Niederhalten und Lahmlegen der ‚Sinnlichkeit‘, sondern die Aufspeicherung und Reinigung der Kräfte in der Eindeutigkeit des streng beherrschbaren ‚Automatismus‘ allen Handelns. Nur wo die unbedingte Subjektivität des Willens zur Macht zur Wahrheit des Seienden im Ganzen wird, ist das Prinzip der Einrichtung einer Rassenzüchtung, d. h. nicht bloße aus sich wachsende Rassenbildung sondern der sich selbst wissende Rassengedanke möglich und d. h. metaphysisch notwendig. So wenig der Wille zur Macht biologisch, vielmehr ontologisch gedacht ist, so sehr hat Nietzsches Rassengedanke nicht einen biologistischen, sondern einen metaphysischen Sinn.“

Diese Stelle wurde als historische und philosophische Legitimierung der Rassenselektion und Judenvernichtung gedeutet. Im Einwand dagegen hieß es, dass „nicht jeder, der etwas auf seinen Grund zurückführe, es auch legitimiere.“ Krzysztof Ziarek urteilt auch: Es gehe ohne Zweifel um kritische Bemerkungen zu Rasse und Rassevorrang. 1927 hatte Heidegger in einem Schelling-Seminar geäußert, dass das „Böse metaphysisch notwendig“ ist, d. h. notwendig zum Sein des Seienden gehört. 1940 schrieb er: „Nietzsche erkennt den metaphysischen Charakter der Maschine […]: ‚sie gibt das Muster der Partei-Organisation und der Kriegsführung‘.“ In einer gestrichenen Stelle der Vorlesung über „Nietzsche: Der europäische Nihilismus“ 1940 diskutierte er ebenso das Wesen der Metaphysik (als „Macht der Berechnung und Planung“ definiert) am Beispiel der „‚Motorisierung‘ der Wehrmacht“:

„Aus dem Gesichtskreis bürgerlicher Bildung und ‚Geistigkeit‘ möchte man z. B. die vollständige, d. h. hier von Grund auf grundsätzliche ‚Motorisierung‘ der Wehrmacht für eine Erscheinung des nur schrankenlosen ‚Technizismus‘ und ‚Materialismus‘ ansehen. In Wahrheit ist dies ein metaphysischer Akt, der an Tiefgang sicherlich etwa die Abschaffung der ‚Philosophie‘ übertrifft.“

Herman Philipse zufolge begrüße Heidegger mit diesen Sätzen das totalitäre NS-Regime, weil es einen aktiven Nihilismus und folglich die „Umwertung aller Werte“ Nietzsches vollziehe. Der Grund für die zunehmende Bedeutung der Technik bei Heidegger nach 1933 sei eher darin zu suchen, so Daniel Morat, dass er „durch die Betonung der technisch-modernen Seite der ‚Machenschaften‘ des Nationalsozialismus sein eigenes ideologisches Bezugssystem der ‚Erde‘ vor der NS-Kontamination retten wollte“. Heidegger sagte 1940 offen, dass das Herrschafts- und Machtdenken „als ein Kampf“ (gemäß S. Vietta ist die Assoziation zu Mein Kampf auffällig) nichts anderes als Nihilismus ist, der die Kategorie der Wahrheit nur mehr noch als Funktion von Macht begreifen kann: „Was in diesem Kampf unterliegt, ist, weil es unterliegt, im Unrecht und unwahr. Was in diesem Kampf oben bleibt, ist, weil es siegt, im Recht und wahr.“

### Krieg und Ende der NS-Zeit
Mit der Hinwendung zu Hölderlin und Nietzsche und dem „anderen Anfang“ hatte Heidegger einer Verherrlichung des „Volkes der Dichter und Denker“ Ausdruck gegeben, die auch während des Zweiten Weltkrieges die bevorzugte Konzeption blieb, mit der die „geschichtliche Bestimmung“ des deutschen Volkes und die Ereignisse des Krieges, wie auch die beginnende Kritik am nationalsozialistischen Glauben in die Macht der Technik in ihrem inneren Widerspruch vereint werden konnten. Beispielhaft dafür argumentierte Heidegger in der Zeit der Schlacht von Stalingrad, 1942/43, die Deutschen seien nur als jenes Volk „unbesiegbar“:

„Daher gilt es zu wissen, daß dieses geschichtliche Volk, wenn es überhaupt hier auf ein 'Siegen' ankommt, schon gesiegt hat und unbesiegbar ist, wenn es das Volk der Dichter und Denker ist, das es in seinem Wesen bleibt, solange es nicht der furchtbaren, weil immer drohenden Abirrung von seinem Wesen und so einer Verkennung seines Wesens zum Opfer fällt.“

Heidegger dozierte während des gesamten Zweiten Weltkrieges weiter öffentlich als Professor, vorzugsweise mit Dichtern und Dichter-Philosophen befasst, von seinen Nietzsche-Vorlesungen zu Beginn des Krieges bis zur „Einleitung in die Philosophie“ mit dem Untertitel „Denken und Dichten“, die am 8. November 1944 kriegsbedingt abgebrochen wurde. Die Vorlesungen dieses Zeitraumes im Überblick:
- Nietzsches Lehre vom Willen zur Macht als Erkenntnis (Sommer 1939)

- Nietzsche. Der europäische Nihilismus (II. Trimester 1940)

- Grundbegriffe (Sommer 1941)

- Hölderlins Hymne ’Andenken‘ (1941/42)

- Hölderlins Hymne ’Der Ister‘ (Sommer 1942)

- Parmenides (1942/43)

- Der Anfang des abendländischen Denkens. Heraklit (Sommer 1943)

- Logik. Heraklits Lehre vom Logos (Sommer 1944)

- Einleitung in die Philosophie. Denken und Dichten (Wintersemester 1944/45, im November 1944 abgebrochen)

Aussagen im Kontext des Krieges
Unter Referenz auf die „Deutung des Seins als Vor-gestelltheit“ durch Descartes, die in der gegenwärtigen Folge auch „die metaphysische Möglichkeit der Kraftmaschinentechnik“ sei, deutet Heidegger die Kapitulation Frankreichs 1940 als Zeichen des geistigen Verfalls: „In diesen Tagen sind wir selbst die Zeugen eines geheimnisvollen Gesetzes der Geschichte, daß ein Volk eines Tages der Metaphysik, die aus seiner eigenen Geschichte entsprungen, nicht mehr gewachsen ist in dem Augenblick, da diese Metaphysik sich in das Unbedingte gewandelt hat.“ Die französische Niederlage im technisierten Krieg zeige, „was Nietzsche bereits metaphysisch erkannte, dass die neuzeitliche ‚machinale Ökonomie‘, die maschinenmäßige Durchrechnung alles Handelns und Planens in ihrer unbedingten Gestalt ein neues Menschentum fordert, das über den bisherigen Menschen hinausgeht“. Es genüge nicht „Panzerwagen, Flugzeuge und Nachrichtengeräte“ zu besitzen, vielmehr bedürfe es eines „Menschentums, das von Grund aus dem einzigartigen Grundwesen der neuzeitlichen Technik und ihrer metaphysischen Wahrheit gemäß ist“ und dieser „‚machinalen Ökonomie‘“ sei nur „der Über-mensch gemäß, und umgekehrt: Dieser bedarf jener zur Errichtung der unbedingten Herrschaft über die Erde.“
Über Heideggers Deutung und Bewertung des nietzscheschen Übermenschen, die hier über die Frage einer Zustimmung zu den Blitzkriegen des nationalsozialistischen Deutschland oder der einer Kritik am Kriegsgeschehen entscheidet, herrscht insbesondere für das Jahr 1940, d. h. für die Zeit vor dem Beginn der militärischen Niederlagen des „Dritten Reiches“, keine Einigkeit. In der Exegese von W. Müller-Lauter erschien für Heidegger der Übermensch im Jahr 1940 noch jener zu sein, der „‚das meisternde Vorgehen in die Welteroberung und Weltherrschaft‘“ betreibe und „der als Subjekt dem Seienden das Maß gibt“, auch als jener, wie F. Agell bekräftigt, der „das notwendige Produkt der Bewegung des Willens zu seiner Selbstbestätigung als Wille zum Willen“ sei, und der dadurch der „Herr der Erde“ werde und „geradezu Heideggers Billigung“ finde.
Der Kommentar zur Niederlage Frankreichs wird auch allgemeiner als eine Gegenüberstellung gesehen, in der die Franzosen „als unfähig bezeichnet“ werden, „weiterhin die Philosophie Descartes' zu tragen“, dagegen “ein Übermensch postuliert“ werde, “der Technik und Metaphysik in sich aufnehme“ und in der Form der „Führer der totalitären Bewegungen“ die „geschichtlich notwendige Herrschaft“ vollziehe.
Gegen die billigende und bejahende Wertung dieses „Übermenschen“ auf deutscher oder nationalsozialistisch-faschistischer Seite steht die Exegese, die von S. Vietta repräsentiert wird, und der die grundlegende Kritik an der machenschaftlichen Technik zugrunde liegt, dass Heidegger „Nietzsches Ruf nach dem 'Übermenschen' (…) gerade nicht folgt.“ Die Beherrschung der „‚machinalen Ökonomie‘“, wie sie sich im Zweiten Weltkrieg zeige, durch den Übermenschen sei mit diesem für Heidegger „die letzte Verkörperung des nihilistischen Herrschaftdenkens", so dass die dort konstatierte „Kritik des Nationalsozialismus und seiner Ideologe“ bereits 1940 in eine „Kritik der Technik“ übergehe. Das wiederum sei, in der Analyse der Darlegungen von W. Müller-Lauter durch F. Agell, vielmehr erst 1942 der Fall gewesen, „zu einem Zeitpunkt, als allmählich deutlich wurde, dass Deutschland den Krieg nicht gewinnen werde“. Dann erst sei Heidegger der Übermensch als „ein passiver Maschinist“ erschienen, der für die „Verwüstung der Erde“ verantwortlich sei.
„Der Planet steht in Flammen“
Nach der deutschen Niederlage in der Zweiten Schlacht von El Alamein im November 1942 und nach dem Debakel in Stalingrad Anfang 1943 wird Heideggers Kritik an der abendländischen Philosophie als Ursprung der Technik offenkundig. Zu Beginn der Vorlesung „Der Anfang des abendländischen Denkens. Heraklit“, im Sommer 1943 heißt es, die Technik sei „die Folge der 'Philosophie' und nichts außerdem“, wobei Heraklit sogleich von der „Philosophie“, mit Platon beginnend, ausgenommen und dagegen als „Denker“ bezeichnet wird.
Auch hier wird damit ein Anfang vor dem Anfang der Metaphysik beschworen, ein solcher, der erst nach Heraklit in den Irrweg der Machenschaft abzweigte und der als anderer Anfang allein durch die Deutschen noch zu retten sei: diese „größte und die eigentliche Prüfung der Deutschen“ stehe noch bevor: „ob sie über die Bereitschaft zum Tode hinaus stark genug sind, gegen die Kleingeisterei der modernen Welt das Anfängliche“ zu retten. Denn: „Die Gefahr, in der das 'heilige Herz der Völker' des Abendlandes steht, ist nicht die eines Untergangs, sondern die, daß wir, selbst verwirrt, uns selbst dem Willen der Modernität ergeben und ihm zutreiben.“
Daraus wird von D. Morat gefolgert, dass Heidegger „die Rettung aus dem Weltkrieg von den Deutschen erwartete, auch wenn sie es waren, die ihn angezettelt hatten“. Demnach trennte er dazu nunmehr „zwischen der Abirrung des technisch-metaphysischen Nationalsozialismus und der Besinnung auf das eigentliche Wesen der Deutschen, das er zudem verstärkt in den Kontext Europas und der 'Rettung des Abendlandes' (…) einordnete, für das die Deutschen als 'Volk der abendländischen Mitte' (…) eine besonderen Aufgabe und Bedeutung hätten“.

„Der Planet steht in Flammen. Das Wesen des Menschen ist aus den Fugen. Nur von den Deutschen kann, gesetzt, dass sie ‚das Deutsche‘ finden und wahren, die weltgeschichtliche Besinnung kommen.“

Das „wartende Volk“
Auch der gegen Ende des Krieges 1945 verfasste und erst 1995 publizierte Dialog Abendgespräch in einem Kriegsgefangenenlager in Russland zwischen einem Jüngeren und einem Älteren widmet sich der Frage nach dem Wesen des deutschen Volkes und seiner Aufgabe in Bezug auf andere Völker. Am Tag der bedingungslosen Kapitulation der Deutschen, fügte Heidegger dem noch eine Notiz hinzu: „Schloss Hausen im Donautal, 8. Mai 1945“, wo er sich zwischenzeitlich aufhielt: „Am Tage, da die Welt ihren Sieg feierte / und noch nicht erkannte, daß sie seit / Jahrhunderten schon die Besiegte ihres / eigenen Aufstandes ist.“
Diese Bemerkung scheint, in der Sicht des ehemaligen Vorsitzenden der Heidegger-Gesellschaft, Günter Figal, „den Sieg der Alliierten durch Einordnung ins Große einer abendländischen Verfallsgeschichte wegreden zu wollen“.
In der kritischen Erörterung des „Abendgespräches“ zur militärischen Niederlage des nationalsozialistischen Deutschland wird auch darauf hingewiesen, dass darin kein Soldat auftauche, „kein Toter, kein einziger Mord, kein Verbrechen“, sondern „nur der Kriegsdienst“. Die beiden Dialogpartner seien „vor allem Deutsche“ und reden nicht nur über das Volk der Dichter und Denker, sondern sie selbst sind der Dichtende (der Jüngere) und der Denkende (der Ältere), das Volk an sich. Mit den beiden Figuren ist sozusagen das ganze deutsche Volk in Gefangenschaft geraten.“ Im Sinne der nichtaktivistischen „Gelassenheit“, die das Volk der Dichter und Denker als solches bestimme, werden die Deutschen, repräsentiert durch die beiden wartenden Gefangenen, als „das in einem einzigen Sinne wartende Volk“ begriffen, und Aufgabe dieser Deutschen sei es mithin, „den Völkern“ die Fähigkeit des Wartens zu lehren. D. Morat: „Auch in diesem Dokument des Kriegsendes bekundete Heidegger also seinen Glauben an das 'noch vorenthaltene Wesen unseres geschlagenen Volkes' (…) und ging wie schon 1943 davon aus, dass nur 'von den Deutschen […], gesetzt, daß sie 'das Deutsche' finden und wahren, die weltgeschichtliche Besinnung kommen' (…) könne.“
„Schanzarbeit“ und Kriegsende auf Burg Wildenstein

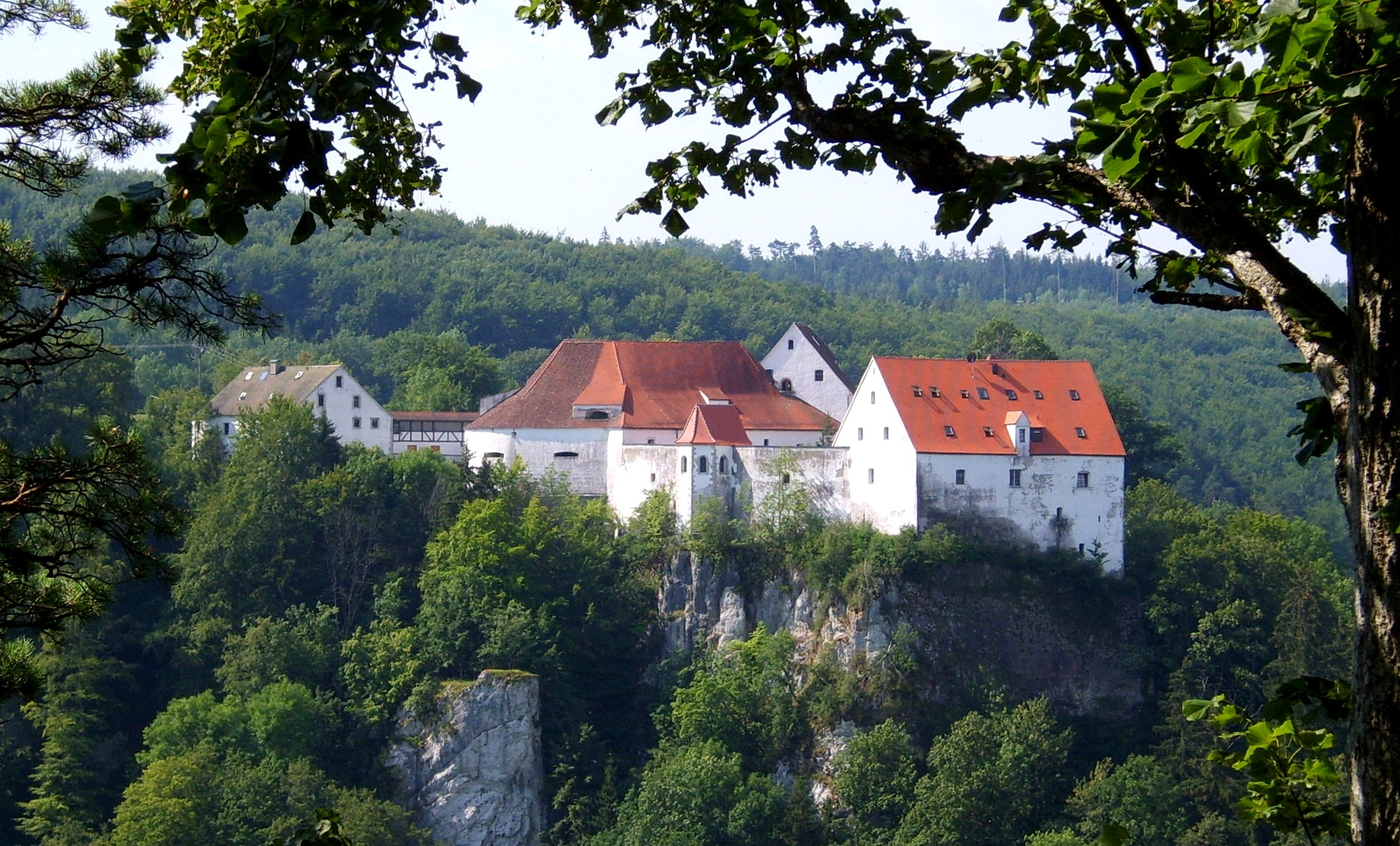
Die Burg Wildenstein, in der Heidegger mit zehn Professoren und dreißig Studentinnen der Philosophischen Fakultät das Ende des Zweiten Weltkrieges erlebte

Bis Ende 1944 hatte der Zweite Weltkrieg keine dokumentierten Auswirkungen auf Heideggers Lebensverhältnisse. Erst nachdem die NSDAP im Oktober „alle waffenfähigen Männer im Alter von 16 bis 60 Jahren“ zum Volkssturm aufgerufen hatte, erging der Stellungsbefehl auch an den Philosophen, der am 8. November davon in Kenntnis gesetzt und am 23. November zur Errichtung von Schanzen in Breisach am Rhein (Kaiserstuhl) östlich des Brückenkopfes Elsass eingezogen wurde, während der Kämpfe um Elsass und Lothringen und am Tag, als die westlichen Alliierten Straßburg eroberten – gleichermaßen vier Tage vor der Bombardierung Freiburgs. Heidegger wurde aber schon am 2. Dezember wieder entlassen, „nachdem seine Kompanie den Rückzug über den Rhein angetreten hatte.“
Der Versuch von Heideggers engem Freund, dem NS-Rassenhygieniker Eugen Fischer, sich für ihn zu verwenden, scheint für die Entlassung also nicht ursächlich gewesen zu sein. An dem Tag, an dem Heidegger an den Rhein marschierte, hatte Fischer an den „Reichsstudentenführer“ Gustav Adolf Scheel telegrafiert, der inzwischen auch Gauleiter von Salzburg war: „Volkssturm und Stundengebot voll erkennend, mich einsetze für Fakultätsbitte Elsaß eingesetzten Volkssturmmann Heidegger, einzigartigem Nation und Partei unersetzlichem Denker Befreiung vom Waffendienst zu erwirken". Fischer schickte dem einen Brief hinterher, und Scheel antwortete am 12. Dezember, doch dessen Eingreifen war nicht mehr nötig: „Die Angelegenheit Heidegger war inzwischen befriedigend gelöst" (H. Ott).

„Als Parteigenosse und somit Vorbild – nicht wegen der von Heidegger behaupteten Entbehrlichkeit seiner Person – wurde er als fünfundfünfzigjähriger, sportlicher, gesunder Mann zum Volkssturm abkommandiert. Wie schon im Ersten Weltkrieg, so gelang es ihm auch im zweiten, der Front durch Fürsprache zu entgehen. Heidegger hatte (…) Heroismus, Größe und Einsatz für das Vaterland zunächst philosophisch verklausuliert, ab 1933 im offenen nationalsozialistischen Jargon verkündet (…). Doch sein persönliches Opfer für das oft beschworene Gemeinwohl grenzte eher an Feigheit. Nach der Bombardierung Freiburgs im Nov. 1944 verließ er die zerstörte Stadt, um sich in die kriegsferne Idylle seiner Meßkircher Heimat zu begeben.“

In seinem Gespräch mit dem Spiegel 1966 sagte Heidegger, er sei bereits im Sommer 1944 zu Schanzarbeiten eingezogen worden, dann erneut, im November, zum „Volkssturm“, was in der Forschung bisher keine Bestätigung findet.
Nach Heideggers rund zehntägigem Dienst im Krieg stellte sich ihm das Problem, wo die Philosophische Fakultät weiter arbeiten konnte, da das Gebäude nach den Bombenangriffen – rund 80 Prozent der Stadt Freiburg waren zerstört worden – nicht mehr nutzbar war. Auf Heideggers Betreiben zog die Fakultät am 16. März 1945 in die Burg Wildenstein über dem Donautal. Heidegger selbst kam unweit davon im Forsthaus der Burg Hausen bei Prinz von Sachsen-Meiningen und seiner Ehefrau Margot unter, letztere war seit 1942 eine seiner Studentinnen, dann seine Geliebte und, wie ihr Mann, seit 1932 Mitglied der NSDAP. Hingegen blieb Heideggers Frau Elfride im Haus in Freiburg-Zähringen.
Außerdem war Heidegger in diesen Monaten vor der bedingungslosen Kapitulation angesichts der anrückenden westlichen Alliierten um den Erhalt seiner Manuskripte besorgt. Meßkirch wurde am 22. Februar 1945 bombardiert, woraufhin sich Heidegger in seinen Geburtsort begab, wie sein Sohn Heinrich berichtet: „Die zwei Eisenkisten waren bei uns im Hause; in der Volksbank waren aber auch zwei Safes gemietet für wertvolle Manuskripte; nach dem Luftangriff vom 22. Februar holte Martin Heidegger selbst die Manuskripte aus dem zerstörten Gebäude heraus“. Die Schriften wurden nach Bietingen gebracht.
Heidegger erlebte das Kriegsende im Kreis von zehn Professoren und rund dreißig Studentinnen – die Studenten waren an der Front – auf Burg Wildenstein, privat im Haus des Prinzen und der Prinzessin von Sachsen-Meiningen.
Doxographie zu Heideggers Freistellung vom „Volkssturm“

## Zeit nach 1945

### Entlassung, Lehrverbot und Emeritierung

Französische Besatzungszone in Deutschland, Gebietsstand vom 8. Juni 1947 bis 22. April 1949

Am 21. April 1945, als Heidegger noch auf der Burg Wildenstein weilte, beendeten französische Truppen der 9. Kolonial-Infanterie-Division (DIC) und der 1. Panzerdivision die nationalsozialistische Herrschaft in Freiburg. Aufgrund des Wohnungsmangels in der nahezu komplett zerstörten Stadt wurde angeordnet, alle noch intakten Häuser von NSDAP-Mitgliedern zu beschlagnahmen, darunter das von Heidegger, wogegen dessen Frau Elfride am 10. Juni Widerspruch einlegte, bekräftigt von ihrem erst am 24. Juni von der Burg zurückkehrenden Ehemann. Bis zum September wurden in der Stadt 2.540 Wohnungen beschlagnahmt, doch Heidegger bewertete das in seinem Fall als „Diskriminierung meiner Person und meiner Arbeit“ und erhob „den schärfsten Einspruch“.
Zur Begründung hieß es u. a.: „Ich habe in der Partei niemals ein Amt innegehabt“. Bereits in diesem Schreiben wurden, so H. Ott, „die Grundelemente der nachmaligen apologetischen Linie“ und die Sprachregelung seiner Selbstdarstellung erkennbar (s. u.). Während große Teile der Bevölkerung obdachlos waren, entschied der von der französischen Militärregierung eingesetzte Oberbürgermeister, dass die Heideggers im eigenen Haus bleiben konnten, doch zwei Familien aufnehmen mussten.
Das Bereinigungsverfahren
Die Universität hatte schon am 25. April, nur vier Tage nach dem Einmarsch der französischen Truppen und rund zwei Wochen vor dem offiziellen Ende des Krieges, die Führer-Verfassung wieder außer Kraft gesetzt und einen neuen Senat gewählt. Ende Juli wurde zusätzlich eine Kommission mit der Aufgabe gebildet, die Universität gegenüber der französischen Militärregierung zu vertreten, was darauf hinauslief, die Verfahren der Säuberung („épuration“) des Lehrkörpers von NS-belasteten Mitgliedern in die Wege zu leiten. Die Kommission wurde aus Professoren gebildet, die aufgrund ihrer Teilnahme am Freiburger Widerstand oder ihrer Gegnerschaft zum Nationalsozialismus von der Siegermacht akzeptiert wurden: Constantin von Dietze, der den Vorsitz innehatte, Gerhard Ritter und Adolf Lampe gehörten zur ersten Gruppe, Friedrich Oehlkers und Arthur Allgeier zur zweiten. Das Bereinigungsverfahren im Fall Heidegger zog sich über Etappen vom Juli 1945 bis zum Dezember 1946 hin. Für Heideggers Ersuchen auf Emeritierung setzte sich die Philosophische Fakultät von 1949 bis zur Pensionierung im September 1951 ein.
- 23. Juli 1945: erste Anhörung vor der fünfköpfigen Kommission
- 28. September 1945: französische Militärregierung erklärt Heidegger für „disponible“
- September 1945: erstes Gutachten
- 19. Dezember 1945: von-Dietze-Gutachten (Revision des ersten Gutachtens)
- Dezember 1945: zweite Anhörung vor der Kommission
- 22. Dezember 1945: Gutachten von Karl Jaspers
- 19. Januar 1946: Senatsentscheidung – Lehrverbot
- 28. Dezember 1946: Ratifizierung durch die Militärregierung – Lehrverbot, keine Funktion in der Universität
- 9. Januar 1949: Heidegger ersucht den neuen Rektor, bei der Militärregierung die Aufhebung seines Lehrverbotes zu erwirken
- Mai 1949: Die philosophische Fakultät stellt beim Senat den Antrag auf Aufhebung des Lehrverbotes
- Frühling 1949: Neue Gutachten
- 1. April 1950: Antrag der Philosophischen Fakultät auf Heideggers Reintegration
- Das badische Staatsministerium garantiert Heideggers Pensionierung und Emeritierung mit dem 62. Lebensjahr, wirksam am 26. September 1951, was eine Aufhebung des Lehrverbotes beinhaltet.

Die „überwiegend wohlwollende“ Kommission folgte in ihrem ersten Gutachten weitgehend Heideggers Selbstdarstellung und hielt fest, er habe 1933 „eine geistige Erneuerung des deutschen Lebens auf völkischer Grundlage“ erwartet und überdies die Nationalsozialisten als „eine Rettung der abendländischen Kultur von den Gefahren des Kommunismus“ betrachtet. Es wurde aber auch vermerkt, dass Heidegger sich bis zur Aufhetzung der Studenten habe hinreißen lassen, zudem auch „eifrige Mitarbeit“ an der „Umwandlung der Universität im Sinn des neuen ‚Führerprinzips‘“ und an der „Einführung äußerer Formen des Hitlertums (…) in das akademische Leben“ geleistet und „antinazistische Persönlichkeiten“ zurückgesetzt oder preisgegeben habe. Das Gutachten schlug die Emeritierung vor, die ihm die Möglichkeit beschränkter Lehrtätigkeit belassen, ihn jedoch aus der aktiven Beteiligung an der Selbstverwaltung, den Prüfungen und Habilitationen entfernen würde‘.“ Ein Mitglied der Kommission verlange jedoch weitere Konsequenzen.
Bei diesem Kommissionsmitglied handelte es sich um den Widerstandskämpfer Adolf Lampe, dem Heidegger 1933 politische Unzuverlässigkeit attestiert hatte (s. o.). Gemeinsam mit Heideggers anderem Gegenspieler aus der Rektoratszeit, Walter Eucken, und mit dem Prorektor Franz Böhm – alle, wie auch der Vorsitzende von Dietze, ehemalige Angehörige des Freiburger Kreises – bildete sich eine Trias, die schärfere Konsequenzen forderte, da Heidegger „mit unduldsamem Fanatismus (…) verderbliche Irrlehren gepredigt“ habe und zwar solche, „die von ihm bis zum heutigen Tag niemals zurückgenommen worden sind“. Unter dem Druck dieser Trias legte von Dietze als Vorsitzender der Kommission am 19. Dezember eine Revision des Gutachtens vor, das deutlicher auf Heideggers „Verhalten gegen Juden“ und den von ihm behaupteten Kampf gegen den NS einging: „Ohnehin hat Herr Heidegger damals den Nationalsozialismus niemals so deutlich und klar bekämpft, wie er einst in der Rektoratsrede für ihn eingetreten ist."
Das Jaspers-Gutachten
Während erneuter Anhörungen im Dezember bat Heidegger darum, insbesondere die Frage, ob er Antisemit sei, von Karl Jaspers beantworten zu lassen, was dieser noch im Dezember in einem Brief an Oehlkers tat. Gegen Heideggers Erwartungen fällte Jaspers aber ein verheerendes Urteil, teils durch Heideggers Gutachten im Fall Baumgarten von 1933 bestimmt, in dem dieser als zugehörig zum „liberal-demokratischen Heidelberger Intellektuellenkreis um Max Weber“ bezeichnet wurde (s. o.), dem auch Jaspers zuzuzählen war, der die Abschrift mitsamt der als diffamierend gedachten Behauptung einer Verbindung zum „Juden Fraenkel“ zitierte und folgerte: „Wir sind heute an Greuel gewöhnt, an denen gemessen man heute vielleicht kaum noch versteht, welches Entsetzen mich damals beim Lesen dieser Sätze ergriff.“ Es sei dadurch bewiesen, dass Heidegger „wenigstens in gewissen Zusammenhängen Antisemit geworden ist.“ Neben Alfred Baeumler und Carl Schmitt sei Heidegger einer der drei Professoren, „die versucht haben, geistig an die Spitze der nationalsozialistischen Bewegung zu kommen“. In der Frage des weiteren Vorgehens der Kommission sprach Jaspers eine Empfehlung aus: „Solange in ihm nicht eine echte Wiedergeburt erfolgt, kann m. E. ein solcher Lehrer nicht vor die heute innerlich fast widerstandslose Jugend gestellt werden“, weshalb er für eine Suspension vom Lehramt für einige Jahre plädierte. Auf der Grundlage der Revision des ersten Gutachtens und auf der des Jaspers-Briefes sprach sich der Senat auf einer Sitzung am 19. Januar 1946 für den Entzug der Lehrerlaubnis aus, durch die französische Militärregierung in der Entscheidung vom 28. Dezember ratifiziert, was den Verlust des Professorenamtes und Verlust der Lehrbefugnis auf Dauer und das Verbot jeglicher Teilnahme am akademischen Leben bedeutete.
Ob der Jaspers-Brief mit der Abschrift des Gutachtens im Fall Baumgarten und die darauf folgende Entscheidung des Senates zum Verlust seiner Lehrerlaubnis den Nervenzusammenbruch Heidegger im Frühjahr 1946 bewirkt haben, wird in der Meinung der Forscher, dass dieses die Gründe gewesen seien, mehrheitlich bejaht, ist jedoch nicht durch den damals behandelnden Arzt Viktor von Gebsattel bestätigt, noch ist es gänzlich unwidersprochen, da auch der Seelenkonflikt genannt wird, der für Heidegger dadurch bestanden habe, dass er sich in dieser Zeit zwischen seiner Geliebten, Margot von Sachsen-Meiningen, und seiner Ehefrau Elfride habe entscheiden müssen.
Die Emeritierung 1951
Die Philosophische Fakultät blieb während des Bereinigungsverfahrens weitgehend unbeteiligt und äußerte sich nur gelegentlich, immer zu Heideggers Gunsten, und das wurde, so Joseph Sauer, „mit allgemeinem Lachen entgegengenommen“. Als 1949/50 aber Gerd Tellenbach zum Rektor gewählt wurde, stellte wieder die Philosophische Fakultät die Leitung der Universität, was Heidegger dazu nutzte, eine seiner Rechtfertigungsschriften, Mein Verhältnis zur Universität, an Tellenbach zu senden und diesem vorzuschlagen, bei der Militärregierung die Aufhebung des Lehrverbotes zu erwirken. Dem kam die Philosophische Fakultät im Mai 1949 schriftlich mit dem Verweis auf Heideggers internationale Bedeutung nach. In der folgenden universitätsinternen Diskussion wurden aber auch wieder Gegenpositionen laut, die argumentierten, dass Heidegger „eher ein Modephilosoph sei oder gar ein Scharlatan, dessen Lehre gefährlich sei und zu recht unter das Lehrverbot falle.“ Die von Laien durchgeführten Spruchkammerverfahren des US-amerikanischen Sektors wurden 1947 auch von der französischen Militärregierung übernommen und produzierten „mit zunehmender zeitlicher Distanz zum Kriegsende immer mildere Entscheidungen“, was, im Urteil von K. Hochstuhl, das Scheitern der Entnazifizierung auch in der französischen Besatzungszone belege: „Spätestens ab 1948 war die Entnazifizierung zu einer lästigen Pflichtübung geworden.“ In einem solchen Spruchkammerverfahren wurde Heidegger 1949 nur als „Mitläufer“ bewertet, was zwar keine unmittelbaren Auswirkungen auf die Entscheidung der Militärregierung hatte, die Bemühungen, das Lehrverbot aufzuheben aber begünstigte. Nachdem weitere, internationale Gutachten eingeholt wurden, auch Karl Jaspers sein vorheriges Urteil etwas abmilderte, einigte man sich mit Heidegger darauf, die Aufhebung des Lehrverbotes durch die Pensionierung mit Emeritierung zu bewirken, was mit seinem 62. Geburtstag am 26. September 1951 rechtswirksam wurde – von Heidegger zeitlebens als drittklassige Rehabilitierung empfunden.

### Heideggers NS-Zeit in seiner Selbstdarstellung
Mit dem Protest gegen die Beschlagnahmung seines Hauses im Juli 1945 beginnend, hat sich Heidegger in privaten und offiziellen Briefen und in Aufsätzen zu seinem Verhalten während der nationalsozialistischen Zeit geäußert, wobei die meisten der Stellungnahmen erst nach seinem Tod gedruckt wurden. Die Texte im Überblick:
- Brief an den provisorischen Oberbürgermeister Freiburgs (16. Juli 1945)[645]
- Das Rektorat 1933/34. Tatsachen und Gedanken (1945)[646]
- Antrag auf Wiedereinstellung in die Lehrtätigkeit, (4. November 1945)[647]
- Erläuterungen und Grundsätzliches, (Brief an den Vorsitzenden von Dietze, vom 15. Dezember 1945)[648]
- Meine Beseitigung (1946)[649]
- Brief an Herbert Marcuse (20. Januar 1948)[650]
- Briefe an Karl Jaspers (1946, März 1950)[651]
- Brief an einen Studenten (1960)[652]
- Nur ein Gott kann uns retten (Gespräch mit „Der Spiegel“, 1966)[653]
- Brief an Stefan Zemach (1968)[654]

In diesen Texten und in notierten Anhörungen vor der Bereinigungskommission vertrat Heidegger eine Perspektive der Verteidigung, teils variierend, der im Zeitraum von rund zwei Jahrzehnten u. a. folgende Argumente zugrunde lagen:
1. er habe den Nationalsozialismus unterstützt, weil er eine „geistige Erneuerung“ davon erwartet habe, auch als ein Bollwerk, um den Kommunismus zu verhindern
2. er habe das Rektorat 1933 nur widerstrebend angetreten
3. er sei dann nur im Amt geblieben, um Schlimmeres zu verhüten
4. er sei nach dem Rücktritt vom Rektorat und insbesondere nach dem sogenannten „Röhm-Putsch“ 1934 in den „geistigen Widerstand“, in die „Opposition“ gegangen
5. er habe in seinen Vorlesungen dann deutliche Kritik am Nationalsozialismus geübt und damit eine entsprechende Wirkung auf seine Studenten gehabt

Einige dieser Argumente, die Heidegger zu einer „biographischen Strategie“ (D. Morat) nutzte, gehören zu jenen, die als „kollektives Verhalten“ und „These so vieler“ zu den Reaktionsmustern der Selbstentlastung nach der NS-Zeit gezählt und in diesem Sinn kritisiert werden, insbesondere die Paradigmen „um Schlimmeres zu verhüten“ und “um den Kommunismus zu verhindern“.
Die Strategie der Rechtfertigung wurde speziell in Heideggers Fall aber bezüglich ihrer faktischen Richtigkeit, ihrer Glaubwürdigkeit und ihrer redlichen Absicht von Kollegen und Kommentatoren in Abrede gestellt oder gänzlich zurückgewiesen. So nannte H. Marcuse am 13. Mai 1948 die Erklärung einer „geistigen Erneuerung“ durch den Nationalsozialismus eine Verwechslung der „Liquidierung des abendländischen Denkens mit seiner Erneuerung“, die ein intellektuelles Problem sei und zwar ein „Problem der Erkenntnis, der Wahrheit“ – und brach den Kontakt zu Heidegger endgültig ab. Auch angesichts der von H. Ott mehrfach erörterten Diffamierung, die Heidegger 1935 in der Vorlesung „Einführung in die Metaphysik“ gegen einen der geistigen Mentoren der „Weißen Rose“, Theodor Haecker, und dessen Buch mit dem kantischen Titel „Was ist der Mensch?" ausschüttete, wurde der Anspruch, nach 1934 zum Widerstand gehört zu haben und die Behauptung, die Gestapo habe in seinen Vorlesungen einen „Herd“ für die „Studentenaktion Scholl“ gesucht als bar jeder Grundlage und als veritable Unverschämtheit und Obszönität bezeichnet.
Auch die Argumente bezüglich Heideggers ungebrochenem Engagement für Hitler und den Nationalsozialismus nach 1934 (s. o.) werden in der Forschung gegen die Glaubwürdigkeit der diesbezüglichen Selbstdarstellung genannt, erweitert durch Dokumente wie dem „Fragebogen zur politischen Beurteilung“ des „Sicherheitsdienstes“ (SD) der SS, in dem Heidegger noch am 11. Mai 1938 als „politisch zuverlässig“ beurteilt wurde. Zudem werden zahlreiche Ungenauigkeiten und Widersprüche in Heideggers Verteidigungsschriften genannt.
So ist auch der mehrfach von ihm geltend gemachte Ausschluss vom Philosophenkongress 1934 in Prag nach überwiegender Forschermeinung offenbar bloß auf ein Nicht-Erscheinen zurückzuführen, das Heidegger mit Krieck, Baeumler, Rothacker und Rosenberg teilte. Dagegen waren Löwith, Popper und Husserl in Prag, und Hans Heyse sprach in einem Brief an das Reichserziehungsministerium vom 4. August 1936, als es um den Kongress 1937 in Paris ging, von der Linie in Prag, die es diesmal zu vermeiden gelte.
Neben Kritikern seiner Rechtfertigungsschriften haben Heidegger auch Freunde, ehemalige Schüler, Gefolgsleute und Kommentatoren nach 1945 schließlich der Unaufrichtigkeit bezichtigt, ihn als „Schwarzwälder Schlitzohr“ und als notorischen Lügner charakterisiert, was auch seine philosophische Wahrheitskonzeption geprägt habe und seinen Umgang mit den weltlichen Ereignissen.

„Ich glaube, dass er etwas Verlogenes hatte. Menschlich-politisch allemal, aber auch im Philosophischen“

Wenn jemand nach Todtnauberg käme, um ihm Vorhaltungen zu machen, so Hannah Arendt in einem Brief an Jaspers 1949, dann würde Heidegger „lügen, das Blaue vom Himmel, und sich darauf verlassen, daß man ihn nicht ins Gesicht einen Lügner nennen wird. Er hat wohl geglaubt, daß er sich auf diese Manier von der Welt billigst loskaufen könnte, aus allem Unangenehmen rausschwindeln und nur Philosophie machen. Und dann ist ihm natürlich prompt diese ganze verzwickt-kindische Unehrlichkeit doch in das Philosophieren geschlagen.“ Die Methode, aus eigenen Schriften der NS-Zeit wie der Rektoratsrede zu zitieren und zweifelhafte Verweise einfach wegzulassen, etwa jenen auf die „erd- und bluthaften Kräfte“, kommentierte Heideggers einstiger Schüler Günther Anders: „Nimmt er an, daß niemand die Zitate zu vergleichen in der Lage ist? Ist unsereins nicht einer besseren Lüge würdig? Eines schlaueren Betruges?“

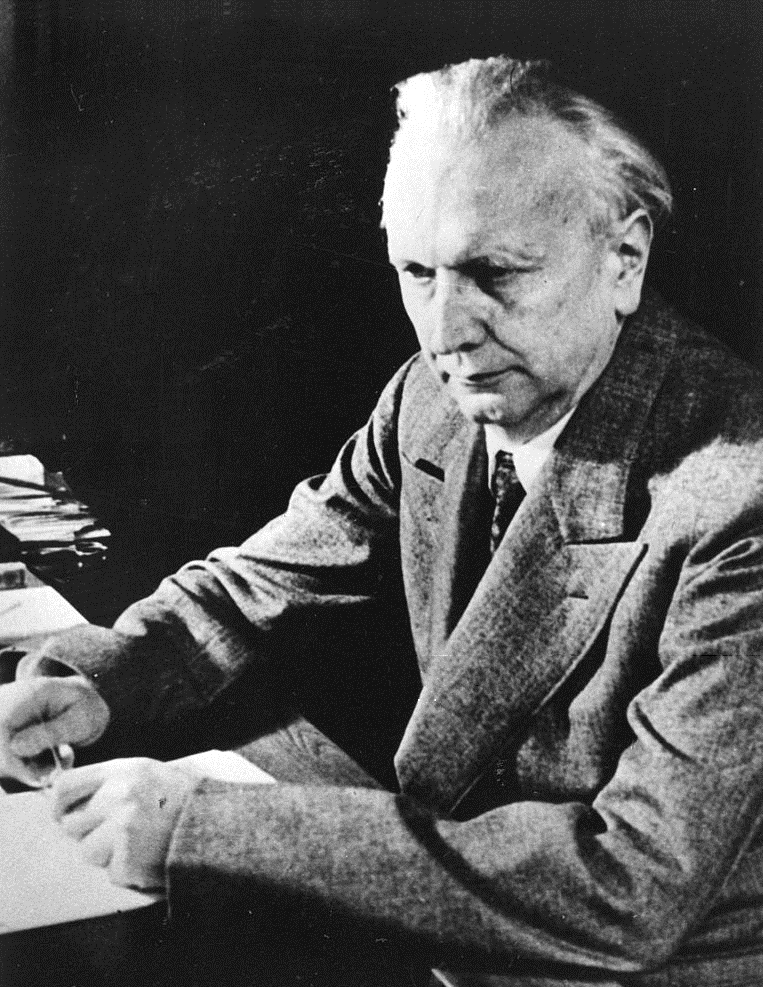
Karl Jaspers (1946)

Von Arendt brieflich dazu gedrängt, erklärte Heidegger aber am 7. März 1950 in einem Schreiben an Jaspers: „Ich bin seit 1933 nicht deshalb nicht mehr in Ihr Haus gekommen, weil dort eine jüdische Frau wohnte, sondern weil ich mich einfach schämte.“ Schon am 5. Juli 1949 hatte er in einem Brief an Jaspers von der „Auseinandersetzung mit dem deutschen Unheil und seiner weltgeschichtlich-neuzeitlichen Verflechtung“ gesprochen. Jaspers antwortete erst 1952 und nannte Heideggers Versuche eines Schuldbekenntnisses aufgrund von dessen „Unbestimmtheit“ einen „Schein der Großartigkeit“ und fragte, ob zur 'Macht des Bösen', von der Heidegger geschrieben hatte, nicht auch 'die Verschleierung und das Vergessen des Vergangenen' gehöre, worauf die Antwort ausblieb.
Dieser weitere Vorhalt betrifft Heideggers fehlende Entschuldigung zu seiner Rolle im Nationalsozialismus und sein beharrliches öffentliches Schweigen dazu, das nach dem Bereinigungsverfahren bis zu seinem Tod andauerte. Von Karl Jaspers, Rudolf Bultmann und Herbert Marcuse zu einer Erklärung aufgefordert, antwortete Heidegger 1948 dem letzteren, dass es ihm unmöglich gewesen sei, „weil die Nazianhänger in der widerlichsten Weise ihren Gesinnungswechsel bekundeten, ich aber mit ihnen nichts gemein hatte.“ Heideggers rund dreißigjähriges diesbezügliches Verstummen wurde in zahlreichen Aufsätzen und Artikeln kritisch kommentiert.

„Ohne Heideggers furchtbares Schweigen würden wir das Gebot nicht verspüren, das sich an unser Verantwortungsbewußtsein richtet, die Notwendigkeit, Heidegger so zu lesen, wie er sich selbst nicht gelesen hat.“

### Heideggers Kommentierung des Holocaust
Seit der Forderung von 1933/34 einer „völligen Vernichtung“ des Feindes „in der innersten Wurzel des Daseins eines Volkes“ hatte Heidegger mit Darlegungen zum „Weltjudentum“, zum „Rasseprinzip“ und zur „Rassereinheit“ eine Geisteshaltung geteilt, die dem Beginn des Völkermordes an Juden im Sommer 1941 ursächlich vorausging (s. o.). Chronologisch an seine Forderung der „Rassenpflege“ als eine „notwendige Maßnahme“ anschließend, spricht der Philosoph 1942 von einer „Selbstvernichtung“ des „Jüdischen“. Durch Aussagen dieser Art und durch Belege wie dem Bericht von Paul Jurevics über ein Gespräch 1944 wird Heideggers Kenntnis des Völkermordes noch für die Zeit der NS-Herrschaft überwiegend vorausgesetzt – parallel zu der Korrektur in der Frage der zeitgenössischen Kenntnis vom Holocaust in Deutschland. Die Vernichtung der Juden, nach 1945 ausdrücklich als industrieller Massenmord, wurde von Heidegger nur beiläufig, doch mehrfach und deutlich kommentiert. Kontrovers debattiert wird heute die Frage, ob Heidegger den Holocaust befürwortete oder nicht.
Zitate aus dem Zeitraum vor 1945
Am Tag nach der „Reichspogromnacht“, dem 10. November 1938, als die Ruine der niedergebrannten und direkt neben der Universität gelegenen Freiburger Synagoge von der SS gesprengt wurde, hielt Heidegger um 17 Uhr eine Vorlesung, doch er äußerte sich weder in seinen damaligen Notaten noch später zu dieser öffentlichen antisemitischen Gewalt.
Ungeklärt ist der Inhalt eines unausgesprochenen Wissens, das Heidegger in einem Brief an Kurt Bauch vom 10. August 1941 für sich beansprucht, doch in höherem Maß noch dem Adressaten zuspricht, dem Kunsthistoriker und, seit 1941, Stabsmitglied der Seekriegsleitung des Oberkommandos der Kriegsmarine in Berlin: „Und nun ist der russische Krieg da; dieser aber bedeutet mehr, als er selbst ist. Ich brauche dir ja nichts zu erzählen, da du mehr weißt. Aber ich weiß genug.“ Im Monat zuvor und somit gleich zu Beginn des Völkermordes hatte Heideggers Sohn Hermann als Soldat an der Ostfront nach eigenem Bekunden „zum ersten Mal mitbekommen, dass Juden ermordet wurden“, er habe seinem Vater davon aber nichts gesagt. Doch nimmt R. Wolin an, dass Heidegger aufgrund der engen Freundschaft zu Eugen Fischer bereits „von den Vorbereitungen der Nazis zum Genozid gewusst haben könnte.“ Und nach der Exegese der Schwarzen Hefte lässt Peter Trawny keinen Zweifel an Heideggers Kenntnis vom Holocaust noch zur NS-Zeit. Ein Jahr nach Beginn des Völkermordes notiert Heidegger im August 1942 den Gedanken, dass die „Judenschaft“ seit „dem Christ“ das „Prinzip der Zerstörung“ sei, die Vernichtung des Judentums eine „Selbstvernichtung“ und der Kampf gegen Juden die Erfüllung eines seinsgeschichtlichen Gebotes:

„Der Anti-christ muß wie jedes Anti- aus dem selben Wesensgrund stammen wie das, wogegen es anti- ist – also wie‚ 'der Christ'. Dieser stammt aus der Judenschaft. Diese ist im Zeitraum des christlichen Abendlandes, d. h. der Metaphysik, das Prinzip der Zerstörung. Das Zerstörerische in der Umkehrung der Vollendung der Metaphysik-d. h. Hegels durch Marx. Der Geist und die Kultur wird zum Überbau des 'Lebens'-d. h. der Wirtschaft, d. h. der Organisation-d. h. des Biologischen-d. h. des 'Volkes'. Wenn erst das wesenhaft 'Jüdische' im metaphysischen Sinne gegen das Jüdische kämpft, ist der Höhepunkt der Selbstvernichtung in der Geschichte erreicht; gesetzt, daß das 'Jüdische' überall die Herrschaft vollständig an sich gerissen hat, so daß auch die Bekämpfung‚ des 'Jüdischen' und sie zuvörderst in die Botmäßigkeit zu ihm gelangt.“

Nach dem Zeugnis des lettischen Philosophen Paul Jurevics wurde Heidegger von ihm selbst zwar im Herbst 1944 vom Völkermord der Juden der baltischen Länder in Kenntnis gesetzt, habe diesen aber scharf ablehnend kommentiert.
Kommentierung des Holocaust nach 1945
Eine Abhandlung, ein Essay oder ein Schreiben, in dem sich Heidegger dem Thema der Vernichtung europäischer Juden widmet, ist unbekannt. In einigen Hinweisen darauf erhält der Holocaust aber eine Wertung, die der Flucht und Vertreibung Deutscher aus Mittel- und Osteuropa nach 1945 gleichgesetzt oder in die Kritik an der Technik in der zunehmenden Entwicklung industrialisierter Verfahren integriert ist. Das folgende Zitat der Schwarzen Hefte wird als Beleg dafür herangezogen, dass Heidegger 1946 das Verkennen des „Weltwollens“ bezüglich der Deutschen seinsgeschichtlich wichtiger gewesen sei, als das Grauen der Gaskammern, und dass der alliierte Sieg, der dieses Weltwollen begrenzt habe, verbrecherischer sei.

„Wäre z. B. die Verkennung dieses Geschickes – das uns ja nicht selbst gehörte, wäre das Niederhalten im Weltwollen – aus dem Geschick gedacht, nicht eine noch wesentlichere ’Schuld‘ und eine ’Kollektivschuld‘, deren Größe gar nicht – im Wesen nicht einmal am Greuelhaften der ’Gaskammern‘ gemessen werden könnte –; eine Schuld – unheimlicher denn alle öffentlich ’anprangerbaren‘ ’Verbrechen‘ – die gewiß künftig keiner je entschuldigen dürfte. Ahnt ’man‘, daß jetzt schon das deutsche Volk und Land ein einziges Kz ist – wie es ’die Welt‘ allerdings noch nie ’gesehen‘ hat und das ’die Welt‘ auch nicht sehen will – dieses Nicht-wollen noch wollender als unsere Willenslosigkeit gegen die Verwilderung des Nationalsozialismus.““

Es wurde darauf aufmerksam gemacht, dass Heidegger neben den Begriffen „Schuld“ und „Kollektivschuld“ auch das Wort „Gaskammern“ in Anführung setzte. Gemäß Peter Trawny, bestätigt das Zitat auch den Tenor des Antwortschreibens an Marcuse von 1948, in dem Heidegger beklagte, dass die Alliierten vor den Augen der Weltöffentlichkeit „‚Ostdeutsche‘ umbringen konnten“, während der Holocaust aber von den Nationalsozialisten geheimgehalten worden sei.

„Zu den schweren berechtigten Vorwürfen, die Sie aussprechen ‚über ein Regime, das Millionen von Juden umgebracht hat, das den Terror zum Normalzustand gemacht hat und alles, was ja wirklich mit dem Begriff Geist und Freiheit u. Wahrheit verbunden war, in sein Gegenteil verkehrt hat‘, kann ich nur hinzufügen, daß statt ‚Juden‘ ‚Ostdeutsche‘ zu stehen hat und dann genauso gilt für einen der Alliierten, mit dem Unterschied, daß alles, was seit 1945 geschieht, der Weltöffentlichkeit bekannt ist, während der blutige Terror der Nazis vor dem deutschen Volk tatsächlich geheimgehalten worden ist.“

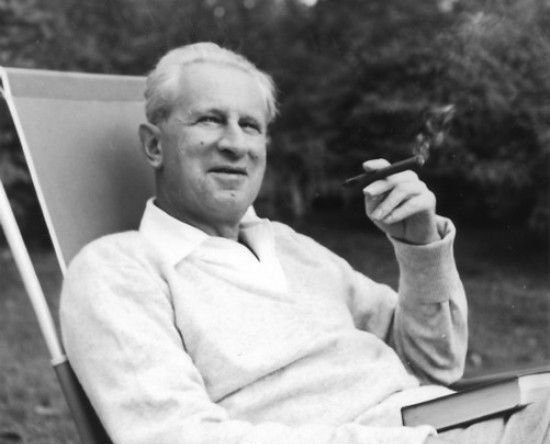
Herbert Marcuse (1955)

Herbert Marcuse antwortete am 13. Mai 1948:

„wie ist es möglich, die Folterung, Verstümmelung und Vernichtung von Millionen Menschen auf eine Stufe zu stellen mit einer zwangsweisen Verpflanzung von Volksgruppen, bei der keine dieser Untaten vorgekommen ist (vielleicht von einigen Ausnahmefällen abgesehen). Die Welt sieht heute so aus, dass in dem Unterschied zwischen Nazikonzentrationslagern und den Deportierungen und Internierungslagern der Nachkriegszeit schon der ganze Unterschied zwischen Unmenschlichkeit und Menschlichkeit liegt.“

In seiner Beurteilung der Rezeptionsgeschichte weist H. Givsan die Deutung von O. Pöggeler zurück, der zufolge Marcuse in seiner Antwort lediglich die „Annahme“ geäußert habe, dass Heidegger in seinem Brief Auschwitz mit der Vertreibung der „Ostdeutschen“ habe aufrechnen wollen: „Heidegger sagt es selber. (…) Hat die eine 'Gegenpartei' das getan, so hat die andere 'Gegenpartei' jenes getan.“
Im Jahr nach dem Briefwechsel mit Marcuse, im Dezember 1949, hielt Heidegger in Bremen einen Vortrag mit dem Titel „Das Ge-Stell“, seiner Kritik an der Technik gewidmet, in dem er beiläufig von Gaskammern und Vernichtungslagern sprach:

„Ackerbau ist jetzt motorisierte Ernährungsindustrie, im Wesen das Selbe wie die Fabrikation von Leichen in Gaskammern und Vernichtungslagern, das Selbe wie die Blockade und Aushungerung von Ländern, das Selbe wie die Fabrikation von Wasserstoffbomben.“

„Hunderttausende sterben in Masse. Sterben sie? Sie kommen um. Sie werden umgelegt. Sterben sie? Sie werden Bestandsstücke eines Bestandes der Fabrikation von Leichen. Sterben sie? Sie werden in Vernichtungslagern unauffällig liquidiert. Und auch ohne Solches – Millionen verelenden jetzt in China durch den Hunger in ein Verenden. Sterben aber heißt, diesen Austrag vermögen. Wir vermögen es nur, wenn unser Wesen das Wesen des Todes mag. Doch inmitten der ungezählten Tode bleibt das Wesen des Todes verstellt.“

Die Urteile über Heideggers Vergleich zwischen der Ernährungsindustrie und Auschwitz liegen nahezu einhellig auf der Linie der „Banalisierung“ des Holocausts (Enzo Traverso) und der „Entmenschlichung der 'Endlösung'“ (Hans Jörg Sandkühler). Es wird die „Pervertierung des Verantwortungsbegriffes“ konstatiert und die "Produktion von Eintrübungen“ (F. Grosser). Der Gedanke erfülle den Zweck einer „exkulpativen Funktion der Technikkritik in der Nachkriegszeit“ (D. Morat). Es wurde zwar auch gefragt, ob „die Shoah zumindest teilweise im Hinblick auf Konstellationen innerhalb der Geschichte des Denkens verstanden werden kann, die auch zur ‚motorisierten Ernährungsindustrie‘ geführt“ hätten (H. Zaborowski), doch ist der „‚inkommensurable Unterschied zwischen der Massenvernichtung und irgendeinem anderen technischen Phänomen‘“ für die meisten Forscher der Minimalkonsens und Heideggers Verstoß dagegen der eigentliche Kritikpunkt, den J. Habermas wie folgt zusammenfasst: „Unter dem nivellierenden Blick des Seinsphilosophen erscheint auch die Judenvernichtung als ein beliebig auswechselbares Geschehen.“
Darüber hinaus haben insbesondere die dokumentierten Gedankengänge zur seinsgeschichtlichen „Botmäßigkeit“ der „Selbstvernichtung“ des „Jüdischen“ als dem „Prinzip der Zerstörung“ und zum „Niederhalten“ dieses „Weltwollens“ durch die Alliierten, worin eine „wesentlichere“ Schuld als im Tod durch Gaskammern zu sehen sei, diverse Forscher zur interpretativen Exegese veranlasst, der zufolge Heidegger „eine 'Endlösung' für notwendig“ hielt. Vereinzelt heißt es auch, dass die Alliierten gemäß dem letzteren Zitat die Deutschen schuldhaft davon abgehalten hätten, die Vollendung der „Endlösung“ zu erreichen. Dagegen steht eine Lesart, in der der Holocaust ein von Heidegger marginalisiertes Ereignis innerhalb der seinsgeschichtlichen Etappe der Machenschaft überhaupt ist und der Nationalsozialismus eine „notwendige Steigerungsform“ der letzteren, „da erst in ihrer vollständigen Ausformung ein apokalyptischer Umschlag einsetzen könne“, wobei die Deutschen für Heidegger „das einzige Volk“ seien, „in dem sich der Wandel zum Positiven vollziehen könne“. Zu berücksichtigen sind auch weiterhin verteidigende Äußerungen aus der Zeit vor der Publikation der Schwarzen Hefte, in denen beispielsweise die Formulierung der „Bestandsstücke eines Bestandes der Fabrikation von Leichen“ noch als Pendant zu Adornos kritischen Darlegungen zum Verwaltungsmassenmord gedeutet wurde oder in denen schlicht dafür gehalten wurde, man könne „in keinem Fall“ behaupten, „dass Heidegger die Judenvernichtung legitimiert habe."
Im Sinn der schon 1948 laut gewordenen Forderung nach einem Schlussstrich und weiterhin mit dem Mittel der Relativierung der NS-Verbrechen durch den Hinweis auf den Kommunismus äußerte sich Heidegger in einem Leserbrief zu einem Bericht in der Süddeutschen Zeitung vom 14. Juni 1950:

„Wo Verbrechen geschehen sind, müssen sie gesühnt werden. Wie lange aber will man noch fortfahren, diejenigen, die sich kurze oder auch längere Zeit politisch geirrt haben, immer neu in der Öffentlichkeit zu diffamieren und dies in einem Staat, nach dessen Verfassung jeder Mitglied und Kämpfer der kommunistischen Partei sein kann. Eine seltsame Verblendung betreibt auf diese Weise die Zermürbung und die innere Auflösung der letzten substantiellen Kräfte unseres Volkes.“

## Fall Heidegger

### Restauration und Protest
Der Begriff „der Fall Heidegger“ gilt als eine „internationale Konvention“ (Th. Kisiel) für die Erörterung über das Verhältnis des Philosophen zum Nationalsozialismus. Auch Heidegger benutzte diese Bezeichnung. Doch sind die Konnotationen dieser Konvention durchaus nicht einheitlich. So kann sie „Heidegger als Komplize der Nazis“ meinen oder „Heidegger als Nazi“, aber auch nur „das fortgesetzte Hin und Her der Verhandlungen“ über Vorhalte dieser Art betreffen.
Im Verlauf des „großen Friedens mit den Tätern“ und den Mitläufern der NS-Herrschaft, der bald nach den Entnazifizierungsverfahren die Restauration einer weitgehenden gesellschaftlichen Einigkeit durch den entsprechenden Umgang mit der jüngsten Vergangenheit und ihren Repräsentanten bestimmte, wurde Heidegger nach seiner Emeritierung wieder in den universitären Betrieb reintegriert: im Wintersemester 1951/52 hielt er eine reguläre Vorlesung und im Juni 1957 Vorträge im Rahmen des Festprogramms des 500. Jubiläums der Freiburger Universität. In diesem Zeitraum regte sich, zunächst in der jüngeren Generation, aber auch Widerspruch und Kritik, namentlich von Jürgen Habermas, Paul Hühnerfeld und Guido Schneeberger (alle zwischen 1926 und 1929 geboren).
Habermas beginnt die Debatte

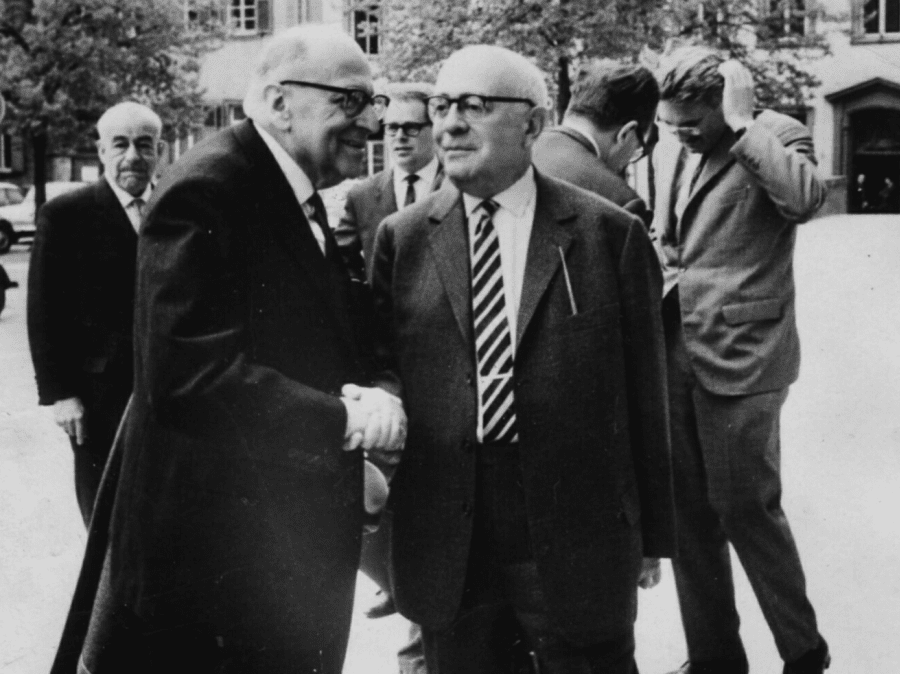
Horkheimer (links) mit Theodor W. Adorno (vorne rechts) und Jürgen Habermas (hinten rechts) in Heidelberg, 1964

Anlässlich der Publikation der Vorlesung von 1935, Einführung in die Metaphysik, mitsamt dem Zitat der „inneren Wahrheit und Größe des Nationalsozialismus“, das Heidegger nun, im Jahr 1953, im letzteren Teil durch „der Bewegung“ ersetzte (s. o.), sah sich der noch unbekannte Doktorand Jürgen Habermas veranlasst, in einem Artikel daran Kritik zu üben, dass jene Aussage erneut ohne jede Distanzierung veröffentlicht wurde. Das gehöre zur „fortgesetzten Rehabilitation“ des Nationalsozialismus durch „die Masse, voran die Verantwortlichen von einst und jetzt“. Aufgrund der fehlenden Kommentierung der Worte dürfe „unterstellt werden, daß sie unverändert Heideggers heutige Auffassung wiedergeben.“ Habermas resümierte, dass Heidegger „nicht nur den eigenen Irrtum, sondern an Stelle einer moralischen Klärung, auch den ‚Irrtum‘ der nationalsozialistischen Führung seinsgeschichtlich begründet.“ Zudem sei dessen Philosophie noch nationalsozialistisch infiziert, weshalb eine Neuinfektion „begeisterungsfähiger Studenten“ durch die martialische Terminologie des „Dritten Reiches“ zu befürchten sei. In dem Aufsatz wurde erstmals öffentlich eine Auseinandersetzung von Heidegger mit seiner Rolle im nationalsozialistischen Deutschland gefordert. Daraufhin entwickelte sich ein Disput zwischen Christian Lewalter und Karl Korn, in dem ersterer zur Verteidigung von Heidegger das ideologische Argument verwendete, Habermas sei ein Adorno-Anhänger und Heideggers Aussage darüber hinaus eine deutlich verharmlosende Bedeutung beilegte – dann von Korn als „Advokatentricks“ bezeichnet. Heidegger antwortete in einem kurzen Leserbrief, er habe die Streichung des Satzes aus Gründen der historischen Redlichkeit unterlassen“.
Erste kritische Bände zu Heideggers NS-Vergangenheit
Der Gelehrtendisput in den Feuilletons der Zeitungen erhielt 1959 die Ergänzung des Literaturkritikers Paul Hühnerfeld, der in einer kleinen Biographie über Heidegger auch einige von dessen nationalsozialistischen Äußerungen erwähnte und kritisch kommentierte: „Die Quintessenz Heideggerschen Philosophierens, das Verhältnis vom Seienden zum Sein, wird in den Dienst der nationalsozialistischen Ideologie gestellt.“ Ludwig Marcuse lobte die Schrift als „die beste und um Gerechtigkeit bemühteste Einführung in das Leben und die Gedankenwelt des umstrittensten Denkers unserer Tage" und hielt allein die Kritik für „zu vornehm“, denn „Hühnerfeld deutet nur an, was herausgeschrien werden müßte.“ Im Jahr darauf gab Guido Schneeberger, ein Schüler von Karl Jaspers, eine erste und sehr reduzierte bibliographische Broschüre u. a. auch der für die Debatte relevanten und bis dahin in der Öffentlichkeit weitgehend unbekannten Texte heraus, von denen zwei dort auch abgedruckt wurden (der Aufruf zur Wahl „Deutsche Männer und Frauen“ in der Freiburger Studentenzeitung vom 10. November 1933 und das Bekenntnis der Professoren zu Adolf Hitler).
Das Heft erschien jedoch im Selbstverlag und konnte nur kostenlos bei Schneeberger bezogen werden, so dass die Verbreitung äußerst gering blieb. Doch Schneeberger versandte Exemplare davon an diverse Heidegger-Forscher und legte 1962 mit Nachlese zu Heidegger eine umfangreichere Dokumentation vor.
Zu Beginn der 1960er Jahre kam zur Debatte das Thema des politischen Engagements als Rektor innerhalb einer allgemeinen Kritik am Faschismus hinzu, und mit Theodor W. Adornos Analysen geriet der „Fall Heidegger“ in die soziologische Kritik und in den Disput politischer Lager. „Heideggers Einordnung in den Hitlerschen Führerstaat war kein Akt des Opportunismus“, heißt es bei Adorno, sondern sei vielmehr aus einer Philosophie gefolgert, die „bis in ihre innersten Zellen faschistisch“ sei. Adornos bis dahin nur vereinzelt geäußerte Kritik an Heidegger erhielt 1964 eine umfassende und grundlegende Form im Werk „Jargon der Eigentlichkeit. Die deutsche Ideologie“. Darin argumentierte er, dass insbesondere Heidegger – aber auch Jaspers – die Sprache der Aufklärung einem „Heimatlichkeit mystifizierenden Irrationalismus geopfert“ hätte, der als Wegbereiter des Nationalsozialismus gedient habe und der gesellschaftlichen Entwicklung desselben weiterhin Asyl biete.
„Spiegel“-Gespräch und Kritik
Anlässlich der Dissertation von Alexander Schwan, Politische Philosophie im Denken Heideggers, fasste der einstige SD-Offizier und damalige Spiegel-Ressortleiter Georg Wolff die Entwicklung im „Fall Heidegger“ in groben Zügen in einem Artikel zusammen – gestützt auf einen Essay von Dieter Brumm – und übernahm dabei „ohne fact checking“ (L. Hachmeister) einige Ungenauigkeiten, insbesondere das Gerücht, Heidegger habe Husserl „schriftlich und mit eigenhändiger Unterschrift“ verboten, die Universität zu betreten. Daraufhin beschwerte sich Heidegger in einem Leserbrief an den „Spiegel“, was der Redakteur W. Busse zum Anlass nahm, die Beschwerde „zu einer Heldentat“ (G. Wolff) zu verklären und in dem Blatt am 14. März 1966 mitzuteilen: „Der Brief aus Freiburg ist ein bemerkenswerter Beitrag zur Gegenwartsgeschichte der Philosophie, nämlich die erste öffentliche Erklärung überhaupt, die Heidegger zu Aktionen abgibt, in denen er Neuerungen von 1933 einige Monate lang folgenschwer verschätzt hatte.“ Wie L. Hachmeister darlegt, war diese euphemistische und verzerrende Umschreibung von Heideggers Verwicklung in den nationalsozialistischen Staat und seiner rassistischen Ideologie der Beginn des schließlich erfolgreichen Versuches, den Philosophen zu dem Interview zu überreden, das mit dem Chefredakteur Rudolf Augstein und Georg Wolff am 23. September 1966 in Heideggers Privathaus im Rötebuckweg stattfand. Der Umstand, dass mit Wolff ein ehemaliger SA- und SD-Angehöriger ein ehemaliges Mitglied der NSDAP befragte und Augstein keine ausreichenden philosophischen Kenntnisse besaß, ermöglichte es Heidegger, das Gespräch weithin im Sinn seiner o. a. Selbstdarstellung zu prägen.
Durch die Vereinbarung, dass die Publikation des Gespräches erst postum erfolgen sollte und durch den Ruf des „Spiegel“ als kritisch hinterfragendes Magazin wurde Heideggers Selbstdarstellung nach der Veröffentlichung 1976 bis zu Beginn der 1980er Jahre weithin geglaubt und verbreitet.
In seiner kritischen Biographie wies schließlich der Historiker Hugo Ott 1988 nach, dass diese Versionen, z. B. über die Hintergründe der Rektoratsübernahme, den tatsächlichen Vorgängen oft nicht entsprechen. Das Buch war auch eine Reaktion auf die 1983 erstmals wiederveröffentlichte Rektoratsrede und auf eine Publikation des jahrzehntelangen Gefolgsmannes von Heidegger, H. W. Petzet, der als dessen Sekundant an dem „Spiegel“-Gespräch teilgenommen und 1983 Begegnungen und Gespräche mit Martin Heidegger 1929–1979 (Untertitel) mit dem programmatischen Titel Auf einen Stern zugehen herausgebracht hatte. Das Buch von Ott markiert eine Zäsur, in der die historischen Fakten der Verteidigung von Heidegger auf den Prüfstand kamen und – auch in der Folge der Publikation von Victor Farias – die Validität der Selbstdarstellung insgesamt bezweifelt wurde.

### Heidegger im Urteil von Arendt, Anders und Nolte
Hannah Arendt
Hannah Arendts Kommentierungen des nationalsozialistischen Engagements von Heidegger teilen sich in kritische und teils anklagende Bemerkungen vor 1950 und in eine verteidigende Stellungnahme in der Zeit danach, wobei die Kritik in privaten Briefen und nur einmal öffentlich geäußert wurde. Maria Robaszkiewicz schreibt dazu: „Die Gründe, warum Arendt Heidegger lediglich gegenüber ihren Freunden kritisiert und in der Öffentlichkeit schont, müssen in ihrer Biographie und in ihrem schwankenden Verhältnis zu dem Philosophen zu suchen sein. Zweifellos ist dieses, vor allem nach ihrem Wiedertreffen im Jahr 1950, zwiespältig.“ In dem 1946 auf Englisch, 1947 auf Französisch und 1948 auf Deutsch erschienenen Aufsatz Was ist Existenzphilosophie? warf Arendt die Frage auf,

„…ob Heideggers Philosophie nicht überhaupt nur deshalb, weil sie sich mit sehr ernsten Dingen beschäftigt, ungebührlich ernst genommen worden ist. Heidegger jedenfalls hat in seiner politischen Handlungsweise alles dazu getan, uns davor zu warnen, ihn ernst zu nehmen.“

Arendt sah den Nazismus ihres einstigen Lehrers und Liebhabers in seiner Verantwortungslosigkeit begründet und zudem in einem Romantizismus, einer „Verspieltheit, die teils aus dem Geniewahn und teils aus der Verzweiflung stammt“. Und sie kritisierte Heideggers „mythologisierende Unbegriffe“ wie „Volk“ und „Erde“, die er in Vorlesungen der 30er Jahre dem Selbst untergeschoben habe. Am 9. Juli 1946 schrieb sie an Jaspers bezüglich des Beschlusses 4012, den Heidegger am 28. April 1933 verfasst hatte (s. o.) und den sie „Brief“ nannte: „da ich weiß, dass dieser Brief und diese Unterschrift“ Husserl „beinahe umgebracht haben, kann ich nicht anders, als Heidegger für einen potentiellen Mörder zu halten.“ 1949 attestierte sie ihm in einem Brief an Jaspers Charakterlosigkeit, in dem Sinne, „daß er buchstäblich keinen hat, bestimmt auch keinen besonders schlechten.“
Nach dem Wiedersehen 1950 in einem Freiburger Hotel wurde ihr Urteil über seine NS-Zeit deutlich milder. In ihrer zweiten öffentlichen Äußerung dazu verglich sie Heidegger 1969 zu seinem achtzigsten Geburtstag mit Platon, da beide „ihre Zuflucht zu Tyrannen und Führern nahmen.“ Hierbei handele es sich um eine déformation professionnelle großer Denker: „Denn die Neigung zum Tyrannischen lässt sich theoretisch bei fast allen großen Denkern nachweisen (Kant ist die große Ausnahme).“ Sie pries die Qualität seines Denkens und berührte das Thema seines Engagements in der NS-Zeit nur am Rande mit entlastendem Duktus. Ihre Achtung vor ihm beruhe darauf, dass er aus dem Fehler gelernt und sich fortan auf die Domäne des Denkens beschränkt habe.

„Nun wissen wir alle, daß auch Heidegger einmal der Versuchung nachgegeben hat, (…) sich in die Welt der menschlichen Angelegenheiten 'einzuschalten' (…). Er war noch jung genug, um aus dem Schock des Zusammenpralls, die ihn nach zehn kurzen, hektischen Monaten vor 35 Jahren auf seinen angestammten Wohnsitz zurücktrieb, zu lernen und das Erfahrene in seinem Denken anzusiedeln.“

Sie schloss mit dem Gedankengang, durch Heideggers Denken ziehe ein Sturm, der aus dem Uralten komme „und was er hinterlässt, ist ein Vollendetes, das, wie alles Vollendete, heimfällt zum Uralten.“
Doxographie zu Arendts Zitat bezüglich der Futuristen
Günther Anders
Günther Anders, der 1924 Vorlesungen von Heidegger in Marburg gehört und dabei seine spätere Ehefrau Hannah Arendt kennengelernt hatte, sah die Gemeinsamkeit von Heideggers Philosophie mit Hitlers Überzeugungen als jene der sozialen Aufsteiger mit einem Mangel an Moral – letzteres ähnlich wie der mit ihm befreundete Emmanuel Levinas. Schon 1946 beschrieb Anders zunächst den Unterschied als jenen zwischen der „Technik der Selbstbehandlung“ (Heidegger) und jener der „Massenbehandlung“ (Hitler). Doch beide „treffen sich erst einmal im anti-demokratischen Affekt, der in beiden Fällen nicht der aus der Geschichte bekannte Aristokraten-Affekt, sondern der Emporkömmlings-Affekt ist.“ Obgleich die Selbstbehandlung und die Massenbehandlung das solipsistische und das nationale „Eigentlichwerden“ betreffen, das „Selbst“ und das von Heidegger so verachtete „Man“, glaubte Heidegger „die zwei offenbar sich widersprechenden Positionen zugleich einnehmen zu können“, und das habe seinen Grund darin, dass beide „Varianten des moralischen Solipsismus darstellen. Aus der antihumanen ‚Jemeinigkeit‘ des Daseins (die die anderen ausschließt) konnte unschwer die antihumane ‚Je-Unserigkeit‘ des nationalsozialistischen Chauvinismus werden.“
Das Fazit des Philosophen Anders, der im Jahr nach der Promotion bei Husserl seine eigenen Gedanken von denen Heideggers „nicht [habe] unterscheiden können“, so Anders laut Heidegger, erhält nach dem Ereignis der nationalsozialistischen Herrschaft die der Existenzphilosophie angemessene Form des Schlusses vom Dasein auf das Sein:

„Jeder kleinste Märtyrer überragt ihn um ein Unendliches. Horcht nicht auf ihn. Horcht lieber auf jene verstummten Anonymen, die es wirklich gewagt hatten, der Gemeinheit die Stirn zu bieten, ihr Sein aufs Spiel zu setzen, auf jene, für die ihr Kampf wirklich zum Schicksal wurde, die nicht wie H. nichteten, sondern vernichtet wurden. Horcht auf ihr Schweigen. Neben ihm enthüllen sich Heideggers teils gehämmerte, teils orphisch abgedunkelte Sätze als das was sie sind: als opportunistisch.“

Ernst Nolte
1992 weitete Ernst Nolte – der 1944 und zu Beginn der 1950er Jahre Heideggers Vorlesungen hörte und bei ihm auch promovieren wollte und dessen Thesen zu den nationalsozialistischen Verbrechen als „asiatische Tat“ 1986 den Historikerstreit ausgelöst hatten – seinen umstrittenen Relativismus auf Heideggers NS-Engagement aus und verwendete dabei erneut das Argument des Antibolschewismus als Legitimationsgrundlage für das „Dritte Reich“. Mit Hilfe begrifflicher Differenzierungen zwischen „großem“ und „kleinem Lösungsversuch“, zwischen einem „nationalen Sozialismus“, einem „sozialen Nationalismus“ und einem „Radikalfaschismus“ kam Nolte zu dem Schluss, dass Heidegger allenfalls der Richtung eines „kleinen Lösungsversuches“ in Form des „nationalen Sozialismus“ zuzurechnen sei. Hinsichtlich der Denunziationen von Heidegger solle nicht vergessen werden, „daß Georg Lukács, ohne viel Anstoß zu erregen, in seiner Autobiographie erzählen darf, er habe während seiner Tätigkeit als Politischer Kommissar bei einer Armee sieben Deserteure erschießen lassen, und daß von Ernst Bloch, ohne viel Anstoß zu erregen, berichtet werden kann, er habe während der Moskauer Prozesse den Angeklagten ‚Mitleid mit den Kulaken‘ vorgeworfen, während Heidegger wegen bloßer Aussagen in der noch flüssigen Anfangsphase von 1933/34 die schwersten Vorwürfe gemacht werden.“
Doxographie zu Levinas' Zitat bezüglich der Moral

### Heideggers Werk und der Nationalsozialismus
Rückblickend und in Kenntnis der Positionen, die Heidegger während der NS-Herrschaft einnahm, stellt sich in der Forschung die Frage, welche Beziehung zwischen diesen und seinem Werk besteht, worauf speziell das Hauptwerk Sein und Zeit von 1927 analysiert wurde. Bei erheblichen Differenzen in der Bewertung, ob eine Vereinbarkeit oder eine entsprechende Prägung und Vorwegnahme solcher Aussagen schon in den Schriften vor 1933 zu erkennen ist, werden dazu mehrheitlich Konzeptionen herangezogen, die sich als Themengebiete wie folgt darstellen lassen:
- Individuelles Dasein im Gegensatz zum Kollektiv des Volkes
- Das „Sein zum Tode“ und der „Entwurf“
- Von der Theorie zur Tat

Individuelles Dasein im Gegensatz zum Kollektiv des Volkes
Die explizite Präferenz in Sein und Zeit für die Besinnung auf das Selbst, die „Jemeinigkeit“, im Konflikt mit der „entscheidungslähmenden Verlorenheit in das ‚Man‘“ scheint zunächst dem Gedanken eines völkischen oder nationalen Kollektivs entgegenzustehen, da sie statt in den Nationalismus in einen Solipsismus führen müsste. Doch in der Debatte wird hier regelmäßig auf die eine Stelle in dem Werk verwiesen, die das Volk als philosophische Konzeption erwähnt. Im § 74 heißt es zunächst: „Die Entschlossenheit, in der das Dasein auf sich selbst zurückkommt, erschließt die jeweiligen faktischen Möglichkeiten eigentlichen Existierens aus dem Erbe, das sie als geworfene übernimmt“ – woraus gefolgert wurde, dass sich diese Rückkehr zum Daseinsanfang als „Schicksal der Gemeinschaft, der man per Geburt angehört“ verwirkliche und dass mithin „die Frage nach dem Dasein in die Frage nach der Gemeinschaft, dem Volk“ münde. Das wird mit dem erwähnten Zitat belegt (für den Begriff der Generation verweist Heidegger hier auf Dilthey):

„Wenn aber das schicksalhafte Dasein als In-der-Welt-sein wesenhaft im Mitsein mit Anderen existiert, ist sein Geschehen ein Mitgeschehen und bestimmt als Geschick. Damit bezeichnen wir das Geschehen der Gemeinschaft, des Volkes. (…) Das schicksalhafte Geschick des Daseins in und mit seiner 'Generation' macht das volle, eigentliche Geschehen des Daseins aus.“

„Mit dieser Sequenz von Erbe, Schicksal, Gemeinschaft und Volk“ schreibt D. Morat, „entwirft Heidegger einen eigentlichen Modus des Mitseins, der unschwer als konservativ-völkischer Gegenentwurf zur demokratischen Öffentlichkeit des Man erkennbar ist.“ Doch T. Sheehan gibt zu denken, dass in diesem Passus wie auch in Sein und Zeit überhaupt der ganze Sinn in der Entscheidung zur individuellen Authentizität liege und dass erst eine solche persönliche Entscheidung – die sich nicht aus Heideggers Werk, sondern aus seiner Biographie ergebe – zu seiner Wahl für Hitler geführt habe.
Die Frage, ob das Geschick als Geschehen des Volkes bereits in Sein und Zeit vorrangig das deutsche Volk meinte oder ob diese Spezifizierung im zitierten Sinn eine persönliche Entscheidung Heideggers in den Jahren zwischen 1927 und 1933 erforderte und als solche ein Zusatz war, gehört zu den umstrittenen Thesen der jeweiligen Bewertung des Verhältnisses der heideggerschen Seinsphilosophie zu seinen nationalsozialistischen Positionen. Bezüglich des Rundschreibens, das Heidegger als Rektor 1933 verschicken ließ, und in dem es hieß, der Einzelne gelte nichts, das Schicksal des Volkes aber alles (s. o.), konstatiert D. Thomä: „Die These zu Heideggers Wendung zur Gemeinschaft läßt sich an seinen Texten bestätigen – und zwar genauer an einer Verschiebung am Begriff des ‘Volkes’. Während es nämlich in Sein und Zeit noch eine Instanz ist, zu der das einzelne Dasein sich verhält, zu der es Zugang gewinnen will, ergibt sich nun als ‘Dasein des Volkes' eine Einheit, in die der Einzelne schon integriert ist – und die als solche schon bestimmt werden kann.“ Die Lösung des Konfliktes zwischen der Individuation der Jemeinigkeit und dem national-völkischen Dasein wurde philosophisch – also nicht in biologistisch-rassistischen Begrifflichkeiten – als „Hinwendung zu einem gleichsam kollektivierten 'Subjekt' Dasein“ begriffen, in dem die eigene Existenz zugunsten eines gemeinsamen Lauschens auf die im Auftrag offenbarte Sendung aufgegeben wurde. In Bezug zum letzteren durch Begriffe der Aktivität und der gebürtigen Zugehörigkeit abweichend, kommentiert G. Leaman die Rektoratsrede von 1933: „Nach wie vor muß der Einzelne entschlossen sein, sich der eigenen Endlichkeit, dem Sein-zum-Tode auszusetzen, aber schon im voraus sichern die 'erd- und bluthaften Kräfte' die Möglichkeit des eigentlichen Daseins.“ Er fährt fort:

„Heidegger beginnt seine Analyse nun nicht mehr vom Standpunkt des Individuums; er beginnt mit den Seinsmächten und schließt von daher auf die Möglichkeit des eigentlichen Selbst. Das ist die ‘Kehre’ von der Subjektphilosophie zum Seinsdenken. Der Einzelne hat also zuallererst seine Identität innerhalb eines Volkes anzuerkennen, das durch ein gemeinsames Schicksal verbunden ist, ein Schicksal, dessen Macht sich nur in 'Mitteilung und im Kampf' realisiert.“

Das „Sein zum Tode“ und der „Entwurf“
Es wird gefolgert, für den Philosophen des „Entwurfs“ der Seinsmöglichkeit des Selbst seien die Möglichkeiten der nationalsozialistischen Revolution entscheidender gewesen als die damalige politische Realität. In dieser Sicht erscheinen nationalsozialistische Entwürfe als eine Kontingenz des heideggerschen Werkes vor 1933, die er sich seit Sein und Zeit kontinuierlich erschloss. Bei K. Löwith heißt es:

„‚Sein und Zeit verrät nirgends, daß es Heidegger auf ein Haltbares, Dauerndes, Unzerstörbares und Bleibendes ankommen könnte, es sei denn in Gestalt des unbedingten Feststandes der Gewißheit des Todes und also der Nichtigkeit. Es war daher nicht vorauszusehen, daß die vor dem Tode vereinzelte Existenz, an deren Endlichkeit die Ewigkeit strandet, am Ende doch noch einen 'Aufenthalt'und eine 'Heimat', ein 'Heiles' und sogar ein 'Heiliges' finden könnte.‘“

Doch die Philosophie des „Seins zum Tode“ und die Möglichkeit des Entwurfs des eigentlichen Selbst nimmt Motive eines durch die Verherrlichung der Fronterlebnisse im Ersten Weltkrieg geprägten Heroismus auf, die als „brillante Zusammenfassung der Politik der revolutionären Rechten“ beschrieben wurde, und derartige Textstellen aus Sein und Zeit weisen im Urteil von D. Morat „bereits auf das NS-Engagement Heideggers voraus und belegen die Teilhabe seiner Existentialontologie am dezisionistischen Denken der Konservativen Revolution.“
Von der Theorie zur Tat
Für sein politisches Engagement im Jahr 1933 musste Heidegger auch über ein philosophisches Konzept für den Übergang von der Theorie zur Praxis verfügen, und das wird in dem Dezisionismus der „Entschlossenheit“ gesehen, die gemäß Heidegger als „Modus der Erschlossenheit des Daseins“ das „In-der-Welt-sein“ ermöglicht, im § 60 von Sein und Zeit dargelegt. Jedoch wird die Entwicklung von Sein und Zeit bis zum Rektorat überwiegend als eine solche betrachtet, in der erst die historischen Ereignisse und Heideggers philosophische Krise und seine persönliche Situation sowohl den Nationalsozialismus als auch das politische Handeln des Philosophen selbst als Lösung erscheinen ließen. Heidegger konnte

„die in 'Sein und Zeit' aufgestellten Kategorien der Entschlossenheit, der Selbstwahl, des Schicksals etc. nach dem Abbruch von 'Sein und Zeit' (…) weiterentwickeln und so seine konservativ-revolutionäre Tatbereitschaft steigern, die schließlich zu seinem Engagement für den Nationalsozialismus führte. Diese Weiterentwicklung erfolgte allerdings nicht linear, sondern ging gerade auf die durch das Scheitern des Entwurfs von 'Sein und Zeit' entstandene Krise zurück, 'aus der heraus der Nationalsozialismus als eine politische Lösung philosophischer Fragen erscheinen konnte'. Heidegger verband auf diese Weise seine eigene philosophische Krise mit der allgemeinen politischen Krise.“

### Zur Rezeption in Frankreich und zur Apologetik
Jean-Paul Sartre
In Frankreich begann die Debatte noch während der Besatzungszeit 1943 in den Begriffen der politischen Lagerbildung, als Kommunisten dem Existenzialisten Jean-Paul Sartre eine geistige Nähe zum Nationalsozialisten Heidegger vorwarfen. Die kommunistische Zeitung Action veröffentlichte am 29. Dezember 1944 Sartres Replik:

„„Heidegger war Philosoph, lange bevor er Nazi war. Seine Zustimmung zum Hitlerismus erklärt sich durch Angst, vielleicht durch Karrierismus, sicher durch Konformismus: das ist nicht schön, ich gebe es zu. Doch das genügt, Ihr schönes Argument zu entkräften: ‚Heidegger‘, sagen Sie, ‚ist Mitglied der nationalsozialistischen Partei, also muß seine Philosophie eine Nazi-Philosophie sein.‘ Das stimmt nicht: Heidegger hat keinen Charakter, das ist die Wahrheit; können Sie daraus schließen, daß seine Philosophie eine Apologie der Feigheit ist? Wissen Sie denn nicht, daß die Menschen manchmal nicht auf der Höhe ihrer Werke sind? Und können Sie den ‚Gesellschaftsvertrag‘ verurteilen, weil Rousseau seine Kinder ausgesetzt hat? Und außerdem, was zählt schon Heidegger? Wenn wir unser eigenes Denken anläßlich dessen eines anderen Philosophen entdecken, wenn wir bei diesem Techniken und Methoden suchen, die uns zu neuen Problemen Zugang verschaffen können, heißt das dann, daß wir alle seine Theorien teilen? Marx hat seine Dialektik von Hegel übernommen. Sagen Sie deshalb, ‚Das Kapital‘ sei ein preußisches Werk?““

Heideggers Botschafter in Paris
Auch unmittelbar nach dem Zweiten Weltkrieg erhielt Heidegger aus dem Land der Besatzungsmacht Frankreich regen Zuspruch und Unterstützung. Da seine Schriften durch ihre Wirkung auf die Existentialisten dort bekannt geworden waren, nutzten die Intellektuellen unter den in Baden stationierten Offizieren die Gelegenheit, ihn zu besuchen, darunter der Journalist Alfred de Towarnicki, der bald zum Botschafter Heideggers bei Sartre in Paris wurde und ein Treffen zwischen den beiden organisieren wollte, was zunächst misslang. Doch de Towarnicki verfasste im Winter 1945/46 einen Aufsatz für die erste Nummer von Sartres Zeitschrift Le Temps Moderne, in dem er Heideggers „apologetische Argumentation weitgehend übernahm“ (D. Morat) und erstmals von der Zufälligkeit von Heideggers Nazismus und seiner politischen Weltfremdheit und Naivität sprach – was in der Folge Schule machen sollte. Karl Löwith widersprach umgehend, dass sich Heideggers Nazismus gerade deshalb erkläre, weil in seinem grundlegenden philosophischen Gedanken die Existenz nur angesichts des Nichts möglich sei. Darauf antworteten Cassirers einstiger Assistent Eric Weil, dann auch Maurice de Gandillac und Alphonse De Waelhens, wobei letzterer die später oft verwendete Verteidigungsstrategie der Apologetiker einleitete, nach der Heideggers Kritiker nicht qualifiziert genug seien – inzwischen ein Merkmal der Lagerbildung in der Debatte.
Die Heideggerianer um Beaufret
Auch der bis dahin unbekannte Gymnasiallehrer Jean Beaufret nutzte den Umstand der dortigen Stationierung französischer Offiziere, um mit Heidegger in Kontakt zu treten: am Tag, als der mit ihm befreundete Germanist Jean-Michel Palmier als Angehöriger der Luftwaffe zu einer Mission nach Freiburg aufbrach, traf er ihn zufällig im Pariser Café Coq d'Or und verfasste noch dort eine Notiz an Heidegger, die dieser, nachdem Palmier sie ihm überbracht hatte, am 23. November 1945 beantwortete, womit der schriftliche Dialog begann, den Heidegger zum Brief über den Humanismus nutzte. „Dieser Beaufret war bald schon der PR-Mann, Dolmetscher, Propagandist und unverbrüchliche Freund Heideggers in Frankreich“, schreibt L. Hachmeister: „Er okkupierte Heidegger, und Heidegger ließ sich gern okkupieren.“ Beaufret, der sich nach der Ermordung von Victor Basch im Januar 1944 einer Gruppe der Résistance angeschlossen hatte, ist jedoch „in ein arges Zwielicht geraten und damit als Heideggers Adressat und Gesprächspartner äußerst fragwürdig geworden“, seit der Holocaust-Leugner Robert Faurisson Briefe von ihm veröffentlicht hat, in denen ihn Beaufret 1978 ermutigt hatte, „auf dem Wege weiterzugehen“, was Faurisson zu einer „Vereinnahmung Heideggers als ein Wegbereiter der 'Auschwitz-Lüge'“ benutzt habe, letzteres ein Vorgehen das, im Urteil von H. Ott, „selbstverständlich willkürlich und nicht gerechtfertigt“ sei.
In der französischen Debatte um Heideggers NS-Vergangenheit wurde auch die Übersetzung seiner Schriften bald zu einem der Kernargumente: die einschlägigen Texte aus der NS-Zeit waren in Frankreich zunächst nicht zugänglich. Erst 1961 veröffentlichte Jean-Pierre Faye die Rektoratsrede in einer französischen Version, auch einige der Zitate, in denen Hitler von Heidegger verherrlicht wurde (s.o.), und verglich später dessen Sprache mit der Sprache des Nationalsozialismus. Schon auf der von Beaufret organisieren Konferenz in Cerisy von 1955, an der Heidegger teilgenommen hatte, waren die Texte von ausgewählten Übersetzern verwendet worden, darunter die des jungen Gymnasiallehrers François Fédier, der später beim Verlag Gallimard einer der „Hauptverantwortlichen der Übersetzung Heideggers ins Französische“ werden sollte und den Anspruch erhob, die deutsche Sprache in einer noch angemesseneren Weise zu kennen, als gebürtig Deutsch sprechende Kritiker von Heidegger wie Löwith, Marten und Thomä. Er sei davon überzeugt, dass eine „‚richtige‘ Übersetzung der Rektoratsrede jede Spur des Nazismus beseitige, die in sie hineingelegt worden sei."
In der Mitte der 1960er Jahre kam es zum Disput zwischen J.-P. Faye und F. Fédier, da letzterer mit Übersetzungen von zentralen Begriffen wie „Volk“ und „völkisch“ eine Deutung der Texte gab, in denen die Konnotationen des Volkstümlichen und Populären überwogen, was Faye kritisierte – und die der Dichter und Übersetzer Pierre Joris als „gesäubert“ („sanitized“) bezeichnete. Zudem verlangte Fédier ein Verbot, „Heideggers Engagement für den Nationalsozialismus zur Diskreditierung seiner Philosophie zu missbrauchen“. Er „erklärte, dass Kritik an Heidegger grundsätzlich aus persönlicher Missgunst erfolge.“
Beaufret und Fédier werden von A. M. Fischer zu dem „Kranz von Familienfreunden“ gerechnet, der als erweiterter Familienbetrieb die „Heidegger Incorporated“ bildet: diese „überwacht das Treiben der Heidegger-Forschung und greift sofort ein, wenn sie das makellose Bild des Firmengründers zu bedrohen scheint. (…) Das war zu Lebzeiten Heideggers so und setzt sich nach seinem Tod in etwas abgeschwächter Form fort.“ Der Psychiater sieht bei Heidegger die „krankhafte Geltungssucht“ eines narzisstischen „Größenselbst“, weshalb ihn „fürsorgliche Betreuer wie der Schweizer Bewunderer und Arzt Medard Boss an der Hand führten, in die Fremde gewagt, sprich nach Frankreich, Italien und Griechenland.“ Denn das Größenselbst sei immer wie ein Luftballon vom Platzen bedroht, und das gelte nicht nur für Heidegger, sondern auch für jene erweiterte Familie:

„Derselbe Alptraum vom Platzen der Größe versetzt sowohl seine Familie als auch den inneren Kern seiner oftmals geradezu nibelungentreuen Anhänger in Dauerangst, und deshalb teilen sie Heideggers Verfolgungsphantasien. Auch für sie steht zu viel auf dem Spiel, denn mit seiner Entzauberung wäre seine Weltgeltung verloren – und damit ihre eigene Bedeutung als seine Herolde.“

Victor Farías
Mitte der 1960er Jahre war Heidegger in der Rezeption zu einem naturalisierten französischen Denker geworden – so T. Rockmore. In dieser Stimmung der Heidegger-Verehrung hatte die in Frankreich erfolgte Erstveröffentlichung von Heidegger et le nazisme des chilenischen Autors Víctor Farías, in dem 1987 erstmals unautorisierte Texte Heideggers aus der NS-Zeit zugänglich gemacht und kommentiert wurden, die Wirkung einer Attacke auf ein Nationalheiligtum: „In Frankreich ist ein Himmel eingestürzt — le ciel des philosophes“, kommentierte H. Ott. Die Libération titelte provozierend: „Heil Heidegger!“
Weder die spanische noch die deutsche Fassung des Buches hatte einen Verlag finden können, und somit erschien es zunächst auf Französisch. In der Sicht des Philosophiehistorikers Dominique Janicaud ergab sich damit für viele auch die Gelegenheit, die intellektuelle Hegemonie des Heideggerianismus in Frankreich zu liquidieren. Victor Farías stellte die These des unauflösbaren Zusammenhangs zwischen Heideggers philosophischem Denken und dem Nationalsozialismus ins Zentrum und löste damit eine Welle neuer Forschungen aus – und zudem „die Französischen Heidegger-Kriege“, deren „Intensität in den folgenden Jahren zunahm“ und die dazu führten, dass seine Anhänger schließlich auch außerhalb Frankreichs jede Kritik an Heidegger als Gegnerschaft zu ihm bewerteten.
Das Buch war im Laufe des Historikerstreits entstanden, an dem J. Habermas beteiligt war und den er in seinem Vorwort zur deutschen Übersetzung 1989 aufgriff. Habermas verwies dort auch auf ein Zitat von Manfred Frank, der eine Art der Gedankenwäsche sah, die durch die französische Heidegger-Verehrung in der deutschen Rezeption stattfinde: „Die neufranzösischen Theorien werden von vielen unter unseren Studenten wie eine Heilsbotschaft aufgenommen. Ich halte das Phänomen für gefährlich: denn hier saugen die jüngeren Deutschen begierig, unter dem Vorgeben der Öffnung ins Französisch-Internationale, ihre eigene nach dem III. Reich unterbrochene irrationalistische Tradition wieder ein, die dadurch von aller nationalen Schlacke gereinigt scheint, daß sie durch die Hand der Franzosen gegangen ist.“

Emmanuel Faye
Mit der Publikation der Interpretation von Emmanuel Faye im Jahr 2005 – Heidegger. Die Einführung des Nationalsozialismus in die Philosophie – wurde die Entwicklung unvereinbarer Extreme der französischen Rezeption und Exegese des heideggerschen Werkes und Wirkens in gegnerischen Lagern besiegelt. Dem Buch liegt die These zugrunde, dass Heidegger ein rein nationalsozialistischer Philosoph sei, der den Nationalsozialismus also als eine Disziplin in die Philosophie integriert habe. Deshalb seien seine Arbeiten aus den philosophischen Fachbibliotheken zu entfernen und in die Bestände der Geschichte des Nazismus und Hitlerismus einzuordnen.

„Diese in den Bänden 16, 36/37 und 38 der sogenannten ‚Gesamtausgabe‘ veröffentlichten Texte stehen, was ihren Rassismus und ihre nationalsozialistische Virulenz betrifft, den Schriften, die andere offizielle ‚Philosophen‘ des Nationalsozialismus wie Alfred Baeumler oder Hans Heyse geschrieben haben, in nichts nach. Sie heben sich sogar durch die Intensität ihrer Hitler-Gefolgschaft ab, die kein anderer ‚Philosoph‘ des Regimes erreichte. Trotzdem sind diese nationalsozialistischen Texte Heideggers heute in den Regalen der philosophischen Bibliotheken zu finden.“

Begründet wurde das Urteil teils unter Berufung auf die Seminar-Nachschriften der frühen 1930er Jahre, in denen eine kontinuierliche Bejahung des Nationalsozialismus zu konstatieren sei. Zudem wurden die Deutungen von Ernst Nolte, Jean Beaufret, François Fédier und anderen als Geschichtsrevisionismus zurückgewiesen, mit dem sie die Gräueltaten der Nazis relativiert hätten.
Die Veröffentlichung rief ein heftiges Pro und Contra hervor, vor allem in Frankreich, Deutschland und den USA.
Als Fayes Verteidiger und Mitstreiter traten 2015 der Linguist François Rastier und die deutsch-französische Philosophin Sidonie Kellerer auf, die gemeinsam mit ihm in einem Zeitungsartikel unter dem Titel Heidegger und die Vernichtung der Juden ihre Deutung des Notats der Schwarzen Hefte und die Bemerkung, dass „jetzt schon das deutsche Volk und Land ein einziges Kz“ sei (s. o.), auf eine Ebene mit dem Schluss der schriftlichen Bekenntnisse des Kommandanten des KZ Auschwitz, Rudolf Höß, setzten – der bei seinen Vernehmungen 1946 ausgesagt hatte, dort mehr als 1,1 Millionen Menschen getötet zu haben, und hingerichtet wurde. Die zunehmend ideologisch-apologetische Dogmatisierung der Debatte um Heideggers Verhältnis zum Nationalsozialismus – die auf beiden gegnerischen Seiten deutlich wird – kommentierte D. Thomä: Heideggers Kritiker „machen sich gedanklich abhängig von den Gleichsetzungen, die sie bei Heidegger, dem Objekt ihrer negativen Begierde, finden. So benutzen sie auch die gleichen fragwürdigen Methoden, die Heidegger selbst (…) einsetzt, und drehen sie gegen ihn. Alles wird nun erneut zum 'Selben' erklärt – nämlich zu einem nationalsozialistisch-antisemitischen Komplex – und dieses nicht Grau in Grau, sondern Braun in Braun gezeichnete Bild wird kontrastiert mit dem Superlativ des Denkens.“

### Die „Schwarzen Hefte“
Im Jahr 2013 kündigte Peter Trawny, Mitherausgeber der Gesamtausgabe der Werke Heideggers, die Veröffentlichung der bis dahin unbekannten „Schwarzen Hefte“ an, Denktagebücher aus den Jahren 1931 bis 1975. In den Heften der Jahre 1938–1941 und 1941–1948 finden sich Stellen, wo Heidegger sich zum Judentum, der „Judenschaft“ und zum „Weltjudentum“ äußert. Trawny gab einige Auszüge daraus vorab französischen Philosophen bekannt, die sie veröffentlichten, was ab Mitte 2013 eine Debatte über Heideggers Antisemitismus auslöste, die die Kontroverse erneuerte und verschärfte. Noch vor der Veröffentlichung des ersten Bandes im März 2014 beteiligten sich bereits ab Dezember 2013 auch deutsche Medien an der Diskussion. Im Januar 2014 tauchte ein weiteres Schwarzes Heft auf, Anmerkungen I, das sich im Privatbesitz befand, auch dem Herausgeber nicht bekannt war und gleichermaßen umstrittene Aussagen zu Juden enthält.
Der überwiegende Teil der Heidegger-Forschung sieht die genannten Textstellen als antisemitisch an, spricht zum Teil vom „seinsgeschichtlichen Antisemitismus“ oder vom „metaphysischen Antisemitismus“, was jedoch auch als Versuch kritisiert wird, „Heideggers Antisemitismus wegzurücken vom Antisemitismus der Nazis“. Dagegen handele es sich bei den Zitaten um eine Verbindung zum „eliminatorischen Antisemitismus“, wobei Heidegger die „Endlösung“ befürwortet habe. Gegner dieser Ansicht bestreiten, dass Heidegger ein „naiver Anhänger des Rassismus“ gewesen sei. Helmuth Vetter sieht Heideggers „Antijudaismus“ als religiös und nicht als antisemitisch motiviert: „Nach Heidegger müssen wir über den Gott der Metaphysik hinausgehen, um ‚dem‘ Gott eine Stätte zu bereiten. Und das ist unjüdisch. Der jüdische Gott bedarf unser nicht, damit wir ihm eine Stätte bereiten, er braucht nur unsere Bereitschaft.“ Schließlich wird die Frage um seinen Antisemitismus auch offengelassen.
Im Januar 2015 gab der Freiburger Philosophieprofessor Günter Figal seinen Rücktritt vom Vorsitz der Martin-Heidegger-Gesellschaft bekannt. Angesichts der antisemitischen Passagen der „Schwarzen Hefte“ sah er es als unmöglich an, als Vorsitzender den Philosophen und Menschen Heidegger offiziell zu vertreten. Im März 2015 übernahm Helmuth Vetter den Vorsitz. Er bedauerte, dass sich in den Diskussionen fast alles auf den Vorwurf des Antisemitismus zu beziehen scheine, und schlug vor, es wäre vielleicht „gar nicht so übel“, die umstrittenen Aussagen von der folgenden Notiz der Schwarzen Hefte aus zu interpretieren:

„Anmerkung für Esel: mit ‚Antisemitismus‘ hat die Bemerkung nichts zu tun. Dieser ist so töricht und so verwerflich, wie das blutige und vor allem unblutige Vorgehen des Christentums gegen ‚die Heiden‘. Daß auch das Christentum den Antisemitismus als ‚unchristlich‘ brandmarkt, gehört zur hohen Ausbildung der Raffinesse seiner Machttechnik.“

Die Publikation der Schwarzen Hefte und die folgende Debatte hat in der deutschen Öffentlichkeit zu den Forderungen geführt, nach Heidegger benannte Institutionen und Straßen umzubenennen. So votierte der Freiburger Gemeinderat auf Empfehlung einer Expertenkommission zur Überprüfung der Freiburger Straßennamen 2018 grundsätzlich für eine Umbenennung des „Martin-Heidegger-Wegs“; laut Abschlussbericht der Kommission habe „die Aufarbeitung der politischen Rolle und der Überzeugungen des Philosophen“ mit „der Veröffentlichung der 'Schwarzen Hefte', Heideggers privaten Aufzeichnungen mit antisemitischen Ausfällen, ihren Höhepunkt erreicht“. Im Jahr 2020 wurde der „Martin-Heidegger-Weg“ in Freiburg schließlich in „Oberer Harbuckweg“ umbenannt.

### Kritik an der Edition der Gesamtausgabe
Seit der kommentarlosen Neuveröffentlichung des Satzes der „inneren Wahrheit und Größe des Nationalsozialismus“ 1953 steht die Editionspraxis der Werke von Heidegger in der Kritik. Mit dem Beginn der Gesamtausgabe, deren erster Band 1975 erschien, wurden diesbezügliche Vorwürfe erweitert, denn es „existiert kein unabhängiges wissenschaftliches Herausgebergremium, sondern es ist die Familie, die die Herausgeber bestimmt, als ersten den letzten persönlichen Assistenten Heideggers, Friedrich-Wilhelm von Herrmann, der dann zum 'leitenden Herausgeber' aufstieg.“ Die Folge der Publikationen, die Textauswahl, die Einsehbarkeit der archivierten Manuskripte und der Originalfassungen liegen somit in der Kontrolle der Familie und der von ihr bestimmten Herausgeber. Im Zusammenhang mit den Bedingungen der Publikation und der Einflussnahme der Familie wurde daran erinnert, dass eine vergleichbare aktive familiäre Rolle im Fall des Nachlasses eines Philosophen nur durch Nietzsches Schwester Elisabeth Förster-Nietzsche bekannt sei, deren Wirken zu einer Verzerrung der Werke ihres Bruders während des Nationalsozialismus geführt habe.
Ende 2014 fragte der Journalist Eggert Blum vor dem Hintergrund der Veröffentlichung der „Schwarzen Hefte“, warum „Heideggers Judenfeindschaft“ nicht schon früher in Bänden der Gesamtausgabe sichtbar geworden sei. Er erhob den Vorwurf, dass Heideggers Erben über viele Jahre antisemitische Spuren „mit Eifer verwischt“ hätten, beispielsweise im Band 69 der Gesamtausgabe „Geschichte des Seyns“ den Satz mit der „Vorbestimmung der Judenschaft für das planetarische Verbrechertum“, den der junge Herausgeber Peter Trawny 1998 auf Geheiß von Friedrich-Wilhelm von Herrmann eliminiert hatte. Julia A. Ireland machte darauf aufmerksam, dass im Band 39 eine Abkürzung ‚N.soz‘ fälschlich als ‚Naturwissenschaft‘ gelesen wurde. Richard Wolin äußerte, „dass die Hüter von Heideggers Nachlass ebenso wie die Editoren systematisch pronazistische und antisemitische Äußerungen aus den veröffentlichten Versionen von Heideggers Texten getilgt haben, was die oft vorgebrachte Behauptung, es handele sich um eine Ausgabe ‚letzter Hand‘, Lügen straft“. Solange es keine Kritische Ausgabe von Heideggers Werken gebe, habe man keine Gewissheit über das, was Heidegger seinerzeit geschrieben hat. Im November 2015 listete Wolin Fehler in der Gesamtausgabe auf, Vittorio Klostermann reagierte auf die Vorwürfe. Auf die Forderung, dass Heideggers Nachlass endlich für die Forschung freigegeben werden müsse, wurde geantwortet, dass die Quellen, die einem Band zugrunde liegen, mit der Publikation zugänglich gemacht werden, wie es Heidegger selbst verfügt habe.